# Platon
Platon (stgr. Πλάτων, Plátōn; ur. 424/423 p.n.e., zm. 348/347 p.n.e.) – filozof grecki, Ateńczyk, twórca tradycji intelektualnej znanej jako platonizm. Sformułował podstawy idealizmu i racjonalizmu, a poprzez swą działalność literacką i pedagogiczną wprowadził takie zagadnienia jak teoria dobra, metoda dialektyczna, teoria idei, teoria sprawiedliwości czy matematyczna teoria atomów. Twórca metafory jaskini, opisującej relację pozorów (dziedziny cieni) do prawdy (dziedziny słońca), którą można odkryć dopiero po dokonaniu odwrócenia od cieni i wyjściu z jaskini. Platon założył w Atenach Akademię, która bywa uważana za pierwszą szkołę filozoficzną w historii Zachodu. On sam jest uznawany za fundatora zachodniej myśli politycznej, za jedną z najważniejszych postaci w historii filozofii, nauki i duchowości, a także za jednego z najważniejszych myślicieli w całej zachodniej tradycji intelektualnej.
O skali wpływu Platona świadczy powiedzenie Whiteheada, wedle którego „najbezpieczniejszym ogólnym określeniem europejskiej tradycji filozoficznej jest to, że stanowi ona szereg przypisów do Platona”. „Platon jest fundatorem zachodniej tradycji filozoficznej w dwojakim sensie instytucjonalnym. Po pierwsze jest rektorem pierwszego uniwersytetu, a zatem inicjatorem filozofii jako działalności akademickiej. Po drugie kodyfikuje czyn, za sprawą którego, jak ujął to Cyceron, Sokrates ściągnął filozofię z nieba na ziemię, aby móc chodzić ulicami ludzkich miast”.
Pierwotnie Platon pobierał nauki u heraklitejczyka Kratylosa, następnie został jednym z uczniów Sokratesa, którego uczynił główną postacią swoich dzieł. W późnym etapie twórczości znajdował się pod silnym wpływem pitagoreizmu. Jego myśl stanowi syntetyzujące zwieńczenie dokonań pierwszego okresu filozofii greckiej i otwiera zarazem okres klasyczny, silnie zdominowany przez Platona oraz jego ucznia Arystotelesa ze Stagiry. Akademia platońska stanowiła pierwowzór i źródło innych wielkich szkół: perypatetyckiej, stoickiej i epikurejskiej. Jego myśl istotnie wpłynęła na rozwój filozofii i teologii chrześcijańskiej, islamskiej i żydowskiej, stanowi także przedmiot wielosetletniej tradycji komentatorskiej i badawczej. Pisma Platona były przedmiotem zainteresowania filozofów i szkół nieomal wszystkich epok, szczególnie medioplatoników, neoplatoników, Augustyna z Hippony, szkoły z Chartres, platoników florenckich i humanistów, romantyków i idealistów niemieckich, Nietzschego i Heideggera.
Wzrost popularności myśli Platona oraz istotne postępy w badaniach nad jego tekstami zbiegały się z ważnymi przełomami w historii filozofii i nauki, szczególnie w okresie renesansu we Włoszech oraz w oświeceniu i romantyzmie niemieckim. Jego metaforę jaskini eksploatuje późniejsza filozofia i kultura aż po XX-wieczną teorię krytyczną, teorię alienacji człowieka, egzystencjalny dyskurs autentyczności, psychoanalizę, czy nawet popkulturę, czego przykładem są filmy Matrix, Oni żyją oraz twórczość Billa Hicksa. Jego dialogowi filozoficznemu Kratylos przypisuje się znaczenie językoznawcze, gdyż porusza on problematykę związku między słowami a treściami oznaczanymi. Platon bywa uważany za założyciela etymologii.
Platon to również wybitny prozaik; autor dialogów filozoficznych cechujących się wysokim kunsztem pod względem formy i treści, w których zawarł część swej nauki. Poza dialogami autor listów, stanowiących jedno z głównych źródeł, na podstawie których rekonstruuje się jego życiorys. Pozostała twórczość Platona była przekazywana wyłącznie ustnie i stąd określa się ją mianem tzw. nauk niepisanych. W przeciwieństwie do większości dzieł literatury starogreckiej, pisma Platona zachowały się do czasów nowożytnych nieomal bez uszczerbku. Są to także pierwsze w pełni zachowane teksty zachodniej tradycji filozoficznej.

## Życiorys

### Dzieciństwo i młodość

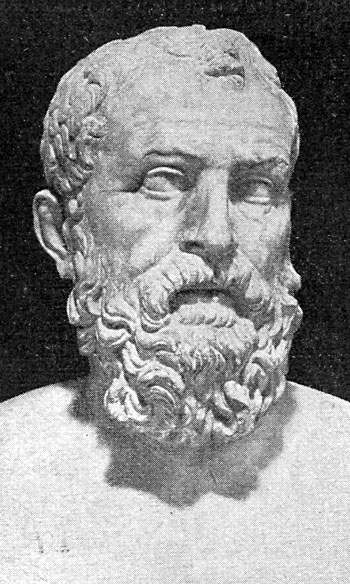
Platon był spokrewniony z Solonem

Platon urodził się w 424/423 p.n.e. w Atenach (w demie Kollytos) lub na wyspie Eginie w domu Feidiadesa, syna Talesa. Platonicy renesansowi obchodzili urodziny Platona 7 listopada. Miał przyjść na świat w dniu, w którym według wierzeń Delijczyków urodził się Apollo. Legenda ta wspomina wręcz o narodzinach Platona z dziewicy. Jego ojcu Aristonowi pojawił się we śnie sam Apollo – opiekun Muz i mądrości – co miało go powstrzymać od utrzymywania kontaktów seksualnych z żoną aż do czasu narodzenia dziecka. Po urodzeniu rodzice wzięli Platona na górę Hymettos, aby złożyć ofiarę bogom. Gdy leżał tam, pszczoły miały złożyć miód w jego ustach, dzięki czemu spełniła się przepowiednia, iż „z jego ust będzie płynąć mowa słodsza od miodu”.
Według Diogenesa Laertiosa prawdziwe imię Platona, otrzymane po dziadku, to Arystokles. Według najpopularniejszej hipotezy przydomek „Platon” (od gr. πλατύς, platýs – szeroki) został nadany przez jego nauczyciela gimnastyki Aristona z Agros lub któregoś ze współuczniów i nawiązywał do atletycznej budowy ciała – szerokiego czoła i pleców. Inne koncepcje mówią, że to przezwisko wywodzi się z bogactwa i rozwlekłości mowy. Debra Nails ustaliła jednak na podstawie zachowanej listy mieszkańców Eginy, iż figurował on na niej jako Platon, syn Aristona, z Kollytos (Πλάτων Ἀριστωνος Κολλυτεύς, Platōn Aristōnos Kollyteus).
Jego ojciec, Ariston, pochodził ze znakomitego ateńskiego rodu potomków króla Kodrosa, zaś matka Periktione wywodziła się z rodu Solona. Arystokratyczne pochodzenie rodziny Platona ukierunkowało jego zapatrywania polityczne i umożliwiło podjęcie kosztownej edukacji.
Platon miał łącznie czworo rodzeństwa:
- dwóch rodzonych braci: Glaukona i Adejmantosa, których uwiecznił w dialogu Państwo[34];
- siostrę Potone, która była matką jego następcy w Akademii – Speuzypa[35];
- trzeciego brata – przyrodniego i zarazem najmłodszego Antyfonta. Był on synem Pyrilampesa – drugiego męża matki Platona[35]. Antyfont został przedstawiony w dialogu Parmenides[32].

Platon otrzymał staranne wychowanie i wykształcenie pod opieką najważniejszych sofistów swoich czasów. W Atenach V w. p.n.e. nie było szkół w nowożytnym rozumieniu, a dzieci wysyłano do nauczycieli pod opieką pedagoga (gr. paidagogos – prowadzący dzieci). Wykształcenie Platona było zgodne z ówczesnymi zasadami greckimi i polegało na kształtowaniu harmonii ducha i ciała (tzw. kalokagatia), a więc obejmowało zarówno naukę, jak i rozwój fizyczny. Początków gramatyki uczył go Dionizos, zaś muzyki Drakon z Aten i Metellaos z Akragantu. Swoje studia filozoficzne Platon rozpoczął pod kierunkiem Kratylosa, który zapoznał go z poglądami heraklitejskimi. Kształcił się także w zakresie malarstwa i poezji.

### Dojrzałość

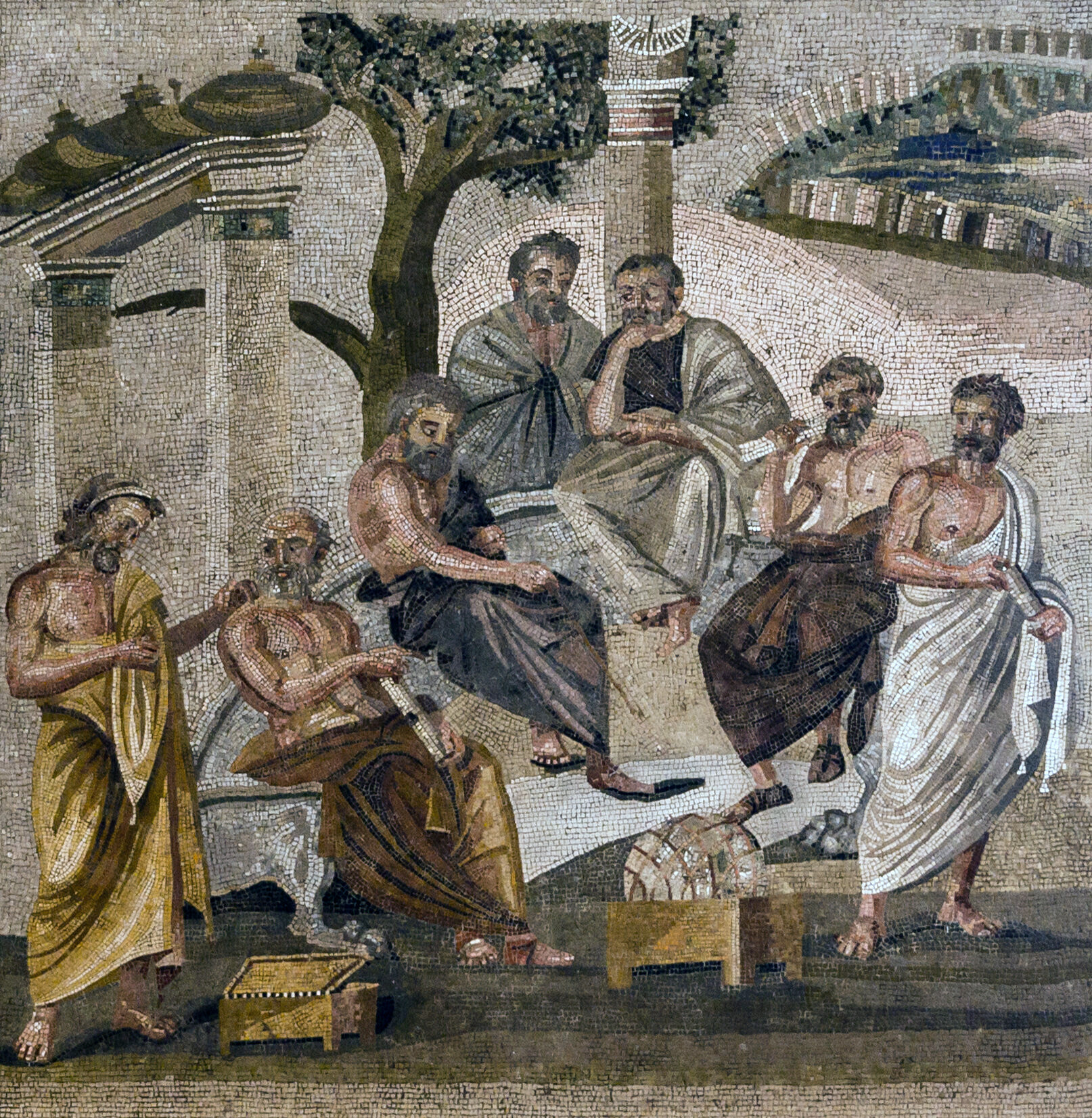
Akademia Platona, mozaika z Pompeii

Kiedy Platon zakończył pobieranie nauk u Kratylosa, ojciec powierzył go nowemu nauczycielowi – Sokratesowi. W związku z tym wydarzeniem Diogenes Laertios podaje następującą opowieść:
Opowiadają, że Sokratesowi przyśniło się raz, iż trzymał na kolanach młodego łabędzia, któremu natychmiast wyrosły skrzydła i który z prześlicznym śpiewem wzbił się w powietrze. Nazajutrz przedstawiono mu Platona. Wtedy Sokrates miał powiedzieć, że tym ptakiem jest właśnie Platon.
Apulejusz dodaje, że ów łabędź po wzbiciu w powietrze wylądował na ołtarzu poświęconym Erosowi. Gdy zaś przedstawiono Sokratesowi Platona (miał go przyprowadzić jego ojciec, Aryston, aby oddać syna na wychowanie), ten odparł: „Oto, przyjaciele, ów łabędź Kupidyna z Akademii”. Platon spędził następnie z Sokratesem 8 lat, aż do jego śmierci w 399 p.n.e. Poglądy Sokratesa wywarły istotny wpływ na myśl filozoficzną Platona. Jest on uznawany za najwybitniejszego ucznia Sokratesa.
Po śmierci swego nauczyciela Platon przez krótki czas przebywał w Atenach, zaś następnie schronił się u jednego z uczniów Sokratesa, Euklidesa w Megarze, aby uniknąć prześladowań, jakie dotykały uczniów Sokratesa w Atenach. Przez kolejnych 12 lat miał podróżować po Afryce, Italii, Egipcie i Wielkiej Grecji. Wraz z Eurypidesem odbył podróż do Egiptu, „do kapłanów i proroków”, podczas której zapoznał się „ze sposobami wieszczenia” i, jak twierdzi Guarino Guarini, „od kapłanów i wieszczków memfickich dowiedział się o wschodach i zachodach gwiazd, o ich ruchach oraz różnych działaniach, poznał tajemnice spraw boskich, a także zasady liczb i miar”, a także „właśnie tam i wtedy Platon dowiedział się przy pomocy jakiegoś tłumacza o tym, co przepowiedzieli nasi prorocy, i dotknął tym samym znajomości prawdziwego Boga”. Podczas pobytu w Italii nawiązał kontakt z pitagorejczykami. Eurytos i Archytas, którzy należeli do ich grona, uczyli Platona matematyki. Znajomość z Archytasem potwierdzają również listy Platona: VII, IX oraz XII. Wśród filozofów, których poznał w południowych Włoszech, jest także Timajos z Lokroj, który później stał się tytułową postacią dialogu Timajos. Miał też zamiar odbyć podróż „do kraju Indów i do Magów”, tzn. zaratusztrian w Persji, którzy „zajmowali się zgłębianiem spraw boskich, nauczali zasad i obrzędów składania ślubów, ofiar, przebłagiwania bogów, wyjaśniali ich naturę i pochodzenie oraz oddawali się dysputom na temat tego, co sprawiedliwe i zbożne”, ale zamiar ten pokrzyżowała wojna.
Spośród podróży Platona szczególnie doniosłe są jego trzy wyprawy na Sycylię, które Apulejusz nazywa „nieszczęśliwymi” ze względu na nieudane zaangażowanie polityczne, paradygmatyczny przykład katastrofalnego wkroczenia filozofa w politykę, porównywany współcześnie do poparcia przez Heideggera nazizmu. W roku 388 p.n.e. lub 387 p.n.e. po raz pierwszy odwiedził Sycylię dla celów naukowych, „aby poznać naturę Etny i płomienie we wnętrzu wulkanu”. Wówczas poznał Diona, który był zięciem władcy Syrakuz, Dionizjosa I. Dion został uczniem i przyjacielem Platona, wraz z którym chciał następnie nakłonić Dionizjosa I do idei króla-filozofa. Próba ta zakończyła się niepowodzeniem, zaś pomiędzy Platonem a władcą doszło do zatargu. W konsekwencji Dionizjos I rozkazał Pollisowi, który był ambasadorem Sparty w Eginie, sprzedać filozofa w niewolę. Platon został jednak wykupiony przez Annikerisa z Cyreny. Marsilio Ficino opisuje ten epizod z życia Platona w następujący sposób:
Dionizjos, syn Hermokratesa, zmusił go do rozmowy. Platon, rozprawiając z nim o tyranii, powiedział, że nie jest dobrem to, co będąc korzystne dla niego, nie jest zarazem przejawem cnoty. Obrażony i rozgniewany tyran rzekł mu tak: „Twoje słowa to gadanina niepotrzebnego starca”; na to Platon odpowiedział: „A twoje trącą tyranią”. Znieważony tyran najpierw chciał go zabić, a następnie – ubłagany przez Diona i Arystomenesa – odstąpił od tego, a w zamian podarował Platona Pollisowi ze Sparty, który był wówczas posłem, by go sprzedał. Pollis zawiózł Platona na Eginę i tam sprzedał. Wtedy Charmandros chciał skazać go na karę śmierci, bo według z dawna ustalonego prawa kara główna groziła Ateńczykowi, który by przybył na wyspę. Kiedy jednak ktoś rzekł, że Platon przybył tu jako wyćwiczony filozof i że prawo mówi to mówi o ludziach, a nie o filozofach, którzy są ponad ludźmi, Egineci uwolnili go od kary i postanowili sprzedać, a nie zabić. Przypadkiem pojawił się wówczas Annikeris z Cyreny, który odkupił Platona za dwadzieścia min i odesłał do przyjaciół do Aten.
Po powrocie do Aten w 387 p.n.e. Platon założył szkołę w północno-zachodniej części miasta, w której zamieszkał i nieodpłatnie udzielał nauk. Mieściła się ona w gaju poświęconym herosowi ateńskiemu Akademosowi lub Hekademosowi, od którego imienia pochodzi jej nazwa: Akademia. Szkoła ta istniała do 529 n.e., kiedy została zlikwidowana przez cesarza bizantyńskiego Justyniana. Przez niemalże 1000 lat swojej działalności Akademia była istotnym ośrodkiem nauki w świecie hellenistycznym.
Pomimo złych doświadczeń z pierwszej podróży na Sycylię, Platon udał się tam po raz drugi w 366 p.n.e. Zmarł bowiem Dionizjos I, a jego następcą został syn, Dionizjos II, który według informacji Diona, miał być przychylny naukom Platona. Dionizjos II okazał się jednak człowiekiem tego samego pokroju, co ojciec. Oskarżył Diona o spisek i skazał na wygnanie, co się zaś tyczy Platona, to starał się pozyskać jego względy, choć zarazem nie przejawiał większego zainteresowania nauką filozofii. Zaangażowanie się Syrakuz w wojnę spowodowało jednak, że Dionizjos II pozwolił, by Platon wrócił do Aten.
W 361 p.n.e. Platon udał się po raz trzeci na Sycylię, przyjmując zaproszenie Dionizjosa II, który chciał się z nim pogodzić i dokończyć swoje przygotowanie filozoficzne. Ponownie jednak doszło do nieporozumień pomiędzy władcą a filozofem. Od niebezpieczeństwa, które groziło Platonowi w Syrakuzach, uchronił go Archytas, organizując filozofowi bezpieczny transport do Grecji. W 360 p.n.e. Platon wrócił do Aten.
Platon u schyłku swego życia cieszył się szeroką popularnością wśród Greków, która nie ograniczała się do jego rodzinnych Aten. Jak podaje Ficino, gdy Platon po powrocie z podróży na Sycylię udał się, aby oglądać igrzyska olimpijskie:
Wielu wyszło mu tam naprzeciw z taką radością, że wydawało się, jakby bóg z nieba zstąpił do śmiertelnych. Widzowie porzucili igrzyska, pokazy atletów i zapaśników, a – co zadziwiające – ci, którzy przemierzywszy odległe lądy i morza, trafili do Olimpii, by radować oczy, uszy i zmysły, zapomnieli o swoich pragnieniach, przybyli do Platona i jego podziwiali. Przy Platonie czuli się jakby w ustronnej gospodzie.
Popularność ta nie przekładała się jednakże na równie powszechne zrozumienie myśli Platona, czego przykładem jest reakcja publiczności na wykład na temat dobra:
Arystoteles stale opowiadał o tym, czego doznała większość z tych, którzy słuchali wykładu Platona O dobru (περὶ τἀγαθοῦ, Peri tagathou). Każdy z nich bowiem przychodził zakładając dowiedzieć się czegoś o tych uznawanych przez ludzi dobrach, takich jak bogactwo, zdrowie, siła, czy w ogóle o jakimś chwalebnym szczęściu. Kiedy zaś wywody okazały się o naukach matematycznych, o liczbach, geometrii i astronomii, wraz z wnioskiem, że Dobro jest Jednem (ἀγαθόν ἐστιν ἕν), całkowicie – jak mniemam – wydało się to im jakimś paradoksem. Jedni potem wzgardzili tym przedmiotem, inni go potępiali.

### Śmierć

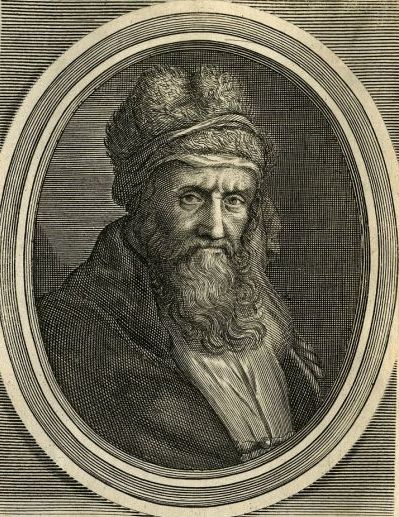
Diogenes Laertios jest głównym źródłem historii starożytnej filozofii greckiej

Platon zmarł w roku 348/347 p.n.e., w roku sto ósmej Olimpiady.
Istnieje wiele przekazów na temat okoliczności jego śmierci. Diogenes Laertios twierdzi, że umarł on na wszawicę w dniu swoich osiemdziesiątych pierwszych urodzin, podczas uczty weselnej. Wedle innych przekazów Platon umarł słuchając muzyki lub śpiąc. „Pod poduszką łoża, na którem umarł, nie znaleziono żadnej »biblii«, nic egipskiego, pitagorejskiego, platońskiego – lecz Arystofanesa”. Natomiast Cyceron podaje, że Platon zmarł w trakcie pisania. Pozostawił po sobie nieskończone dzieło, Epinomis, wydane po jego śmierci na podstawie pozostawionych zapisków przez Filipa z Opuntu. Pochowano go w Akademii, a na miejsce spoczynku odprowadził go tłum ludzi, a na jego grobie napisano:
Mądrością i dobrym obyczajem nad śmiertelnych
wzniósł się ten, kto tu leży, boski Aristona syn.
Jeżeli ktoś wśród ludzi największej mądrości zdobył chwałę,
to on chwałę taką zdobył, zawiści niedosiężną.
Po jego śmierci powstały utwory pochwalne takie jak Uczta po pogrzebie Platona Speuzypa (jego siostrzeńca) oraz Pochwała Platona Klearchosa. Speuzyp chwali „przenikliwy i pojętny rozum, okazywany przez niego jeszcze w chłopięcym wieku, jak też podziwu godną wrodzoną skromność; [...] pierwsze duchowe owoce dorastającego Platona, przepojone jego pracowitością i miłością do studiów; [...] zarodki tych i innych cnót doskonale wzeszły w dojrzałym już mężczyźnie” Również Arystoteles ułożył mowę pochwalną oraz elegię o Platonie, a także wystawił Platonowi ołtarz i posąg, na którym napisał: „Arystoteles wystawił ołtarz ten Platonowi, mężowi, którego chwalić nie godzi się ludziom marnym”. Zachował się testament pozostawiony przez Platona:
„Oto co pozostawił Platon i jak tym rozporządził. Posiadłości w Ifistiadach [...] nie wolno nikomu ani sprzedawać, ani darowywać; niech będzie własnością, jak długo to będzie możliwe, młodego Adeimantosa. [...] Służącą Artemidę wyzwalam. Tychona, Biktasa, Apolloniadesa i Dionizjosa pozostawiam jako służbę domową. Sprzęty domowe są zinwentaryzowane, a odpis inwentarza ma Demetrios. Nikomu nic nie jestem winien. Wykonawcami testamentu będą Leostenes, Speuzyp, Demetrios, Hegias, Eurymedon, Kallimach, Trazippos.
Pozostawił też po sobie wielu uczniów, m.in. Speuzypa, który stał się jego pierwszym następcą w Akademii, Ksenokratesa z Chalcedonu, Arystotelesa ze Stagiry, który po dwudziestu latach nauki w Akademii założył własną szkołę, Liceum, Filipa z Opuntu, Hestiajosa z Perintu, Diona z Syrakuz, Amyklosa z Heraklei, Erastosa i Koristosa ze Skepsis, Timolaosa z Kyzikos, Euaiona z Lampsaku, Pytona i Heraklidesa z Ainos, Hippotalesa i Kallipposa z Aten, Demetriosa z Amfipolis, Heraklidsa z Pontu oraz dwie kobiety: Lasteneię z Mantinei i Aksjoteję z Fliuntu.

## Twórczość

### Lista dzieł i ich autentyczność
Pisma Platona, które obejmują 35 dialogów i Listy, starożytni filologowie pogrupowali w dziewięć tetralogii (podział ten zazwyczaj przypisuje się Trazyllosowi):
| Tetralogia | Tytuł polski                                                     | Tytuł grecki [i łaciński]                                                                 | Autentyczność | Typ         |
| --- | ---------------------------------------------------------------- | ----------------------------------------------------------------------------------------- | ------------- | ----------- |
| I | Eutyfron, czyli O pobożności [o świętości]                       | Εὐθύφρων ἢ περὶ ὁσίου (Euthyphrōn ē peri hosiou) [de sanctitate]                          |               | badawczy    |
| I | Obrona Sokratesa                                                 | Ἀπολογία Σωκράτους (Apologia Sōkratous)                                                   |               | etyczny     |
| I | Kriton, czyli O tym, co się czynić powinno                       | Κρίτων ἢ περὶ πρακτέου (Kritōn ē peri prakteou)                                           |               | etyczny     |
| I | Fedon, czyli O [nieśmiertelności] duszy                          | Φαίδων ἢ περὶ ψυχῆς (Phaidōn ē peri psychēs) [de animi immortalitate]                     |               | etyczny     |
| II | Kratylos, czyli O poprawności nazw                               | Κρατύλος ἢ περὶ ὀρθότητος ὀνομάτων (Kratylos ē peri orthotētos onomatōn)                  |               | logiczny    |
| II | Teajtet, czyli O wiedzy                                          | Θεαίτητος ἢ περὶ ἐπιστήμης (Theaitētos ē peri epistēmēs)                                  |               | badawczy    |
| II | Sofista, czyli O tym, co istnieje                                | Σοφιστὴς ἢ περὶ τοῦ ὄντος (Sophistēs ē peri tou ontos)                                    |               | logiczny    |
| II | Polityk, czyli O władzy królewskiej [o rządzeniu]                | Πολιτικὸς ἢ περὶ βασιλείας (Politikos ē peri basileias) [de regno]                        |               | logiczny    |
| III | Parmenides, czyli O ideach [o jednej zasadzie wszystkich rzeczy] | Παρμενίδης ἢ περὶ ἰδεῶν (Parmenidēs ē peri ideōn) [de uno rerum omnium principio]         |               | logiczny    |
| III | Fileb, czyli O rozkoszy [o najwyższym dobru]                     | Φίληβος ἢ περὶ ἡδονῆς (Philēbos ē peri hēdonēs) [de summo bono]                           |               | etyczny     |
| III | Uczta, czyli O dobru [o miłości]                                 | Συμπόσιον ἢ περὶ ἀγαθοῦ (Symposion ē peri agathou) [de amore]                             |               | etyczny     |
| III | Fajdros, czyli O miłości [o pięknie]                             | Φαῖδρος ἢ περὶ ἔρωτος (Phaidros ē peri erōtos) [de pulchro]                               |               | etyczny     |
| IV | Alkibiades, czyli O naturze człowieka                            | Ἀλκιβιάδης ἢ περὶ ἀνθρώπου φύσεως (Alkibiadēs ē peri anthrōpou physeōs)                   | Sp.           | maieutyczny |
| IV | Alkibiades II, czyli O chciwości                                 | Ἀλκιβιάδης δεύτερος ἢ περὶ εὐχῆς (Alkibiadēs deuteros ē peri euchēs)                      | Sp.           | etyczny     |
| IV | Hipparch, czyli O zachłanności [o pożądaniu zbytku]              | Ἵππαρχος ἢ φιλοκερδής (Hipparchos ē philokerdēs) [de lucri cupiditate]                    | Sp.           | etyczny     |
| IV | Rywale, czyli O filozofii                                        | Ἀντερασταὶ ἢ περὶ φιλοσοφίας (Anterastai ē peri philosophias)                             |               | etyczny     |
| V | Teages, czyli O filozofii [o mądrości]                           | Θεάγης ἢ περὶ φιλοσοφίας (Theagēs ē peri philosophias) [de sapientia]                     | Sp.           | maieutyczny |
| V | Charmides, czyli O umiarkowaniu                                  | Χαρμίδης ἢ περὶ σωφροσύνης (Charmidēs ē peri sōphrosynēs)                                 |               | badawczy    |
| V | Laches, czyli O odwadze                                          | Λάχης ἢ περὶ ἀνδρείας (Lachēs ē peri andreias)                                            |               | maieutyczny |
| V | Lyzis, czyli O przyjaźni                                         | Λύσις ἢ περὶ φιλίας (Lysis ē peri philias)                                                |               | maieutyczny |
| VI | Eutydem, czyli O sztuce dysputowania                             | Εὐθύδημος ἢ ἐριστικός (Euthydēmos ē eristikos)                                            |               | obalający   |
| VI | Protagoras, czyli O sofistach [o moralności]                     | Πρωταγόρας ἢ σοφισταί (Prōtagoras ē sophistai) [de moralibus]                             |               | dowodzący   |
| VI | Gorgiasz, czyli O retoryce                                       | Γοργίας ἢ περὶ ῥητορικῆς (Gorgias ē peri rētorikēs)                                       |               | obalający   |
| VI | Menon, czyli O cnocie                                            | Μένων ἢ περὶ ἀρετῆς (Menōn ē peri aretēs)                                                 |               | badawczy    |
| VII | Hippiasz Większy, czyli O pięknie                                | Ἱππίας μείζων ἢ περὶ τοῦ καλοῦ (Hippias meidzōn ē peri tou kalou)                         | Db.           | obalający   |
| VII | Hippiasz Mniejszy, czyli O kłamstwie                             | Ἱππίας ἐλάττων ἢ περὶ τοῦ ψεύδους (Hippias elattōn ē peri tou pseudous)                   |               | obalający   |
| VII | Ion, czyli O Iliadzie [o szale poetyckim]                        | Ἴων ἢ περὶ Ἰλιάδος (Iōn ē peri Iliados) [de furore poetico]                               |               | badawczy    |
| VII | Meneksenos, czyli Mowa pogrzebowa [o starożytnościach attyckich] | Μενέξενος ἢ ἐπιτάφιος (Meneksenos ē epitaphios) [de Attica antiquitate]                   |               | etyczny     |
| VIII | Kleitofon, czyli Mowa zachęcająca                                | Κλειτοφῶν ἢ προτρεπτικός (Kleitophōn ē protreptikos)                                      |               | etyczny     |
| VIII | Państwo, czyli O sprawiedliwości                                 | Πολιτεία ἢ περὶ δικαίου (Politeia ē peri dikaiou)                                         |               | polityczny  |
| VIII | Timajos, czyli O naturze [świata]                                | Τίμαιος ἢ περὶ φύσεως (Timaios ē peri physeōs) [de mundi natura]                          |               | fizyczny    |
| VIII | Kritiasz, czyli O Atlantydzie [o starożytnościach atlantyckich]  | Κριτίας ἢ Ἀτλαντικός (Kritias ē Atlantikos) [de Atlantica antiquitate]                    |               | etyczny     |
| IX | Minos, czyli O prawie                                            | Μίνως ἢ περὶ νόμου (Minōs ē peri nomou)                                                   | Sp.           | polityczny  |
| IX | Prawa, czyli O prawodawstwie                                     | Νόμοι ἢ περὶ νομοθεσίας (Nomoi ē peri nomothesias)                                        |               | polityczny  |
| IX | Dodatek do praw, czyli Nocne zgromadzenie albo Filozof           | Ἐπινομὶς ἢ νυκτερινὸς σύλλογος ἢ φιλόσοφος (Epinomis ē nykterinos syllogos ē philosophos) |               | polityczny  |
| IX | Listy                                                            | Ἐπιστολαὶ (Epistolai)                                                                     |               | etyczny     |
| | Definicje                                                        | Ὅροι (Horoi)                                                                              | Db., S        |             |
| | O sprawiedliwości                                                | Περὶ Δικαίου (Peri Dikaiou)                                                               | Sp., S        |             |
| | O cnocie                                                         | Περὶ Ἀρετῆς (Peri Aretēs)                                                                 | Sp., S        |             |
| | Demodokos                                                        | Δημόδοκος (Dēmodokos)                                                                     | Sp., N        |             |
| | Syzyf                                                            | Σίσυφος (Sisyphos)                                                                        | Sp., N        |             |
| | Eryksjas albo Erasistratos                                       | Ἐρυξίας ἢ Ἐρασίστρατος (Eryksias ē Erasistratos)                                          | Sp., N        |             |
| | Aksjoch                                                          | Ἀξίοχος (Aksiochos)                                                                       | Sp., N        |             |
| | Epigramy                                                         |                                                                                           | F             |             |
| | Fragmenty tragiczne                                              |                                                                                           | F             |             |
| | Zimorodek                                                        | Ἀλκυών (Alkyōn)                                                                           | N             |             |
| | Epimenides                                                       | Ἐπιμενίδης (Ἐpimenίdīs)                                                                   | N, B          |             |
| | Feacy / Feakowie                                                 | Φαίακες (Phaiakes)                                                                        | N, B          |             |
| | Jaskółka                                                         | Χελιδών (Chelidōn)                                                                        | N, B          |             |
| | Midon, czyli Hodowca koni                                        | Μίδων ἢ Ἱπποτρόφος (Mίdōn ἢ Ἱppotrόfos)                                                   | N, B          |             |
| | Siódmy dzień                                                     | Ἑβδόμη (Ἑvdόmī)                                                                           | N, B          |             |
| Tytuły i podtytuły podano za Diogenesem Laertiosem oraz, w przypadku rozbieżności, w nawiasach kwadratowych za Ficinem. Sp.: dzieło nieautentyczne według Johna Burneta; Db.: dzieło o autentyczności wątpliwej według Burneta; N: dzieło nieautentyczne według Diogenesa Laertiosa; B: dzieło wspomniane przez Diogenesa Laertiosa, lecz niezachowane; S: dzieło nieznane Diogenesowi Laertiosowi, ale zachowane pod imieniem Platona i włączone do kanonu Stephanusa; F: wyodrębnione współcześnie fragmenty tragedii Platona i jego epigramaty. |                                                                  |                                                                                           |               |             |

Jak napisał Diogenes Laertios:

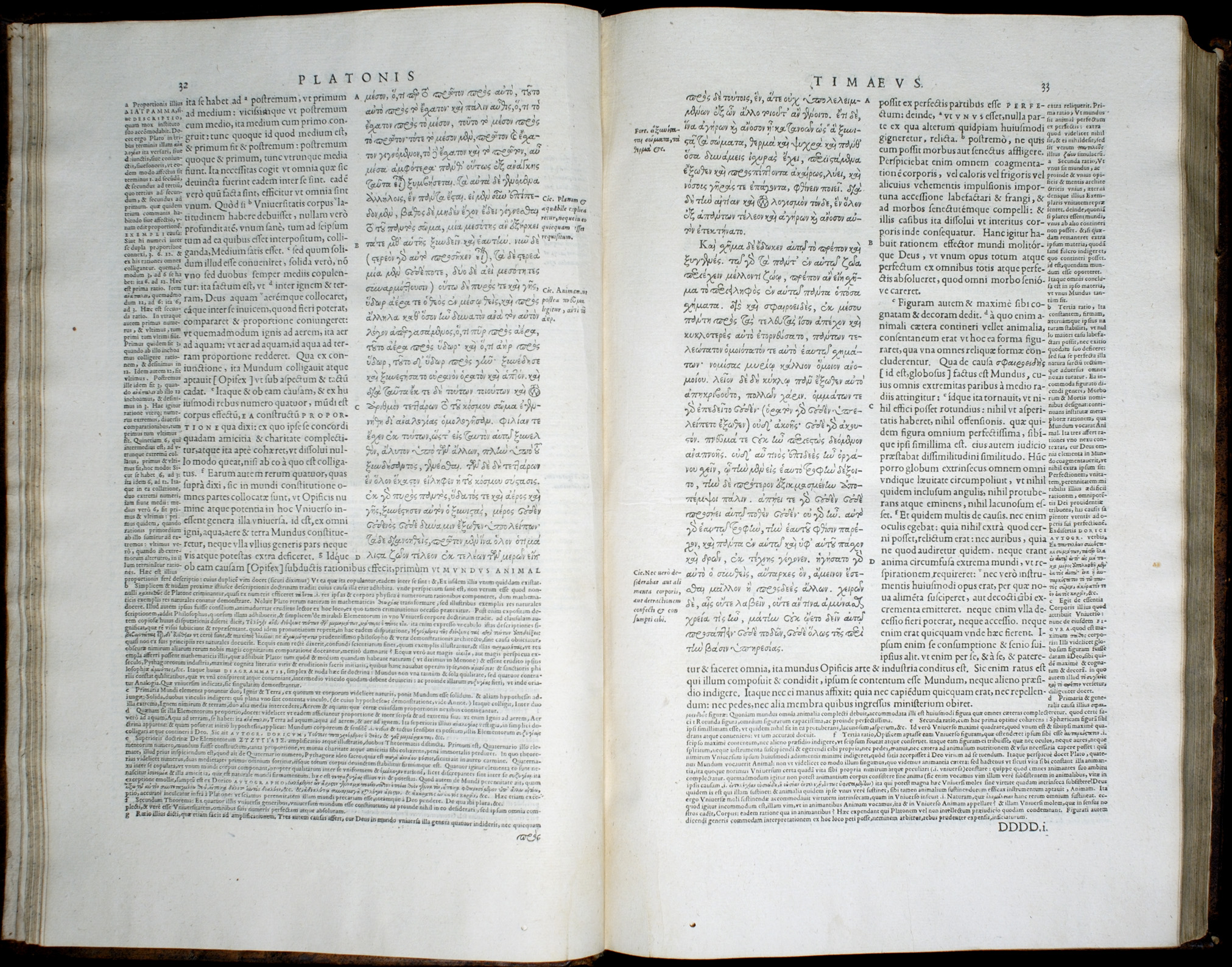
Wydanie Stephanusa z 1578 roku pt. Platonis opera quae extant omnia, zawierające łaciński przekład Timajosa

„Wszystkich autentycznych dialogów Platona – według Trazyllosa – jest pięćdziesiąt sześć jeśli Państwo (dialog) [...] liczyć za dziesięć dialogów, a Prawa za dwanaście. Tetralogii zaś jest dziewięć, jeżeli się Państwo (dialog) traktuje jako jedno dzieło i Prawa także za jedno. [...] Dziewiątą tetralogię tworzą: Minos, czyli O prawie, dialog polityczny, Prawa, czyli O prawodawstwie, dialog polityczny, Dodatek do praw, czyli Nocne zgromadzenie albo Filozof, dialog polityczny, i jako ostatnia część trzynaście listów [...] Niektórzy też powiadają, że Filip z Opuntu przepisał Prawa Platona, które były wypisane na woskowych tabliczkach, i że tenże Filip jest autorem Dodatku do praw (Epinomis)”.
Badacze nie są zgodni co do autorstwa dialogów: Alkibiades I, Klejtofon, Meneksenos. Za fałszywie atrybuowane uznaje się dialogi Alkibiades II, Epinomis, Hipparch, Minos, Rywale, Zimorodek.
Najstarszym obszernym rękopisem zawierającym około połowę dialogów jest manuskrypt MS. E. D. Clarke 39 pochodzący z 895 roku. Standardową wersję edycji dzieł Platona nadał w XVI w. Henri Estienne (Henricus Stephanus). Stanowi ona podstawowy punkt odniesienia dla późniejszych wydań Platona.

### Cytowanie
Powszechnie przyjęty jest zwyczaj cytowania Platona według paginacji Stephanusa. Wszystkie współczesne wydania Platona podają ją na marginesie. Nadany przez tego wydawcę podział strony na 5 sekcji (a-e) zdefiniował sposób standardowego cytowania dialogów. Miejsca w tekście podawane są według schematu: tytuł dialogu, numer strony oraz sekcji w wydaniu Stephanusa, np. Państwo (dialog) 522b, czy Gorgiasz 493a. W przypadku przywoływania przekładów należy także podać nazwisko tłumacza, co pozwala na precyzyjne zidentyfikowanie cytatu.

### Chronologia
Długą i bogatą tradycję badań nad chronologią dialogów Platona otwierają gruntowne studia Lewisa Campbella, twórcy wykorzystywanej przez późniejsze pokolenia badaczy metody stylometrycznej. W Polsce metoda ta znana jest przede wszystkim za sprawą Wincentego Lutosławskiego, autora monumentalnego dzieła The Origin and Growth of Plato’s Logic. Większość badaczy chronologii dialogów przyjmowała podział na trzy grupy – dialogi wczesne, średnie i późne. Głównym przedmiotem tej dyskusji było przyporządkowanie poszczególnych dialogów do jednego ze wskazanych okresów twórczości Platona. Współcześnie intensywność badań nad chronologią słabnie ze względu na nasilający się sceptycyzm co do możliwości osiągnięcia miarodajnych rezultatów. Głównym dorobkiem tradycji badań nad chronologią dialogów jest zatem nie tyle dokładne określenie czasu powstania poszczególnych dzieł, co przede wszystkim ustalenie pewnych ogólnych tendencji rozwoju stylu pism Platona. W.K.C. Guthrie opisuje owe tendencje w następujący sposób:
- Dialogi wczesne (Laches – Charmides – Lyzis – Eutyfron – Protagoras – Gorgiasz – Ion – Kriton – Hippiasz Mniejszy – Hippiasz Większy – Obrona Sokratesa – Eutydem – Meneksenos) – zwane także sokratycznymi, gdyż główną postacią w nich występującą jest Sokrates, albo aporetycznymi (gr. aporia oznacza trudność logiczną, niemożność rozwiązania problemu, dosł. bezdroże), ponieważ Sokrates w trakcie dyskusji zbija przekonania swoich oponentów, nie proponując w zamian konstruktywnych wniosków[118][119][120].
- Dialogi średnie (Menon – Fedon – Fajdros – Uczta – Państwo) – zwane także konstruktywnymi, gdyż przedstawiono w nich teorię idei. W dialogach tych również występuje postać Sokratesa, ale jego nauczanie nie odgrywa już pierwszoplanowej roli. Sokrates ogranicza się jedynie do przekazywania platońskiej nauki o ideach[121].
- Dialogi późne (Parmenides – Sofista – Polityk – Fileb – Timajos – Kritiasz – Prawa) – zwane także krytycznymi, w których Platon zdaje się wycofywać ze swej dotychczasowej teorii idei, dostrzegając tkwiące w niej aporie. Głównym mówcą często jest osoba inna niż Sokrates, np. Timajos z Lokroi, Gość z Elei czy Ateńczyk[121].

### Problem interpretacji
Dialogi Platona stanowią wyzwanie dla interpretatorów, ponieważ Platon wprost (explicite) nie wypowiada w nich swoich poglądów, a przedstawione rozmowy często kończą się brakiem konkluzji, aporią. Pozwalają one na szereg różnych interpretacji, toteż już po śmierci Platona spierano się w założonej przez niego Akademii o kluczowe kwestie, których same dialogi nie rozstrzygają. Pojawiła się interpretacja pierwszych uczniów Platona, Arystotelesa, Speuzypa i Ksenokratesa, a następnie spolaryzowana na dogmatyków i sceptyków w Akademii Arkezylaosa. Interpretacja neoplatońska (Albinos, Plotyn, Jamblich, Proklos, Marsilio Ficino) zdominowała natomiast kolejne wieki i odczytywała Platona na sposób alegoryczny i metafizyczny. Wraz ze sformułowaniem przez Friedricha Schleiermachera na początku XIX wieku tradycyjnego paradygmatu, czyli interpretacji tylko w oparciu o dialogi, rozpoczyna się okres różnego typu badań nad jego filozofią. Schleiermacher zakładał z góry system myśli Platona, który w całości się przejawiał w ich formie i treści, stąd wielu badaczy poszukiwało takiego systemu lub jedności. Byli też tacy, którzy odrzucali spójność myśli Platona, a nawet podkreślali jego niekompetencję w dziedzinie logiki. Inną propozycją interpretacyjną stała się genetyczna, poszukująca rozumienia filozofii Platona w stopniowym rozwoju, biografii czy odczytaniu podstawowych pojęć.
Próbowano też włączyć w interpretację dialogów tradycję pośrednią, przede wszystkim przekazy Arystotelesa. Osobliwym stanowiskiem było zawężenie filozofii platońskiej do niepisanej teorii liczb idealnych i uznanie przy tym Sokratesa za autora teorii idei. Ostatecznie jednak doprowadziło to do powstania interpretacji ezoterycznej, według której zwornik filozofii Platona leży poza jego pismami i teorią idei, w tzw. protologii, rekonstruowanej na podstawie tradycji pośredniej. Za opozycyjną interpretacją opowiedzieli się antyezoterycy, a pośrednie stanowiska zajęło wielu innych uczonych. Platona odczytuje się też z różnych perspektyw, np. neokantowskiej (szkoła marburska), fenomenologicznej, analitycznej, lingwistycznej, semantycznej. Interpretuje się też jego myśl tworząc komentarze do każdego z dialogów lub przez pryzmat wybranych zagadnień. Osobną kwestią jest recepcja platonizmu na przestrzeni wieków.
Już Diogenes Laertios był świadom trudności hermeneutycznych związanych z interpretacją Platona:
„istnieje wielki spór o to, czy Platon jest dogmatykiem [...]. Otóż Platon wyraża sąd o rzeczach, które sam pojął, odrzuca rzeczy nieprawdziwe, w rzeczach niepewnych wstrzymuje się od sądu. Swoje sądy wyraża ustami czterech osób: Sokratesa, Timajosa, przybysza z Aten i przybysza z Elei. Tymi przybyszami nie są, jak niektórzy myśleli, Platon i Parmenides, lecz postacie zmyślone, bezimienne”.
Renesansowy platonik Marsilio Ficino podzielił wypowiedzi Platona na negatywne (podważające) i pozytywne, te drugie zaś na prawdopodobne i pewne: „Rodzaje dialogów Platona są trzy: albo zbija z tropu sofistów, albo napomina młodzieńców, albo uczy dojrzałych. To, co powiada Platon swoimi ustami w Prawach, Epinomis i listach, każe nam mieć za najpewniejsze. To zaś, co wypowiada Sokrates, Timajos, Parmenides i Zenon w pozostałych dialogach, chce, byśmy uważali za prawdopodobne.” Zdaniem Friedricha Schleiermachera dialogi Platona stanowią wystarczającą podstawę do rekonstrukcji filozofii Platona. Heglista John Niemeyer Findlay kwestionuje ten pogląd, twierdząc, że dialogi Platona „wskazują poza siebie i bez wykroczenia poza dialogi nie sposób ich zrozumieć”. Jak podkreśla Vittorio Hösle, brak hermeneutycznego dystansu – a więc zbyt literalna interpretacja treści dialogów niewyczulona na rozmaite niuanse i wieloznaczności – prowadzi do dogmatycznej wykładni platonizmu, która występuje w podręcznikowych, upraszczających, schematycznych i dydaktycznych wykładniach doktryny Platona, co uważa on za niedopuszczalny zabieg interpretacyjny. Przykładem takiego podejścia jest Wykład nauk Platona (Didaskalikos ton Platonos dogmaton) Alkinoosa, który wskutek swej hermeneutycznej naiwności „napisał podręcznik bez świadomości, że wprowadza obce elementy, przekonany, że jedynie przedstawia platonizm”. Karl Kerényi twierdzi, że sam Platon nie stworzył żadnego systemu. Z kolei Friedrich Schlegel sugeruje, że Platon był filozofem niesystematycznym, ponieważ „jego myśl nie osiągnęła stadium spełnienia”. Według Julii Annas „Platon usiłuje raczej pobudzić do myślenia niż przekazać doktrynę”.
Przywołane powyżej wypowiedzi wskazują zatem na istnienie napięcia pomiędzy otwartą strukturą dialogów, które z tego właśnie powodu wymagają interpretacji, a dogmatycznym domknięciem wynikającym z uznania, że dzieła Platona tworzą system. Jak twierdzi John Niemeyer Findlay, interpretacja Platona nie jest jednak zupełnie dowolna, a niektóre systematyzacje platonizmu, w szczególności doktryna trzech hipostaz Ammoniosa Sakkasa i Plotyna, przedstawiają to, „do czego powinien dojść każdy wnikliwy interpretator”. Również Lloyd Gerson twierdzi, że w dialogach Platona nie odnajdziemy systemu, lecz nie oznacza to, że można w nie wpisać zupełnie dowolne treści, albowiem Platon wyraźnie odrzuca monizm, materializm i dualistycznie pojmowaną teorię idei, wskutek czego „namiot platonizmu nie jest nieskończenie wielki, a z nowoczesnej perspektywy może on się wręcz zdawać zbyt mały, aby ktokolwiek mógł się w nim zmieścić”. Gerson wyróżnia zatem pięć negatywnych wyznaczników platonizmu: antymaterializm, antymechanicyzm, antynominalizm, antyrelatywizm, antysceptycyzm. Zarazem odnajduje on u Platona także wymiar pozytywny: wszechświat charakteryzuje systematyczna, hierarchiczna jedność, której częścią jest człowiek, kategoria boskości i psychiki jest niezbywalna przy jego objaśnianiu, a szczęście jest wynikiem zajęcia utraconej pozycji w hierarchii. Kerényi podaje pięć wyróżników platonizmu: teorię idei, anamnezę, filozoficzną erotykę, teorię dwóch światów oraz nadrzędną pozycję dobra. Z kolei Matthias Baltes uważa, że istotą platonizmu jest pięć dogmatów: dogmat wolności duszy, dogmat wieczności świata, dogmat metempsychozy, dogmat hierarchii rzeczywistości, dogmat metafizyki idei. Jak twierdzi Heinrich Dörrie, pierwotny platonizm cechowały spory o to, czy cała dusza jest nieśmiertelna, czy tylko jej część, czy idee są częścią boskiego intelektu, czy nie, czy wszechświat został stworzony w jednym momencie, czy też nie, czy zło należy utożsamiać z materią lub brakiem, czy też nie. Działający w XVIII i XIX w. neoplatonik Thomas Taylor zdefiniował platonizm w 22 dogmatach (Credo platonika), z których pierwszy brzmi: „Wierzę w jedną pierwszą przyczynę wszystkich rzeczy, której natura jest nieskończenie transcendentna i zupełnie poza wszelką skończoną spekulacją; która jest nadistotowa, nadżyciowa, nadumysłowa; której nie można prawdziwie nazwać, mówić o niej, pojąć mniemaniem lub wyobrażeniem”. Z perspektywy współczesnej hermeneutyki interpretacje dogmatyczne uznaje się za metodologicznie naiwne, faworyzuje się raczej interpretację opierającą się na tekście samego Platona (tzw. Close reading), która z jednej strony redukuje, na ile to możliwe, uprzednie założenia podmiotu (na modłę sokratejską wychodząc od niewiedzy), a z drugiej opiera się na protestanckiej zasadzie autarkii pisma (Sola scriptura). Przykładem takiego podejścia jest metoda stosowana podczas seminariów Heideggera, na których „nie wykładano [...] teorii idei, lecz przez cały semestr zajmowano się jednym tylko dialogiem, analizując go krok po kroku, aż wreszcie znikała czcigodna doktryna ustępując miejsca zespołowi problemów mających bezpośrednie i pilne znaczenie”.

## Źródła i wpływy
Platon zdobywał swoją wiedzę filozoficzną przede wszystkim w oparciu o przekazy ustne. Do grona jego nauczycieli zaliczają się: filozofowie Kratylos (uczeń Heraklita), Hermogenes (uczeń Parmenidesa) i Sokrates oraz matematyk Teodor z Cyreny, jak również pitagorejscy filozofowie-matematycy Filolaos, Eurytos i Archytas. Istotnym punktem odniesienia dla Platona byli także sofiści, od których chciał się, podobnie jak Sokrates, zasadniczo odróżnić. Platon korzystał także ze źródeł pisanych, gdyż – jak podają już starożytne przekazy – miał nabyć od Filolaosa trzy księgi zawierające spisaną naukę pitagorejczyków, od których „Platon zaczerpnął swoją teologię”. Czerpał również ze źródeł religijnych: egipskich i perskich (zaratusztriańskich), lecz przede wszystkim greckich. W jego dialogach bardzo często pojawiają się ponadto motywy apollińskie, jak również nawiązania do misteriów eleuzyjskich, misteriów orfickich, misteriów dionizyjskich oraz misteriów trackiej bogini Bendis. Oprócz tego na Platona silny wpływ wywarły dzieła poetów greckich: Hezjoda, Homera, tragików oraz poetów lirycznych, w szczególności Pindara.

### Sokrates

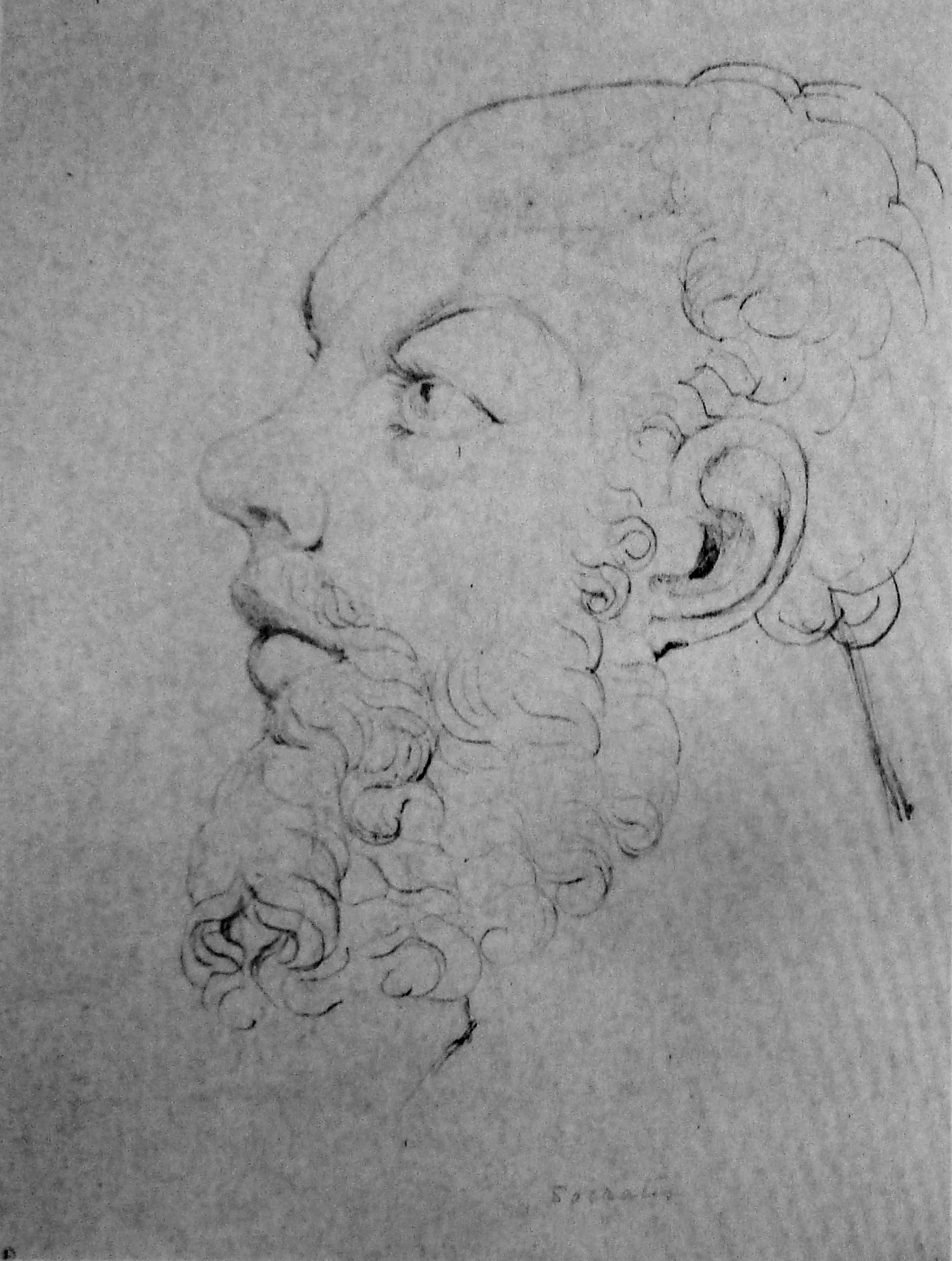
Sokrates. Rysunek autorstwa Williama Blake’a. Około 1819–1820.

Choć nie ma wątpliwości co do istotnego wpływu Sokratesa na Platona, niemniej jednak to, w jakim konkretnie obszarze filozoficznej refleksji ten wpływ się zaznaczył stanowi przedmiot kontrowersji, które są ściśle powiązane z problemem rekonstrukcji autentycznych poglądów Sokratesa. Choć sam Sokrates nie pozostawił po sobie żadnych tekstów, już w starożytności istniała bogata tradycja literacka pism sokratycznych autorstwa jego uczniów i naśladowców, spośród której do naszych czasów zachowały się przede wszystkim pisma Ksenofonta oraz dialogi Platona. Istnieją wyraźne różnice pomiędzy przedstawieniem Sokratesa u Ksenofonta i Platona. Sokrates Ksenofonta, w przeciwieństwie do platońskiego, nie sprzeciwia się prawu talionu, nie zajmuje się też raczej teorią cnót, ale ogólnymi wskazaniami moralnymi, zaś w Apologii wedle Ksenofonta przyjmuje wyrok śmierci nie ze względu na wierność obywatelskiemu powołaniu filozofa, ale celem uniknięcia fizycznych niedogodności wieku starczego. Trudność rekonstrukcji filozofii Sokratesa pogłębia także rozmaitość poglądów jego uczniów, którzy często zajmowali wyraźnie odmienne od Platona pozycje, roszcząc sobie jednak prawo do bycia sokratykami w stopniu równym co sam Platon. Do najistotniejszych należeli Antystenes, założyciel szkoły cynickiej, Arystyp, założyciel hedonistycznej szkoły cyrenajskiej, oraz Euklides z Megary, założyciel szkoły megarejskiej.
Sokrates jest głównym mówcą w niemal wszystkich dialogach Platona (wyjątkami są „Sofista”, „Polityk”, „Timajos” i „Prawa”). Z tego powodu kwestia ustalenia, które z wypowiadanych przez Sokratesa poglądów są jego własnymi, a które poglądami stricte Platońskimi, pozostaje przedmiotem sporu wśród badaczy. Na ogół za elementy sokratejskie przyjmuje się skepsis, dialektykę, program poszukiwania logosów i uściślania pojęć, powiązany z młodzieńczym rozczarowaniem Sokratesa jońską filozofią przyrody. Wymienione elementy, a także ironia, majeutyka, elenchos i aporetyka, niewątpliwie silnie oddziałały na literacką formę dialogu platońskiego, co uwidacznia się przede wszystkim w dialogach tradycyjnie uważanych za wczesne, cechujących się znacznie silniejszym pierwiastkiem dramatycznym od dialogów późniejszych.
W tradycji filozoficznej – także w niektórych nurtach platonizmu – artykułowane były poważne wątpliwości dotyczące ciągłości poglądów między Sokratesem a Platonem. Już w medioplatonizmie za najważniejszego prekursora nauczania platońskiego uważano nie Sokratesa, a Pitagorasa. Pogląd ten utrzymali i rozwinęli neoplatonicy. W filozofii nowożytnej takie stanowisko dobitnie wyrażał Friedrich Nietzsche, twierdząc, że platońska filozofia polityki jest pozbawiona sokratejskiego ducha swobodnej dyskusji równych obywateli na agorze, cechuje ją natomiast pitagorejski elitaryzm i głęboki pesymizm. W XX wieku tę tradycję interpretacyjną kontynuował przede wszystkim Leo Strauss i jego uczniowie, rozwijający nietzscheańską teorię o szlachetnym kłamstwie – a więc interpretujący Platońską filozofię polityki jako de facto przeciwną praktyce politycznej Sokratesa. Pogląd o zgodności między Sokratesem a Platonem znajdywał jednak wielu obrońców, a jednym z najważniejszych utrzymujących go XX-wiecznych filozofów był neokantysta Paul Natorp, uważający Platona za „najprawdziwszego sokratyka”. Wedle Natorpa Platon rozwija i przezwycięża paradygmat sokratejski, nie negując go:
„Platon nie chciał pozostać więźniem wyuczonych sokratejskich formuł; nie chciał też kontynuować myśli Sokratesa tak niesokratejsko, jak uczynili to inni. Lecz właśnie w tym wyzwoleniu się od formuł myślenia sokratejskiego [...] Platon odkrył ich najgłębszą treść, aby następnie jeszcze bardziej ją pogłębić”.

### Heraklit i Parmenides

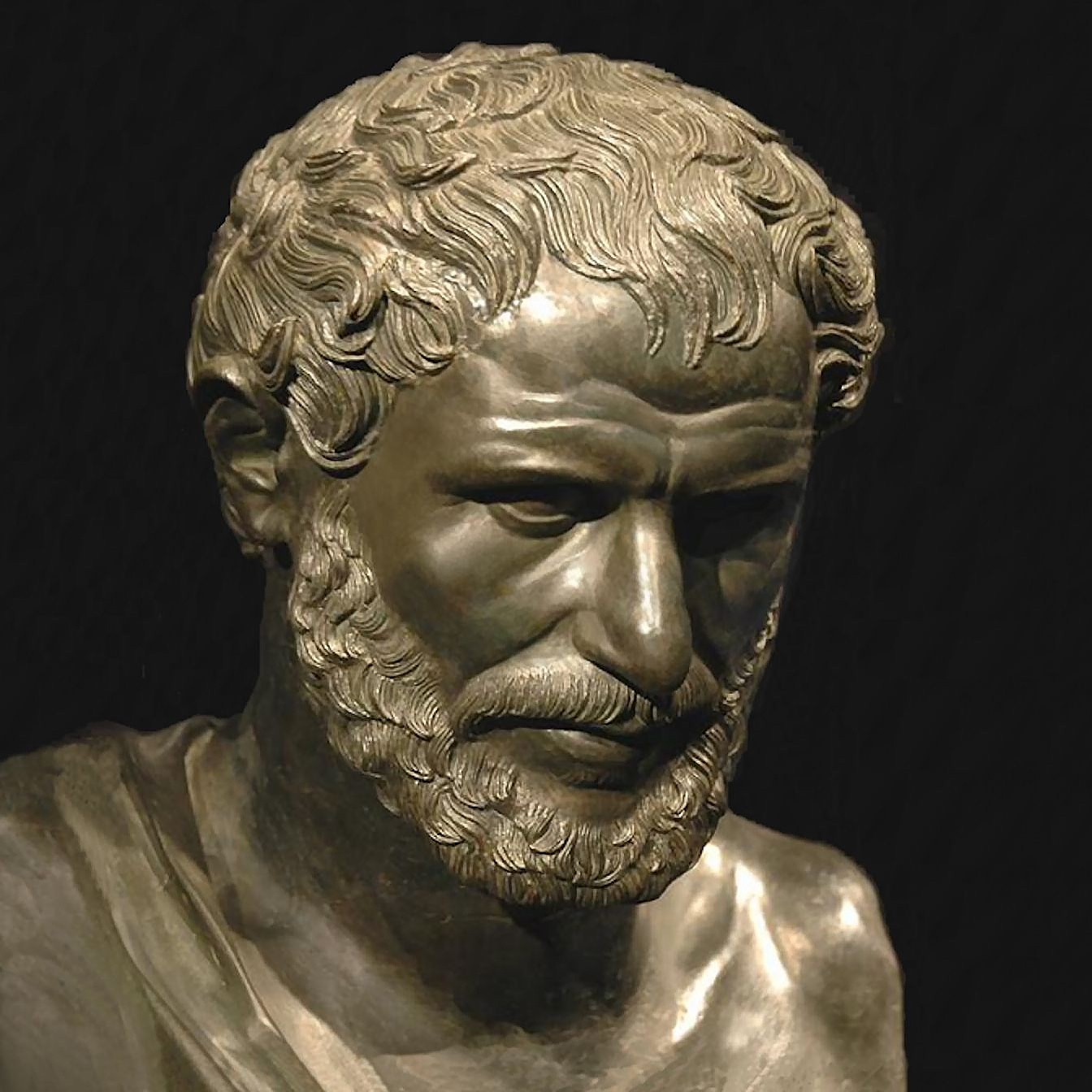
Heraklit z Efezu

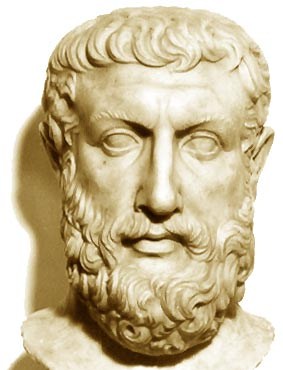
Parmenides. Popiersie odkryte w Velii (Elei) w 1966 r.

Filozofia heraklitejska oddziałała na Platona za pośrednictwem jego pierwszego nauczyciela, Kratylosa, który reprezentował zradykalizowany i skrajnie sceptyczny herakliteizm. Poglądy Heraklita z pewnością wpłynęły na epistemologię i ontologię Platona, szczególnie na przekonanie o niemożności poznania odnoszącego się do przedmiotów zmysłowych oraz na wykrystalizowanie się podziału na byt i stawanie się. Arystoteles, opisując źródła platońskiej teorii idei, jako jedno z nich wymienia właśnie heraklitejską koncepcję wiecznego przepływu, której radykalna wersja przekazana przez Kratylosa – wespół z sokratejskim poszukiwaniem logosów – skłoniła Platona do przekonania, że domena pewnego poznania i prawdziwego bytu znajduje się poza rzeczywistością zmysłową.
Parmenides z Elei, uważany za fundatora ontologii, silnie oddziałał na platońską metafizykę, teorię idei i teorię poznania. Parmenidejski dualizm bytu i niebytu oraz epistemologiczny podział na drogę prawdy i drogę mniemań, wyrażony w poemacie „O naturze”, znajduje swoje odbicie w platońskim podziale na bycie i stawanie się oraz na wiedzę i mniemanie. W „Sofiście” Platon dokonuje jednak „ojcobójstwa” Parmenidesa, dokonując próby orzekania o niebycie, przekraczając tym samym wyrażony przez Eleatę zakaz. Dualistyczny aspekt ontologii Platona nie jest tak radykalny jak u Parmenidesa – byt nie jest bowiem przeciwstawiony niebytowi, ale stawaniu się, które nie posiada tak jednoznacznie negatywnej charakterystyki jak niebyt. Z kolei w dialogu nazwanym imieniem samego Parmenidesa dokonuje Platon najbardziej radykalnej krytyki teorii idei, formułując m.in. słynny argument z „trzeciego człowieka”. Wedle Adama Krokiewicza, w związku z tym, że dialogi uznawane za późniejsze od „Parmenidesa” wyróżniają się zmniejszeniem roli Sokratesa na rzecz innych mówców, autokrytyka Platona ma dotyczyć przypisania własnej niedojrzałej doktryny swojemu mistrzowi, co miało stać się przedmiotem krytyki innych sokratyków.
Wpływy metaforyki poematu Parmenidesa są widoczne we fragmentach „Fajdrosa” i „Uczty”. Filozof przekazuje mądrość przekazaną mu przez boginię, do której wstępuje niesiony konnym rydwanem. Podobnie w „Fajdrosie” dusza przyrównana do rydwanu osiąga ogląd idei wznosząc się na miejsce podniebne, w „Uczcie” natomiast Sokratesa ku ideom wiedzie – analogicznie jak u Parmenidesa – postać żeńska, kapłanka Diotyma.

### Pitagoras i pitagorejczycy

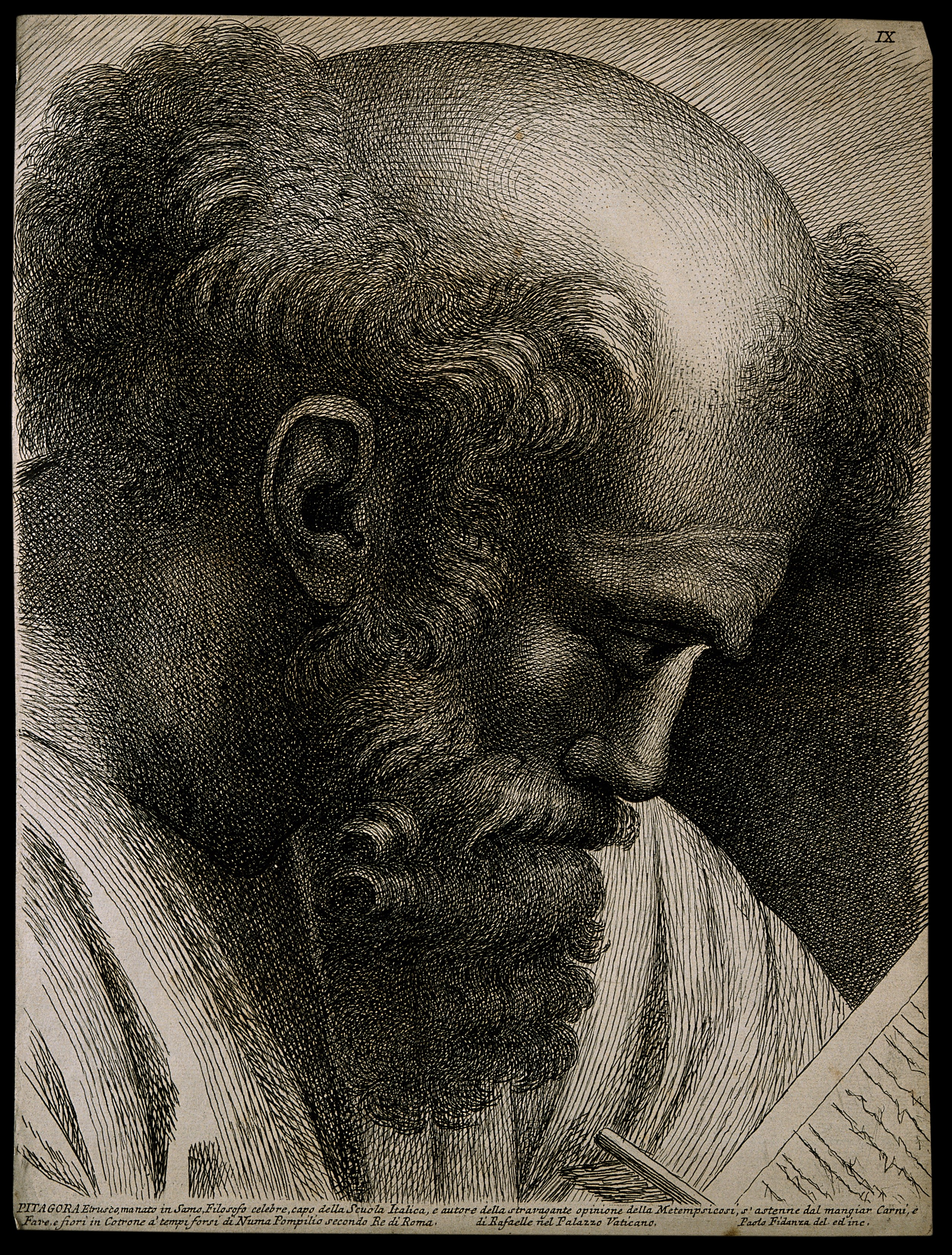
Pitagoras. Rycina Paolo Fidanzy według Rafaela

Już w starożytności pojawił się pogląd o silnej zależności Platona od Pitagorasa; jego wpływ wzmożył się szczególnie w okresie medioplatonizmu; jego najważniejszymi wyrazicielami byli neopitagorejczycy, szczególnie Numenios z Apamei, poświadcza go także Cyceron, stwierdzający, że Platon „przejął wszystkie główne poglądy pitagorejczyków”. Ważnym źródłem tego poglądu jest pojawiające się w Metafizyce Arystotelesa stwierdzenie o zasadniczej zgodności filozofii Pitagorasa i Platona. Pitagorejczycy z pewnością oddziałali na Platona podczas jego podróży do Italii datowanej na 387 r. p.n.e.; szczególnie istotna była jego poświadczona w Listach znajomość z Archytasem z Tarentu, co do którego spekuluje się, że mógł być pierwowzorem tytułowego bohatera dialogu „Timajos”. Także w „Fedonie” pojawiają się Filolaos i Echekrates, postaci noszące imiona historycznych, współczesnych autorowi pitagorejczyków.
Charakterystyczny dla medio- i neoplatonizmu pogląd o silnej zależności Platona od pitagorejczyków bywa jednak w nauce współczesnej coraz częściej kwestionowany; podkreśla się szczególnie stosunkowo małą ilość bezpośrednich odniesień do Pitagorasa i pitagorejczyków w tekstach dialogów oraz ich umiarkowanie afirmatywny charakter. Wzmianki z dialogu Państwo – w tym jedyna odnosząca się do Pitagorasa z imienia – wskazują raczej na sympatię i szacunek Platona wobec filozofa z Samos i jego uczniów, nie są jednak tak jednoznacznie afirmatywne jak te dotyczące Parmenidesa, nazywanego „ojcem”.
Najważniejsze wątki myśli Platona posiadające pitagorejski rodowód lub pokrewne filozofii pitagorejskiej to 1) wędrówka dusz, 2) zależność świata fizycznego od świata matematycznego, 3) elitaryzm w filozofii politycznej. Choć każdy z wymienionych obszarów problemowych jest szeroko omawiany na kartach dialogów, istnieją solidne podstawy do argumentacji, że w każdym z nich Platon istotnie odchodzi od poglądów pitagorejczyków, nierzadko je kwestionując.
Obecna u Platona i pitagorejczyków koncepcja 1) wędrówki dusz pochodzi od orfików i jako taka świadczy bardziej o tym, że autor dialogów podlegał oddziaływaniu tych samych orfickich prądów mistyczno-religijnych co pitagorejczycy, niż o tym, że przejął ją bezpośrednio od nich. Co więcej, w „Fedonie” pitagorejska teoria duszy jako harmonii jest poddana głębokiej krytyce. Z kolei 2) przedstawiona w „Timajosie” kosmologia istotnie różni się od pitagorejskiej: kosmos Platona ma granicę – inaczej niż u Archytasa – a ziemia, choć podobnie jak u Filolaosa, ma kształt kuli, nie obraca się jednak wokół centralnego ognia, ale trwa pośrodku wszechświata. Natomiast 3) zależność świata fizycznego od świata matematycznego nie ma u Platona tak bezpośredniego charakteru, jak u pitagorejczyków, którzy utożsamiali liczby z poszczególnymi jakościami bądź żywiołami obecnymi w świecie zmysłowym. Platon tworzy znacznie bardziej złożoną teorię, wedle której rozmaite żywioły – rodzaje materii – są zbudowane z atomów o kształcie wielościanów foremnych, a więc obiektów matematycznych. Filozofia polityczna Platona, szczególnie dialog Państwo, często bywa łączone z poświadczoną historycznie skrajnie elitarystyczną praktyką polityczną pitagorejczyków. Istnieją jednak zasadne wątpliwości co do prawomocności literalnej interpretacji Państwa. Ich głównym wyrazicielem pozostaje Leo Strauss, podkreślający w swych pracach ambiwalentny charakter tego dialogu i jego propedeutyczny charakter – platońskie Państwo nie powinno być według niego interpretowane jako poważny projekt polityczny, ale jako ćwiczenie z dialektycznego myślenia o polityce, wyjaskrawiające wszelkie jego zagrożenia i ambiwalencje.
Za najściślej związany z pitagoreizmem aspekt filozofii Platona uważa się tzw. teorię zasad, stanowiącą przedmiot nauk niepisanych i intensywnie rozwijaną przez platoników późniejszych epok, począwszy od Starej Akademii. Zapewne nieprzypadkowo to właśnie Ci sami starożytni platonicy, skupieni na teorii zasad, z biegiem czasu coraz wyraźniej podkreślali pitagoreizm Platona, umniejszając wpływ Sokratesa. Brak kontrowersji co do pitagorejskich źródeł teorii zasad wynika częściowo właśnie z jej nieobecności w dialogach – z braku bezpośrednich wzmianek na ten temat w Corpus Platonicum, które mogłyby stanowić przedmiot analiz historyczno-filozoficznych, a także z nieuwikłania w gruntownie ambiwalentną literacką formę dialogu, która wzbudza rozmaite kontrowersje interpretacyjne dotyczące rzeczywistego stosunku autora do omawianych przezeń poglądów i postaci.

### Sofiści
Czasy młodości Platona przypadły na okres intensywnej działalności ruchu sofistycznego, z którym przez postronnych wiązany był także jego nauczyciel Sokrates, czego najsłynniejszym świadectwem są „Chmury” Arystofanesa. Najistotniejszą różnicą między sofistami a dotychczasową filozofią grecką był ich silny antropocentryzm, niespotykany u wcześniejszych myślicieli roztrząsających problemy przyrody, arche i bytu. Ich działalność była silnie zdeterminowana przez nowy kontekst społeczny wynikający ze słabnięcia dotychczasowej arystokracji greckiej na skutek bogacenia się poleis i pojawienia się nowych aspirujących grup społecznych, których reprezentanci dzięki edyktowi Efialtesa i Peryklesa z 458 r. p.n.e. zyskały możliwość pełnienia urzędów w Atenach. Zachodziły procesy demokratyzacji, dzięki którym zwiększała się część społeczeństwa biorąca udział w życiu obywatelskim oraz dążąca do obrony swych interesów na agorze, co wymagało kształcenia umiejętności retorycznych. W tym kontekście pojawili się sofiści, którzy jako wędrowni odpłatni nauczyciele zaspokajali popyt na wykształcenie niezbędne do uczestnictwa w życiu społecznym i ekonomicznym. Najemny charakter ich działalności wymuszał na nich dostosowanie programu kształcenia do klienteli, co wystawiało ich na krytykę przyzwyczajonych do tradycyjnego wychowania arystokratycznego kręgów konserwatywnych, szczególnie reprezentantów starej komedii.
Obiegowe, utrwalone przez tradycję przekonanie o silnym konflikcie Platona i Sokratesa z sofistami daje się utrzymać jedynie na wysokim poziomie ogólności. Analiza treści dialogów każe sądzić, że choć Platon istotnie na ogół nie zgadzał się z sofistami w sprawach zasadniczych, to podjął większość wprowadzonych przez nich do filozofii zagadnień, twórczo je przepracowując. Przykładem jest problem jedności cnót i możliwości ich nauczania – Platon zgadza się z sofistami, że cnoty da się nauczyć, uważa jednak, że osiąga się to inną niż wskazywaną przez sofistów drogą. Inne przejęte przez Platona charakterystyczne dla sofistyki zagadnienia to m.in. problem dychotomii nomos i physis – konwencji i natury – w horyzoncie pytania o źródła praw, a także problematyka retoryki i literatury w wychowaniu i życiu społecznym.
W dialogu „Protagoras”, opisując rozmowę w domu Kalliasa, przedstawia Platon dość ironiczny portret zbiorowy współczesnych sobie sofistów. Co znamienne, tytułowy bohater nie jest przedstawiony w sposób negatywny, można wręcz mówić o pewnej życzliwości autora względem jego osoby. Twierdzenie Protagorasa, że „człowiek jest miarą” (anthropos metron) stanowi szczyt antropocentryzmu i relatywizmu sofistów; jego rozwinięcie stanowi przedstawiony przez Protagorasa wariant mitu prometejskiego, wedle którego człowiek niezdolny do przetrwania wyłącznie dzięki swym uwarunkowaniom naturalnym otrzymuje od Prometeusza rozmaite sztuki (technai), których kultywacja ma umożliwiać przetrwanie. Pozbawiony jakiegokolwiek pozaludzkiego punktu odniesienia, wyobcowany od natury człowiek jest zdolny do przetrwania jedynie dzięki zinstytucjonalizowanej kulturze, pojętej jako kultywacja cnót. Pogląd ten powróci później jako centralna dla antropologii filozoficznej koncepcja człowieka jako Mängelwesen (istoty naznaczonej brakiem) autorstwa Johanna Gottfrieda Herdera.
Maksymę Protagorasa kontruje Platon tyleż zręcznym, co ambiwalentnym stwierdzeniem, że „bóg jest miarą” (theos metron). Bóg jako miara i klucz do osiągnięcia harmonii duszy stanowi następnie istotę porządku społecznego przedstawionego w „Prawach”, ostatnim dialogu Platona. Jednak biorąc pod uwagę niejednoznaczność poglądów Platona na bóstwo i brak jakiejkolwiek usystematyzowanej teologii w ówczesnym świecie greckim, koncepcja boga jako miary wydaje się dalece nieoczywista, co dało asumpt do interpretacji tak radykalnych jak nietzscheańska teoria „szlachetnego kłamstwa”. Dla tego typu interpretacji kluczowe są konfrontacje Platońskiego Sokratesa z sofistami Kalliklesem i Trazymachem, reprezentantami skrajnego immoralizmu. To właśnie wysokie napięcie dramatyczne tych ustępów jest źródłem obrazu sofisty jako adwersarza Platona i Sokratesa; reprezentatywność poglądów Kalliklesa i Trazymacha dla ogółu ruchu sofistycznego jest jednak dość wątpliwa, a stosunek Platońskiego Sokratesa do ich postaci nie powinien być interpretowany jako identyczny do stosunku Platona do sofistów. Niezależnie od hipotez na temat dokładnej natury owego stosunku, niewątpliwym pozostaje fakt głębokiego wpływu sofistyki na myśl autora dialogów, a także to, że podejmując artykułowane przez sofistów problemy, Platon wynosi je ponad dominujący u sofistów dyskurs pedagogiczno-praktyczny, czyniąc je przedmiotem spekulacji filozoficznej.

## Filozofia
W starożytności panował pogląd, że Platon nie był pierwszym platonikiem, a platonizm jest czymś przekraczającym samego Platona, i to nie tylko przez późniejszą tradycję, która rozwija oraz interpretuje jego poglądy. W tym duchu wypowiadał się m.in. Olimpiodor („wszyscy ludzie sięgają do filozofii Platona, pownieważ chcą zaczerpnąć z niej korzyść, być oczarowani wodą z jego fontanny, ugasić pragnienie wiedzy jego natchnieniem”) Emerson („od Platona pochodzi wszystko, co dziś jeszcze piszą i dyskutują myśliciele. […] Platon jest filozofią, filozofia – Platonem”) oraz Whitehead („Europejska tradycja filozoficzna stanowi szereg przypisów do Platona”). Whitehead pisze następnie:
„Nie chodzi mi o systematyczny schemat myśli, który badacze w wątpliwy sposób wydobyli z jego pism. Nawiązuję do ogólnego bogactwa myśli, rozsianych po jego pismach […] dziedzictwa tradycji intelektualnej, której nie usztywniła jeszcze nadmierna systematyzacja. […] Gdybyśmy mieli przyjąć punkt widzenia Platona, minimalizując modyfikacje, które są konieczne za sprawą dzielących nas od niego dwóch tysięcy lat […], powinniśmy przystąpić do konstrukcji filozofii organizmu”.
Ów organizm nie ma być jednak jedynie abstrakcyjnym modelem, lecz czymś rzeczywiście istniejącym, co jawi się umysłowi pod postacią idei. Potwierdza to Philip K. Dick, który w swoim dzienniku opisał doświadczenie wizyjne:
„Widziałem platońskie idee, było ich bardzo wiele, miał on rację: to, co widzimy tu, jest tylko kopią, a nie rzeczywistym bytem źródłowym […]. Nie są one czymś statycznym, lecz pulsują energią i życiem. Było to tak, jakby zasłona świata została zerwana, zakrywający go woal, a ja widziałem świat takim, jakim rzeczywiście jest, widziałem coś, co było prawdziwe teraz i zawsze […] dosłownie poza czasem i przestrzenią. […] To, co widziałem, nie było statyczne, czy też niezmienne w opozycji do zmiany, lecz było niesamowicie żywym i potężnym totalnym organizmem, w którym wszystko było ze sobą połączone, a nic nie było zeń wykluczone, jednocześnie kontrolującym za sprawą wymyślnego systemu wszystko, co jest, było i będzie”.
Podobnego zdania jest Walter Pater:
Platonizm jest w pewnem znaczeniu donośnem świadczeniem rzeczom niewidzialnym, nadzmysłowym, niepodlegającym doświadczeniu, na przykład: pięknu, które dla cielesnego oka nie istnieje.
Filozof wszelako ma umysłowy dostęp do dziedziny prawdy, która nie jest jedynie przestrzenią abstrakcyjnych idei. Jak powiada sam Platon, „temu, co naprawdę istnieje, nie można odmawiać ruchu, życia, duszy i myślenia”.
Stanowisko uznające rzeczywistość idei, zwane realizmem pojęciowym lub realizmem platońskim, bywa popularne szczególnie wśród fizyków i matematyków.
Werner Heisenberg o ideach platońskich:
„Nowoczesna fizyka zdecydowanie potwierdza teorię Platona. Najmniejsze jednostki materii nie stanowią przedmiotów fizycznych w rozumieniu potocznym. Są one formami, ideami, które można jednoznacznie wyrazić jedynie za pomocą języka matematyki”.
Dlatego właśnie matematyka stanowi niezbędną propedeutykę filozofii platońskiej, a nad bramą Akademii Platona widniał napis ἀγεωμέτρητος μηδεὶς εἰσίτω (ageōmetrētos mēdeis eisitō, „nieznającym geometrii wstęp wzbroniony”), parafrazujący inskrypcję z kultów misteryjnych ἀμύητον μὴ εἰσιέναι (amyēton mē eisienai, „niewtajemniczonym wstęp wzbroniony”).

### Przekaz oralny i pisemny
Jak twierdzi Platon, tego, co najważniejsze nie można wyrazić w słowie, nie dlatego, że jest to niewypowiadalne i pozasłowne, lecz dlatego, że ten, któremu brak doświadczenia, i tak nie zrozumie słownego ujęcia. „Mąż poważny – zdaniem Platona – o rzeczach takiej wagi z całą pewnością pisać nie będzie i nie wyda ich na łup zawiści i nieporadności ludzkiej”, choć „w najkrótszych, jak tylko można, zamyka się słowach”. W Fajdrosie Platon przeprowadza krytykę pisma, przedkładając mowę nad martwą literę tekstu, który zapytany o cokolwiek, „bardzo uroczyście milczy”; mowa pisana ponadto „wpada w ręce zarówno tym, którzy ją rozumieją, jak i tym którym nigdy w ręce wpaść nie powinna”. Jedynym właściwym sposobem przekazu nauk filozoficznych jest więc żywa, dostosowana do rozmówcy mowa. Platon przedkłada więc przekaz oralny nad pisemny. Co więcej, Arystoteles wspomina o istnieniu tzw. nauk niepisanych (ἄγραφα δόγματα), stąd też mówi się o nauce niepisanej lub o „platonizmie oralnym”. Istnienie niepisanej nauki Platona potwierdzają niemal wszyscy starożytni, średniowieczni i chrześcijańscy neoplatonicy. Hans Joachim Krämer twierdzi jednak, iż ezoteryczna (wewnętrzna) doktryna Platona jest zbieżna z egzoteryczną (publiczną), wyrażoną w dialogach. Wedle Hansa-Georga Gadamera „prawda jest zawoalowana w ironii oraz intencjonalnie ukryta”, a stworzona przez Platona forma literacka:
„nie jest jedynie inteligentnym miejscem ukrycia jego doktryn, lecz stanowi głęboko znaczący sposób ich ekspresji w ramach możliwości, jakie daje sztuka pisma”.
Dialogi wyrażają jednak tę naukę w sposób zawoalowany, na przykład wedle Giovanniego Realego mit androgyna z Uczty stanowi alegoryczny wyraz platońskiej protologii, tzn. nauki o jedności i diadzie. Powody tego zamaskowania są natury politycznej (lęk przed konfliktem z panującą religią politeistyczną), dydaktycznej (brak przygotowania czytelnika), etycznej (niestosowność formy książkowej dla osiągnięcia celu etycznego) i religijnej (idee dotyczą dziedziny tego, co boskie, i jako takie są niestosowne dla każdego odbiorcy). Konsekwencją tego rozdźwięku są dezinterpretacje doktryny Platona, traktujące jego naukę jako doktrynę dwóch światów, postulującą idealny, prawdziwy świat, przeciwstawiony zmysłowo dostępnemu światu pozoru; nie zrozumie tego jednak ktoś, kto nie potrafi „zrozumieć stwierdzeń metafizycznych lub mistycznych”. Jak to ujął Nietzsche, „Platon jest w gruncie rzeczy panteistą w przebraniu dualisty”. Hans Kelsen dowodzi, że:
„wszystkie techniki ukrywania cechujące dialogi, ezoteryka i stopniowe ujawnianie były szczególnie subtelnym sposobem wywierania wpływu na młodych mężczyzn, którzy pociągali seksualnie Platona; erotyzm ma bowiem również coś wspólnego z ukrywaniem i ujawnianiem”.
Wedle części tradycji badawczej to, co Platon zawarł w swoich dialogach, stanowi jedynie wstęp do właściwej, tajnej nauki (niepisana, przekazywana ustnie nauka). W nauce nowożytnej spór o istnienie nauki niepisanej datuje się co najmniej od polemiki Augusta Boeckha z Friedrichem Schleiermacherem z 1808 roku. Teorię nauk niepisanych krytykował w tym czasie Wilhelm Gottlieb Tennemann, twierdząc iż pisma Platona „są jedynym czystym źródłem, z którego poznać można rozumowania, a nie całkowity jego system, ponieważ znajdowały się agrapha dogmata (…). Przypuszczenie filozofii ezoterycznej na mylnej opiera się podstawie”. Zwolennicy teorii nauk niepisanych powołują się przede wszystkim na słynny List VII, w którym filozof przeprowadza krytykę pisma:
„O wszystkich, którzy pisali, czy też pisać będą o czymś z tej dziedziny i twierdzą, że dzięki temu, co usłyszeli ode mnie bądź od innych (…) obeznani są z tym, co stanowi przedmiot najpoważniejszych moich rozważań, tyle mam do powiedzenia, nie jest, zdaniem moim, możliwe, aby rozumieli się na tym choć trochę. Nie ma też żadnej mojej rozprawy omawiającej te zagadnienia i z pewnością nigdy nie będzie. Nie są to bowiem rzeczy dające się ująć w słowa, tak jak wiadomości z zakresu innych nauk, ale z długotrwałego obcowania z przedmiotem, na mocy zżycia się z nim, nagle jakby pod wpływem przebiegającej iskry, zapala się w duszy światło i płonie odtąd samo siebie podsycając.”
W dialogu Fajdros Platon przytacza mit o królu Egiptu Tamuzie i bogu Teucie – Teut zachwala wynalazek pisma:

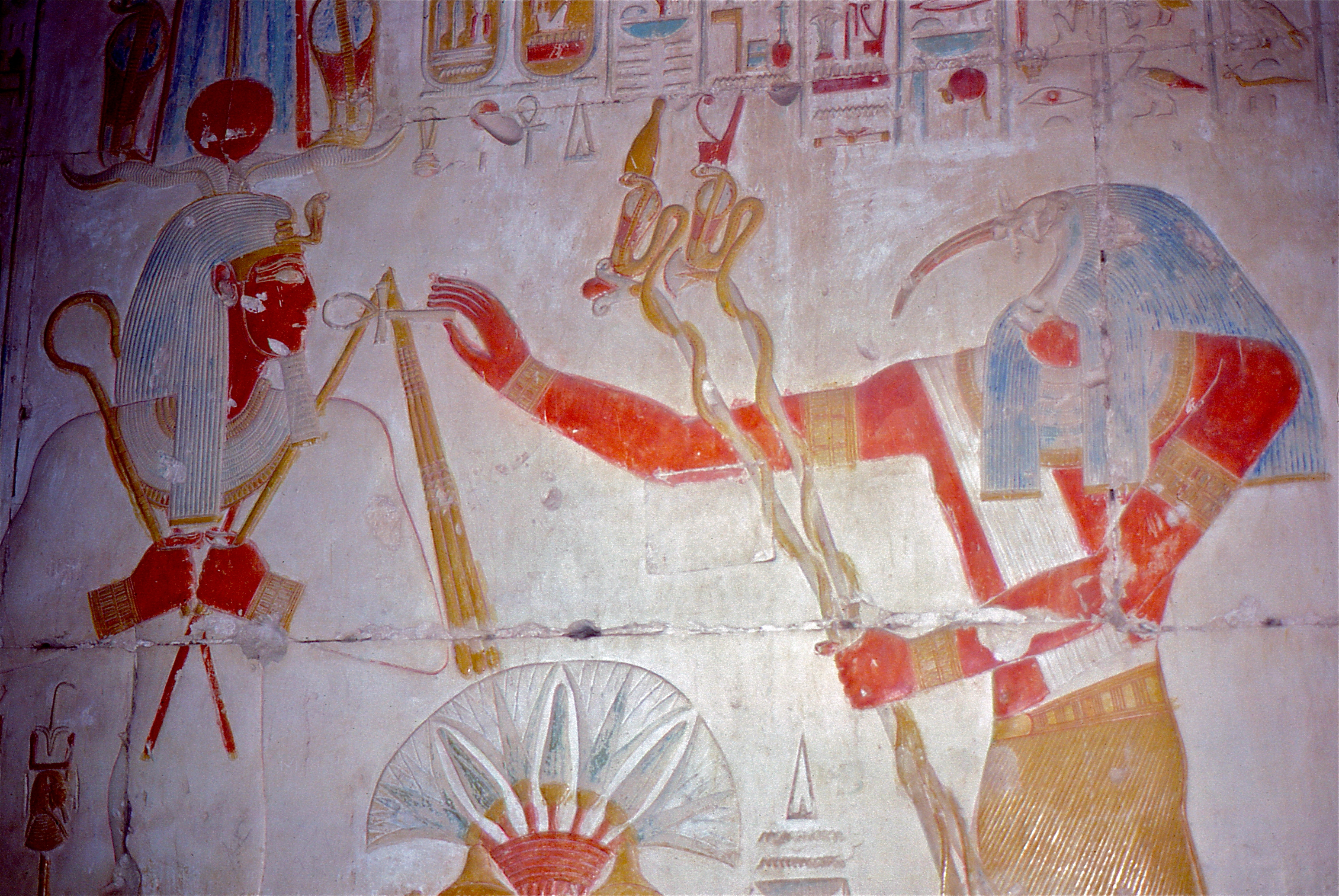
Bóg Thot (Teut) przekazujący faraonowi Setiemu I znamię życia – krzyż anch. Świątynia Setiego I w Abydos

„Królu, ta nauka uczyni Egipcjan mądrzejszymi i sprawniejszymi w pamiętaniu; wynalazek ten jest lekarstwem na pamięć i mądrość”.
Na to Tamuz:
„Ten wynalazek niepamięć w duszach ludzkich posieje, bo człowiek, który się tego wyuczy przestanie ćwiczyć pamięć (…). Więc to nie jest lekarstwo na pamięć, tylko środek na przypominanie sobie (…). Uczniom swoim dasz tylko pozór mądrości, a nie mądrość prawdziwą. Posiądą bowiem wielkie oczytanie bez nauki i będzie się im zdawało, że wiele umieją, a po większej części nie będą umieli nic i tylko obcować z nimi będzie trudno; to będą mędrcy z pozoru, a nie ludzie mądrzy naprawdę”.
Dalej Platon wkłada w usta Sokratesa słowa:
„Coś strasznie dziwnego ma do siebie pismo, Fajdrosie. (…) Zdaje ci się nieraz, że on (słowa pisane) myślą i mówią. A jeśli ich zapytasz o coś z tego, o czym mowa (…) one wciąż tylko jedno wskazują; zawsze jedno i to samo”.
I jeszcze:
„A cóż ten, który posiada wiedzę o tym, co sprawiedliwe i piękne i dobre (…) i on nie będzie serio pisał tych rzeczy na płynącej wodzie, nie będzie piórem i atramentem siał słów, które za sobą słowa przemówić nie potrafią i prawdy nauczyć, jak należy”.
Te krótkie ustępy nasunęły Thomasowi Alexandrowi Szlezákowi myśl, że prawdziwa nauka Platona nie została nigdy spisana – są to tak zwane nauki niepisane (agrapha dogmata), które mają stanowić przedmiot rekonstrukcji. Same Dialogi zaś byłyby w tej interpretacji jedynie zbiorem pewnych tez, służących przypominaniu sobie przez uczniów nauki niespisanej. Badacze ci skupieni są w tzw. szkole tybingeńskiej, założonej przez Hansa Joachima Krämera i działającej do niedawna na Uniwersytecie w Tybindze. Ostatnim aktywnym przedstawicielem szkoły tybingeńskiej był Thomas Alexander Szlezák. Część tez badaczy z Tybingi jest obecnie rozważana coraz poważniej również przez oponentów idących ścieżką klasycznych interpretacji.

### Teoria idei

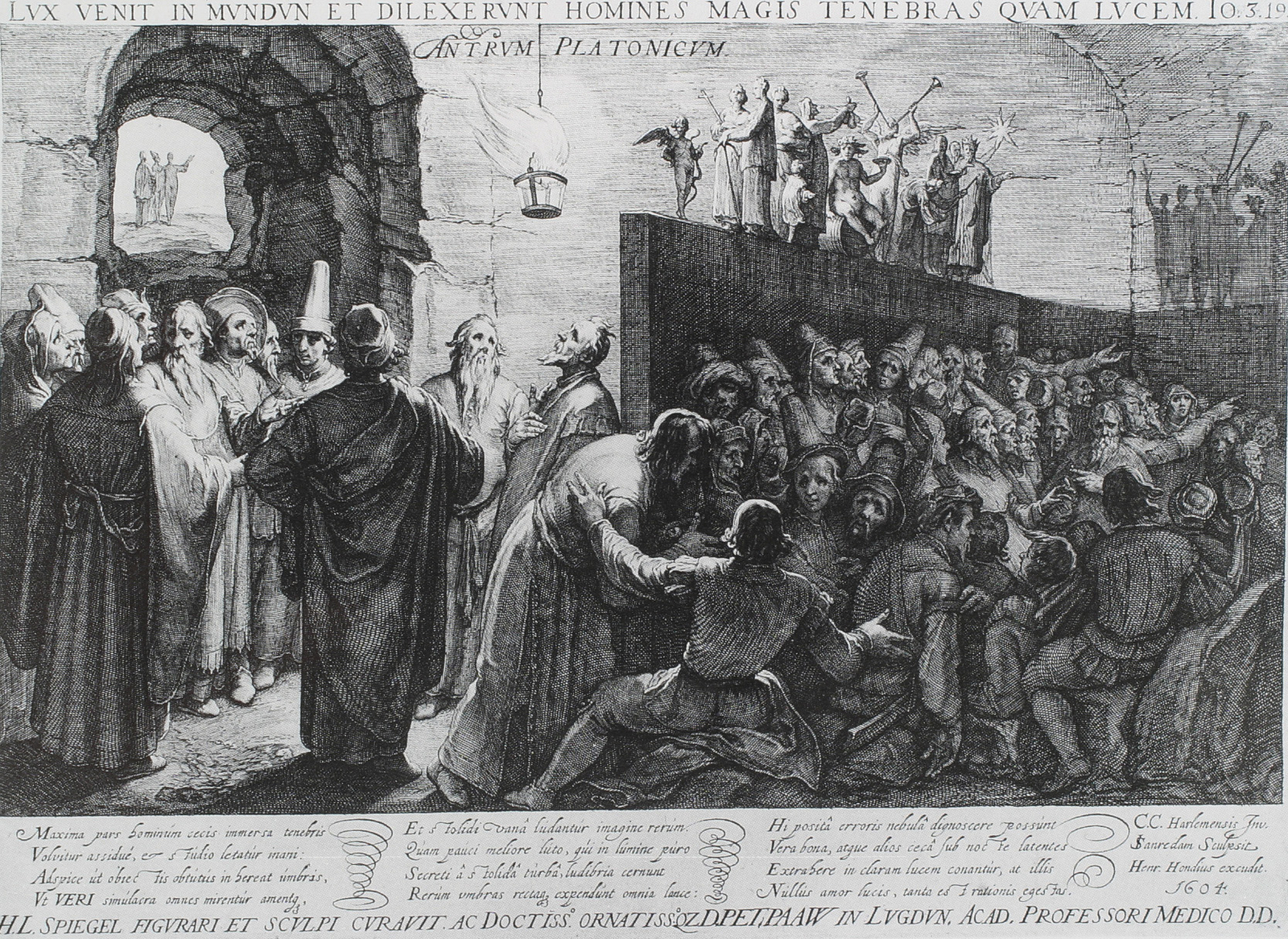
Alegoria platońskiej jaskini, rycina z 1604 roku autorstwa Jana Saenredama

Zdaniem Trubieckoja świat Platona był żywym, uduchowionym i rozumnym bytem. Według nauki Platona świat zmysłowych rzeczy nie jest światem tego, co istnieje naprawdę: zmysłowe rzeczy bez przerwy powstają i giną, zmieniają się i poruszają, nie ma w nich niczego trwałego i prawdziwego. Prawdziwą istotą zmysłowych rzeczy, ich przyczynami są bezcielesne niezmysłowe formy zgłębiane przez rozum. Te przyczyny, czyli formy, Platon nazywa widokami („ejdosami”), znacznie rzadziej ideami.
Według Platona materia jest lustrem, w którym odbija się idea. Słowo idea (ἰδέα), pochodzące od czasownika idein (ἰδεῖν, widzieć), oznacza pierwotnie kształt zmysłowy, a dopiero w języku filozoficznym nabiera sensu ontologicznego i metafizycznego, wskazując na rzeczywistość ponadzmysłową. Słowo to opiera się na związanym z widzeniem rdzeniu -id(-vid) i etymologicznie oznacza coś widzianego, kształt, w jakim coś jawi się obserwatorowi, widok lub wygląd, a dopiero metaforycznie oznacza wewnętrzny kształt jawiący się oku umysłu. Choć tradycja przypisuje Platonowi sformułowanie teorii idei, to jednak sam Platon nigdy nie używał takiego wyrażenia. Pojawia się ono dopiero u Arystotelesa (hē peri tōn eidōn doksa) i Diogenesa Laertiosa (peri tōn ideōn hypolēpsis). Jak twierdzi Stanley Rosen,
„kto opracowuje »teorię« (w nowoczesnym, czyli konstruktywistycznym sensie tego słowa) idei w jawnej sprzeczności z dialogiczną procedurą Platona, może stać się platonikiem lub stworzyć coś, co można nazwać platonizmem. Nie wynika z tego jednak, że sam Platon był platonikiem. Historia platonizmu zaczyna się od Arystotelesa, nie od Platona”.
Natomiast według Arystotelesa, który w Akademii Platońskiej spędził 20 lat, platońska teoria idei została oparta na wcześniejszych poszukiwaniach istoty rzeczy przez eleatów i pitagorejczyków. Z drugiej strony na jej rozwój miał wpływ Sokrates i opozycja wobec wariabilizmu Heraklita. Platon jako spadkobierca Parmenidesa rozumie ideę w opozycji do zmiennych zjawisk, jako stały, tożsamy w sobie i autonomiczny byt, który spaja w sobie zarówno istnienie, jak i istotę. Jako uczeń Sokratesa przyjmuje, że idee wyjaśniają istotę rzeczy, to znaczy to, czym coś jest, co sprawia, że dana rzecz jest sobą, np. istota pszczoły, która jest ta sama w poszczególnych pszczołach, sprawia, że każda z nich jest właśnie pszczołą, a nie trzmielem. Podobnie istota piękna sprawia, że piękne przedmioty są piękne, mają bowiem w sobie to samo, co je czyni pięknymi, stałą ideę piękna.
Jakkolwiek Platon nie mówi o „teorii idei” w nowoczesnym rozumieniu teorii, to jednak pojawia się u niego słowo theoria (wikt:θεωρία), oznaczające czynność patrzenia, oglądu. Idea w filozofii Platona jest oddawana najczęściej przez greckie słowa ἰδέα (idea) i εἶδος (eidos), które wywodzą się od czasownika „widzieć”, posiadającego bliskie pokrewieństwo z „wiedzieć”. Stąd Platon traktuje idee jako inteligibilne istoty, które wraz z ich zasadą, ideą dobra, są przyczyną nie tylko kształtu i istnienia świata zmysłowego, ale również jego rozumowej poznawalności. Pod wpływem filozofii pitagorejskiej Platon traktuje też ideę jako granicę, którą można rozumieć jako miarę, wyznaczającą relacje w strukturze danej rzeczy. W tym sensie idee są przyczyną prawidłowości, uporządkowania i harmonii świata.
Platon różnie określa i ujmuje relację między poznawalnymi rozumem ideami a dostępnymi zmysłowo przedmiotami: przede wszystkim jako naśladowanie (gr. μιμήσις, mimesis) lub uczestnictwo (gr. μέθεξις, methexis). Idee mogą być rozumiane zewnętrznie, jako wzory, które formują swoje zmysłowe kopie, a także wewnętrznie, jako inteligibilna konstytucja obecna w zmysłowych przedmiotach. Dodatkowo idee uczestniczą w sobie, tworząc relacyjny splot, który determinuje relacje między przedmiotami zmysłowymi, dopuszczając jedne („Teajtet siedzi”), a inne nie („Teajtet lata”). Same przedmioty zmysłowe (np. drzewa) należy rozumieć nie jako materialne substancje, ale jako fenomeny, czyli zmysłowe przejawy, w swym wnętrzu konstytuowane przez wiązkę idei (np. tożsamość, różnica, piękno, roślina, drzewo).
Świat idei można więc rozumieć jako wzajemnie warunkującą się sieć idealnych form, istniejących niezależnie od człowieka, które konstytuują świat zmysłowy, będąc przyczyną zarówno tego, jaki jest i że w ogóle jest (istnieje), jak i tego, że jest poznawalny – wyjaśniają więc w pełni świat. Można też przyjąć, że idee posiadają trzy różne statusy, czyli że ta sama idea istnieje niezależnie od świata zmysłowego i poznającego ją podmiotu (status transcendentny), istnieje w przedmiotach zmysłowych (status immanentny) oraz istnieje w umysłach podmiotów ją poznających (status mentalny).
Idee tworzą hierarchię – najwyższą ideą jest dobro, będące zasadą innych idei, choć rangą dorównują mu piękno i najwyższy byt. Największe rodzaje jak byt, spoczynek, ruch, tożsamość, różnica również można uznać za idee bardziej podstawowe, które determinują pozostałe. Warto też wspomnieć, że wedle doniesień Arystotelesa i tradycji pośredniej (nauki niepisane) Platon opracował zmatematyzowaną i relacyjną wersję teorii idei, w ramach której prócz idei przyjmował także dwie najwyższe zasady, jedno (utożsamiane z dobrem) i nieokreśloną diadę, liczby idealne i idee geometryczne oraz przedmioty matematyki (algebry i geometrii). Projekt ten mógł służyć z jednej strony ostatecznemu ugruntowaniu teorii idei i oparciu ich na teorii pierwszych zasad, a z drugiej pokazaniu ich strukturalnej i relacyjnej jedności.
Naukę o ideach Platon zawarł w różnych miejscach swoich dialogów, a w sposób syntetyczny w VI i VII księdze dialogu Państwo, gdzie przedstawia m.in. metaforę jaskini, opisując niewolników uwięzionych w jaskini i oglądających tylko cienie pojawiające się na ścianie. Jaskinię można traktować jako więzienie duszy, która za prawdziwy byt bierze wyłącznie to, co poznaje zmysłami. Gdyby tylko mogła zwrócić się w przeciwną stronę, ku wyjściu z jaskini, czyli w głąb siebie (a także zmysłowych przedmiotów), mogłaby dotrzeć do źródła prawdziwego poznania i istnienia: czyli świata idei wraz z naczelną zasadą dobra, która niczym słońce świeci na zewnątrz jaskini.
Teoria idei doczekała się różnych interpretacji. Podkreślano m.in. ich znaczenie metafizyczne (interpretacja neoplatońska, szkoła tybingeńska) lub przeciwnie –  epistemologiczny i metodyczny charakter (szkoła marburska) albo też ich aksjologiczną rolę (Paul Shorey). Niektórzy współcześni badacze zwracają uwagę na to, że teoria idei w swej metafizycznej interpretacji nie musi pociągać za sobą dualizmu, tzw. „dwóch różnych światów”, oddzielonych od siebie (świat idei – świat zmysłowy), ale można tu mówić o jednym świecie, posiadającym różne, ale wewnętrznie komplementarne poziomy lub warstwy.
Zdaniem Paula Ricoeura platońska teoria idei jest oglądem „bytu prawdziwego”, a platonizm polega na przejściu od czasownika »być« do rzeczownika »byt«, oznaczającego byt absolutny, którego figurą jest idea dobra.

### Idea dobra

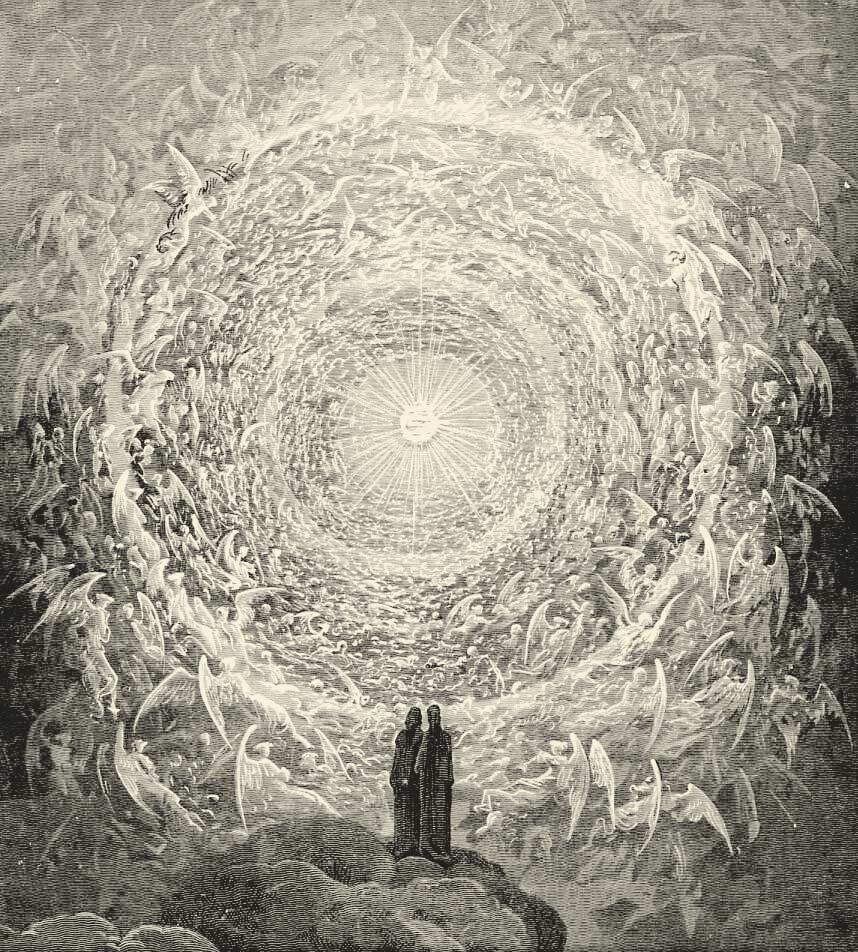
Wizja Empireum z Boskiej Komedii Dantego inspirowana platońską wizją idei dobra. Rycina autorstwa Gustave Doré (1892)

W centrum metafizyki Platona sytuuje się idea dobra, najwyższa zasada, której pochodną są wszystkie pozostałe idee. Idea dobra stoi na czele jego systemu i ma pierwszeństwo wobec wszystkich innych idei. Idea Dobra jako przyczyna istnienia wszystkiego jest najwyższym, idealnym początkiem, absolutnym boskim ideałem. Etyczna interpretacja idei dobra, choć najpowszechniejsza, nie jest jednak jedyna. Nie sposób bowiem nauczać o idei dobra w sposób dogmatyczny, poprzez podanie jej słownej definicji. Można ją poznać poprzez „naśladowanie boga”, który jest dobry, co dokonuje się na drodze dialektyki.
„Dopiero przemierzenie drogi prowadzącej przez nie wszystkie, wspinanie się w górę i schodzenie na dół poprzez poszczególne stopnie, mozolnie rodzi wiedzę tego, co dobre z natury, w tym, kto jest dobry z natury”.
Idea dobra jest epekeina tes ousias, tzn. „ponad wszelką istotą”, „ponad/poza byciem/bytem”. Hans Joachim Krämer interpretuje ideę dobra transcendentalnie. Interpretacja ta została zakwestionowana przez Matthiasa Baltesa na rzecz interpretacji immanentystycznej. Wedle Paula Natorpa epekeina oznacza „jedność pierwotnego żyjącego (...) całość duszy (...) pierwotnie bytujący agathon (...) który jednostkowa dusza musi uznać za swą ostateczną podstawę”.
Jak napisał sam Platon, „dobro to jest coś, co się (...) mieni różnymi barwami, coś różnorakiego”. Dobro jest „trudne do ujrzenia” (mogis orasthai).
„Przedmiotom poznania nie tylko poznawalność dzięki Dobru przysługuje, ale również istnienie, oraz istota ich od niego pochodzi, chociaż Dobro to nie jest istotą, tylko coś ponad wszelką istotę, coś wyższego i mocniejszego o wiele”.
„Na szczycie świata myśli świeci idea Dobra i bardzo trudno ją dojrzeć, ale kto ją dojrzy, ten wymiarkuje, że ona jest dla wszystkiego przyczyną wszystkiego (…), w świecie widzialnym pochodzi od niej światło (…), w świecie myśli ona panuje i rodzi prawdę (…), musi ją dojrzeć ten, który ma postępować rozumnie w życiu prywatnym lub publicznym”.
Idea dobra jest zazwyczaj pojmowana w kategoriach moralnych, jednak zdaniem Martina Heideggera taka wykładnia idei dobra jest myląca i zasłania jego pierwotną, źródłową, absolutną istotę:
„wykładnia ta obca jest dla myślenia greckiego, chociaż platońska wykładnia to agathon jako idei dała asumpt do myślenia dobra w sposób moralny i w końcu do sklasyfikowania go jako pewnej wartości”.
Przykładem pierwotnego greckiego pozamoralnego myślenia o dobru jest filozofia Heraklita, wedle którego dobro rozumiane źródłowo, tzn. boskie, nie jest według przeciwstawione złu – inaczej niż dobro postrzegane z ludzkiej perspektywy:
Dla boga jest wszystko piękne i dobre i słuszne; tylko ludzie mniemają, że jedno jest słuszne, inne niesłuszne.
Heraklit posuwa się wręcz do stwierdzenia, że „Dobre i złe to jedno i to samo”, co współcześnie podejmuje Heidegger:
„Mówimy dobro, a myślimy dobre w rozumieniu moralności chrześcijańskiej: poczciwe, porządne, zgodne z zasadami i prawem. Ale po grecku, i jeszcze w rozumieniu platońskim, agathon oznacza (...) umożliwianie bytowi jako takiemu uobecniania się ku nieskrytości”.
„Tak jak aletheia (prawda) uległa degradacji w verum i certum, podobny proces upadku dotyczy agathon (dobra) i trwa aż do czasów dzisiejszych”.
Myśl tę podjął Heidegger, twierdząc, że źródłowo rozumiane dobro „dopełnia wszystko (...), obejmuje wszystko, co jest, jako będące (...), stanowi podstawowy wyznacznik wszelkiego porządku (...), jest zaraniem, zasadą, zaczynem wszystkiego (…), przekracza zarówno byt, jak i jego bycie”. Heidegger dodaje:
„problem agathon jest tylko zwieńczeniem centralnego i konkretnego pytania o podstawową możliwość egzystencji jestestwa w polis (...) agathon jest (...) potęgą, która włada możliwością prawdy, rozumienia, a nawet bycia, i to w jedności, wszystkimi trzema naraz (...). Nie przypadkiem agathon jest treściowo nieokreślone, tak iż wszelkie próby jego zdefiniowania i interpretacji muszą się kończyć niepowodzeniem. Wyjaśnienia racjonalistyczne zawodzą tu tak samo jak irracjonalistyczna ucieczka w tajemnicę”.
Giovanni Reale, interpretator Platona, utożsamiał platońskie dobro z jednym. Jedno, jak wykazuje Platon w Parmenidesie, jest zarazem immanentne, jak i transcendentne, ostatecznie wymykając się jakiemukolwiek jednoznacznemu określeniu. Dlatego, jak twierdzi Jan Patočka, idea ta „nie może być przedmiotem kontemplacji, ponieważ w ogóle nie jest przedmiotem”, a filozofia nie przekazuje jej bezpośrednio „w postaci wiedzy przedmiotowej dostępnej w świecie, którą zawsze można wskazać i przekazać dalej”, lecz tylko za pośrednictwem dialektycznego doprowadzenia, obrazowo ukazanego przez Platona za pomocą alegorii jaskini w ks. VII dialogu Państwo.

### Dialektyka

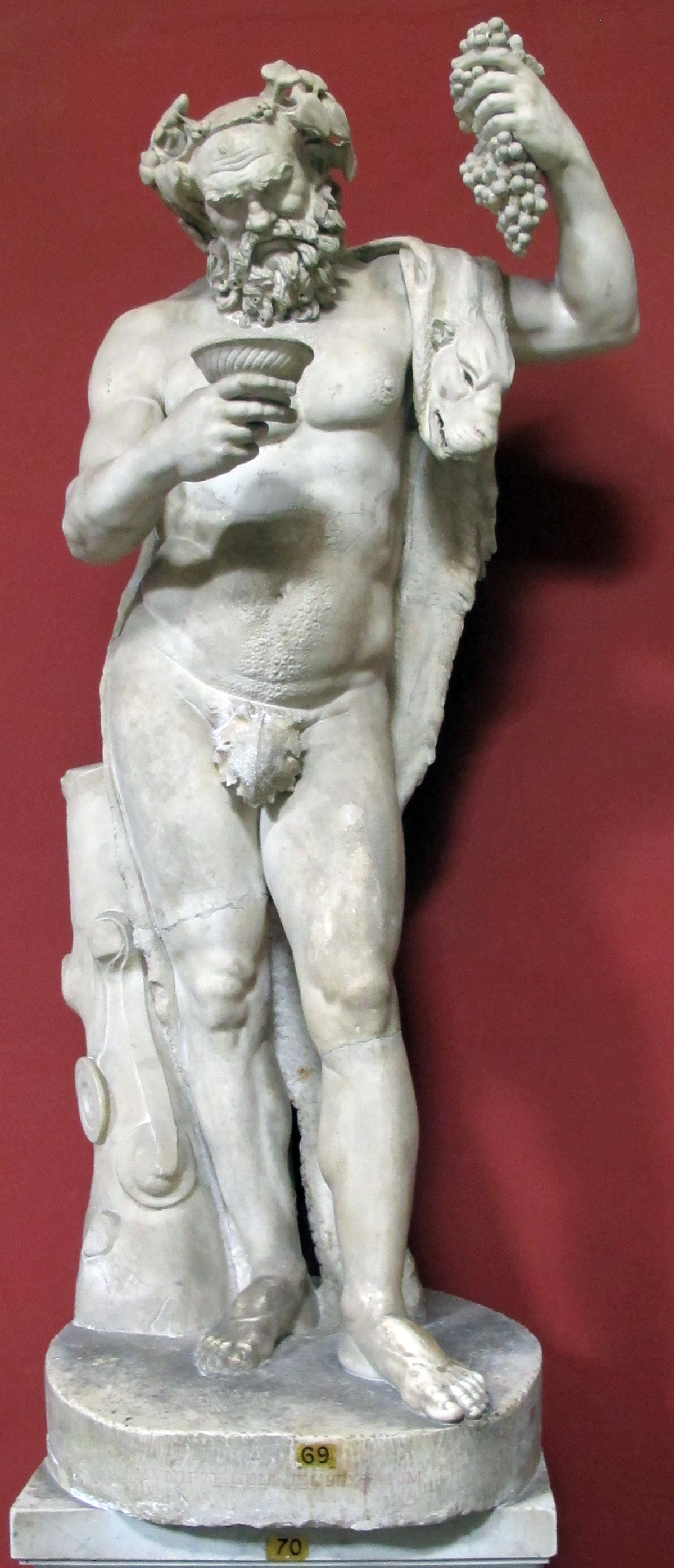
Statua Sylena, II w. n.e. Muzea Watykańskie.

Dialektyka jest sednem filozofii Platona, stanowi ona metodę doprowadzenia filozofa do poznania tego, co najwyższe, tzn. idei dobra. Dobro poznaje się bowiem nie poprzez definicję, lecz poprzez przemianę filozofa, zwrot jego duszy (periagoge tes psyches). Filozof, czyli ten, który dokonał zwrotu, jest więc dialektykiem, a zarazem synoptykiem (ho synoptikos dialektikos), czyli współwidzącym, ogarniającym dialektyczne przeciwieństwa w ich jedności. Dialektyka to „najwyższa filozoficzna metoda”. Jej celem jest, jak twierdzi Giorgio Agamben, dotarcie do „niemożliwej do założenia i niezałożonej zasady [...] »do niehipotetycznego szczytu i początku wszystkiego, dotknąć go i w końcu zejść znowu w dół« [...] do rzeczy samej”, która „sama w sobie [...] jest niewysławialna”, albowiem „sama jest założeniem absolutnym”. Głównymi dziełami, w których Platon opisuje metodę dialektyczną, są oprócz dialogu Państwo, dialogi Parmenides (w którym Platon skupia się na dialektyce jedności i wielości) oraz Sofista (traktującym o dialektyce bytu i niebytu). Dialektykiem jest ten, który potrafi zwrócić duszę od dziedziny wielości i zmiany ku dziedzinie jedności i niezmienności (i dostrzec relację między tymi dziedzinami). „Filozofowie to ci, co potrafią dotykać tego, co jest zawsze takie same pod tym samym względem; a nie są filozofami ci, co tego nie potrafią, tylko się w ogóle wciąż plączą w świecie tych licznych przedmiotów”, czy też „różnorodnych zjawisk powszechnej zmienności”. Owo utożsamiane z najwyższym Dobrem Jedno nie jest jednak jedynie abstrakcyjną, arytmetyczną jednością, lecz jednością zestrajającą i przenikającą wszystkie rzeczy, co pojmuje dialektyk, który:
„należycie dostrzega, jak się jedna postać ciągnie poprzez wiele rodzajów, chociaż każdy z nich leży osobno. I jak wiele różnych od siebie jedna postać z zewnątrz obejmuje i jak się jedna poprzez wiele rodzajów w jedno łączy”.
Dialektyka jest więc sztuką pozwalającą dialektykowi „spojrzeć z góry i sprowadzić jednym rzutem oka szczegóły tu i tam rozsypane do jednej istoty rzeczy”, „mieć wzgląd na wielość otaczających go rzeczy, a ogarniając je wszystkie zarazem zmierzać ku jedności”. Mowa Diotymy z Uczty jest więc opisem ruchu dialektycznego za pomocą metaforyki erotycznej, ruchu miłosnego od jednego przez dwa, trzy ciała, przez miłość wszystkich ciał aż po miłość tego, co ową miłością kieruje, przenikającego je piękna samego w sobie.
Platon przestrzega przed „niebezpieczeństwem dialektyki”, które polegać ma na tym, iż dialektyczne zniesienie dualistycznych opozycji wskutek absolutyzacji pojęć takich jak np. dobro i prawda prowadzi do tego, iż początkujący adept sztuki dialektycznej „zaczyna sobie zupełnie prawa lekceważyć”, albowiem ktoś taki podważy wszelkie zasady, a prawdziwych nie znajdzie, wskutek czego „teraz prawa łamać zacznie, a przedtem ich słuchał”. Niebezpieczeństwo to jest związane jest z faktem, iż pierwszym etapem ruchu dialektycznego jest sokratejskie podważenie wszystkich przekonań, mniemań, wejście w stan niewiedzy. Etap ten Hegel nazywa „sztuką wprowadzania zamętu w wyobrażeniach i pojęciach, wykazywania, że są one niczym (…) sprowadzania ich do nicości”. Niebezpieczeństwem, przed którym przestrzega Platon, jest poprzestanie na tym etapie, co ma jedynie rezultat negatywny, nie stanowi jednak dialektyki w sensie doprowadzenia do pierwszych zasad poznania, które same są nieuzasadnione, bezzasadne, dowiedliwe jedynie na drodze dialektyki, a nie definicyjnego określenia słownego. Właściwa dialektyka:
„ukazuje konieczny ruch czystych pojęć nie w taki sposób, jakby przez to sprowadzała je do nicości, lecz tak, że jej rezultatem jest właśnie to, iż pojęcia te są owym ruchem i (…) to, co ogólne, jest właśnie jednością takich przeciwstawnych pojęć. (…) Rozpoznana zostaje w czystych pojęciach absolutna istota”.
Ktoś, kto poprzestanie na wstępnym, negatywnym, oczyszczającym etapie dialektyki, nie jest filozofem, lecz immoralistą, nihilistą i sofistą. Odpowiednikiem dokonanego przez Hegla rozróżnienia negatywnego i pozytywnego momentu dialektyki Platona są dwa oblicza Sokratesa: negatywne, podważające, prowadzące do niewiedzy poprzez metodę zbijania i podważania (elenchos) oraz Sokrates ezoteryczny, który:
„podobny jest do sylenów, jakich znaleźć można w sklepach z figurkami, wyrzeźbionych z fletem lub fujarką w ręku, którzy po otwarciu ukazują w swym wnętrzu wizerunek boga (..); obrazy w jego wnętrzu, gdy jest poważny i się otworzy (...) były tak boskie, złote i niesamowicie piękne, że po prostu musiałem robić wszystko, co tylko mi rozkazał”.
Z tej perspektywy kluczowa jest polemika Platona z sofistami przeprowadzona w I ks. dialogu Państwo, Sofiście i dialogu Gorgiasz. Sofista jest bowiem kimś, kto popadł w „niebezpieczeństwo dialektyki”. W Gorgiaszu sofista Kallikles wygłasza taką oto pochwałę immoralizmu:
Według prawa natury piękno i słuszność widzę w tym, że kto chce żyć w sposób właściwy, winien pozwolić sobie na jak najbujniejszy rozwój swych żądz, bez poskramiania ich. A kiedy osiągną pełnię, oddać na ich usługi całą swą energię i zaspokoić je, dostarczając im zawsze, czego by tylko się pragnęło. Do tego jednak nie jest zdolny szary ogół. Dlatego ogół gani takich ludzi, bo wstydzi się własnej niemocy i skrywa ją, twierdzi, że niewstrzemięźliwość przynosi hańbę, a twierdzi tak, bo chce jednostkom lepszym narzucić swą słabą wolę, a nie potrafi nasycić swych namiętności, wychwala więc wstrzemięźliwość przez wzgląd na własną nikczemną naturę. Zamiłowanie w rozkoszach, rozkiełznanie i nieograniczona swoboda, o ile ma się możność zaspokojenia namiętności, oto prawdziwa cnota i szczęście, wszystko zaś inne jest tylko czczym blichtrem na pokaz, zmową przeciwko naturze, pozbawioną wartości gadaniną.
Jednakże, jak stwierdził Platon w Liście VII, dopiero wielokrotne przemierzanie dialektycznej drogi, „wspinanie się w górę i schodzenie w dół poprzez poszczególne stopnie, mozolnie rodzi wiedzę tego, co dobre z natury, w tym, kto jest dobry z natury”. W ks. II dialogu Państwo Platon napisał, że wbrew temu, co twierdzą poeci, Bóg jest dobry, jest wręcz dobrem samym, filozofia zaś polega na „naśladowaniu boga” (homoiosis theoi), a zatem na stawaniu się dobrym.

### Etyka
Sprawom etycznym Platon poświęcił najwięcej prac. Etyka Platona wypływała z jego nauki o duszy, składającej się z trzech części: 1) rozumnej, 2) zapalczywej (wolitywnej) i 3) pożądawczej (zmysłowej). Rozumna część duszy to podstawa cnoty mądrości, część zapalczywa to podstawa cnoty męstwa, pokonanie zmysłowości to cnota rozsądku (umiarkowania). Harmonijne skojarzenie wszystkich trzech części duszy pod kierunkiem rozumu stanowi osnowę cnoty sprawiedliwości. Idealistyczna etyka Platona pojmuje życie moralne jako dążenie do najwyższej idei dobra, opierającej się na tych czterech cnotach.
Poglądy etyczne Platona uległy wahaniu. Był czas, gdy łącząc swój idealizm z ascetyzmem orfickim, głosił zupełne wyrzeczenie się dóbr doczesnych: ideałem jego był wówczas filozof, który, wyższy ponad rzeczy realne, żyje obok nich, a nie spostrzega ich. Później, przeciwnie, uznał dobra realne za niezbędny szczebel do osiągnięcia dóbr idealnych. Jego dojrzała teoria etyczna składała się z trzech tez:
1. dobra stanowią hierarchię;
2. szczytem hierarchii nie jest żadne z dóbr realnych, lecz dobro idealne: idea dobra;
3. dobra realne są natomiast początkiem i nieuniknionym etapem w drodze do szczytu[434].

W swych rozważaniach etycznych Platon – podobnie jak inni greccy myśliciele starożytności – skupiał się przede wszystkim na zagadnieniu cnót oraz szczęścia. Tego rodzaju refleksję określa się mianem etyki eudajmonistycznej. Nazwa ta pochodzi od greckiego terminu eudaimonia utworzonego przez połączenie partykuły eu oznaczającej, że coś jest dobre, ze słowem daimon tłumaczonym jako „bóstwo”, „boska istota”, „demon”, „siła władająca losem”, „duch opiekuńczy”, „duch”. Eudaimonia to dosłownie „posiadanie dobrego ducha”. W kontekście etycznym termin ten najczęściej bywa tłumaczony jako „szczęście”. Zarazem podkreśla się, że nie chodzi o szczęście rozumiane w sposób emocjonalny. Eudaimonia polega bowiem na określonym funkcjonowaniu człowieka (zarówno w aspekcie zewnętrznym, jak i wewnętrznym), które sprawia, że jego życie jest najlepsze z możliwych. Do podstawowych pytań tej etyki – pytań, które stawiał sobie również Platon w swoich dialogach – należą m.in.:
- co jest największym szczęściem dla człowieka?[j]
- jaka jest natura tego szczęścia?[k]
- w jaki sposób człowiek może osiągnąć to szczęście?[l]

Poszukując odpowiedzi na te pytania, Platon – podobnie jak jego nauczyciel Sokrates – kierował swą refleksję na zagadnienie duszy. Uważał bowiem, że jej właściwe funkcjonowanie stanowi drogę, na której człowiek może dojść do najwyższego szczęścia. Z tego względu wielokrotnie w dialogach występują różnorodnie sformułowane wezwania do troski o duszę i dbanie o nią w celu rozwinięcia jej zdolności. Z tej perspektywy rzecz ujmując o wiele większym złem jest to, które dotyka duszę, a nie ciało. Dobrej ilustracji dla takiego sposobu myślenia dostarcza następujący fragment rozmowy Sokratesa z Kritonem:
„– Więc czy warto nam żyć z ciałem zepsutym i podłym?
– Nie.
– A z tym nam warto żyć zepsutym, co niesprawiedliwość plami i czemu sprawiedliwość służy? Czyżbyśmy uważali, że mniej wart od ciała ten jakiś nasz pierwiastek, którego się tyczy niesprawiedliwość i sprawiedliwość.
– Nigdy.
– Więc on więcej wart?
– I znacznie.”
Dusza stanowi zatem w pismach Platona przedmiot dokładniejszej refleksji. Uznaje on – za swym nauczycielem Sokratesem – że jest ona ośrodkiem tego, co najbardziej ludzkie i co właściwe człowiekowi. To dusza bowiem odpowiada za takie działania, jak rozumowanie, pożądanie, czy gniew. Na tej podstawie Platon dokonuje wewnętrznego podziału duszy i wyróżnia poszczególne jej części odpowiedzialne za określone funkcje. Każda z tych części powinna działać we właściwy dla siebie sposób, a więc zgodnie z odpowiadającą sobie doskonałością, określaną w języku greckim mianem aretē. Słowo to bywa tłumaczone na język polski jako „cnota” lub „dzielność”. W rezultacie ważnym elementem etycznej refleksji Platona jest teoria cnót. Położenie nacisku na dbałość o duszę jest istotna nie tylko z perspektywy dobrego życia określonej jednostki, ale także i dla prawidłowego funkcjonowania państwa. Dobrego przykładu dostarcza fragment dialogu Państwo, w którym dyskutowana jest sprawiedliwość w państwie i sprawiedliwość pojedynczego człowieka. Sprawiedliwe państwo jest możliwe do osiągnięcia tylko wtedy, gdy każdy z jego obywateli będzie realizował przypisaną mu funkcję w ramach zbiorowości, a więc będzie robił to, co do niego należy. Sprawiedliwość państwa opiera się zatem na właściwym funkcjonowaniu jednostek. Aby jednak mogły one w taki sposób postępować, same muszą być sprawiedliwe. Jak bowiem podkreśla to Platoński Sokrates w dyskusji z Glaukonem w dialogu Państwo:
„– Więc tośmy – dodałem – z ciężką biedą przepłynęli i już się jako tako zgadzamy, że te same rodzaje, które są w państwie, te same tkwią i w duszy każdego człowieka, i jest ich tu i tam tyle samo.
– Jest tak.
– Prawda, że teraz już z konieczności wynika to, że jak i przez co państwo jest mądre, tak samo i poszczególny człowiek; przez to samo i on będzie mądry?
– No i co?
– I przez co jest mężny poszczególny człowiek, i w jaki sposób, przez to i państwo jest mężne, i to w taki sam sposób. Jeżeli o dzielność chodzi, to ze wszystkim tak samo z obu stron.
– Koniecznie.
– I sprawiedliwym też, Glaukonie, tak sądzę, powiemy, że poszczególny człowiek będzie w ten sam sposób sprawiedliwy, jak i państwo było sprawiedliwe.
– I to tak być musi, koniecznie.”
W refleksji etycznej Platona znajdujemy także wątki, które określa się mianem intelektualizmu etycznego. Pogląd ten polega na utożsamieniu cnoty z wiedzą. Tym samym wiedza o tym, co jest dobre, sprawiedliwe, pobożne, mężne itp. oznacza zarazem zdolność do takiego właśnie postępowania. Jak wyjaśnia Frederick Copleston, na gruncie tego poglądu: „(…) człowiek, który wie, co jest prawdziwie dobre, może dopuścić do tego, że jego sąd jest tak przesłonięty namiętnością, przynajmniej chwilowo, iż pozorne dobro wydaje mu się dobrem prawdziwym, jakkolwiek jest on odpowiedzialny za to, że do tego doprowadził. (...). Jeżeli wybiera to, co jest rzeczywiście złe czy szkodliwe, widząc, że ostatecznie będzie ono takie, być może jest tak dlatego, że wbrew swej wiedzy przywiązuje uwagę do jednego aspektu tego przedmiotu, który wydaje mu się dobry”.

#### Dusza

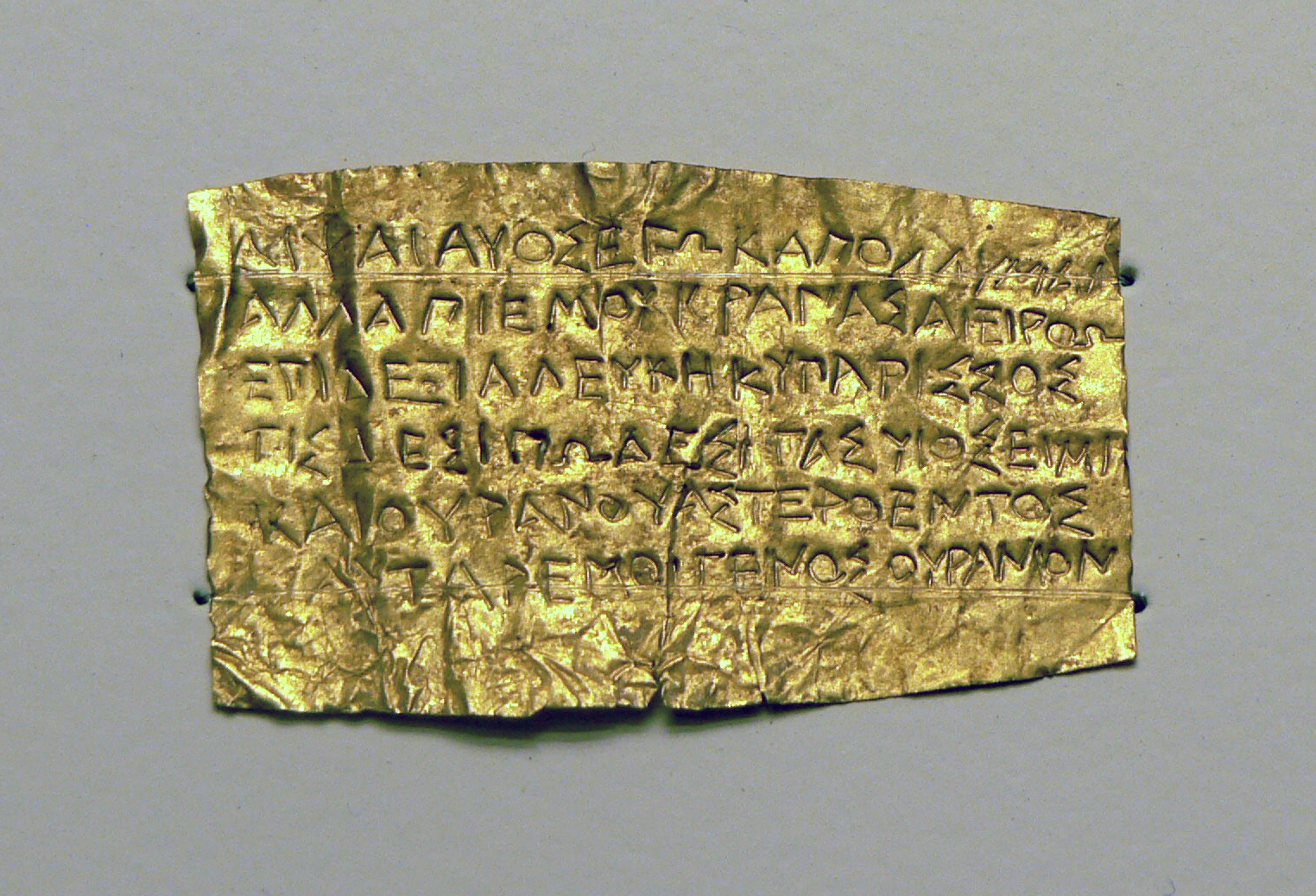
Złota tabliczka orficka z Tesalii, IV w. p.n.e., element uposażenia pochówkowego. Inskrypcja głosi: „Jestem nękany pragnieniem i umieram / pozwólcie mi się napić z wiecznie bijącego źródła / po mojej prawej ręce biały cyprys / »Kim jesteś, skąd jesteś?« »Jestem synem ziemi« / »I gwiezdnego nieba« / »Ród mój od niebian wywodzę«.”

Platońska refleksja nad duszą stanowi jeden z ważnych etapów kształtowania się i rozwoju tego pojęcia w myśli starożytnej. Platon bowiem zarówno wykorzystuje wcześniejsze od siebie poglądy na ten temat, jak i dokonuje ich twórczego rozwinięcia oraz przekształcenia. Z tego względu w dialogach odnaleźć można wiele miejsc, które pozwalają na scharakteryzowanie tego, czym jest dusza, jaką posiada strukturę oraz jakie pełni funkcję. Należy jednakże mieć na uwadze to, że dla starożytnych Greków znaczenie pojęcia duszy (psychē) nie ograniczało się wyłącznie do spraw związanych z etyką czy religią. Jak powiada Giovanni Reale: „w kulturze greckiej psychē odgrywa istotną rolę praktycznie we wszystkich dziedzinach: od metafizyki do filozofii przyrody, od kosmologii do antropologii, od etyki do polityki, od gnozeologii do religii”. W przypadku Platona rozważania na temat duszy pojawiają się wśród dociekań etycznych, dotyczących losów człowieka po śmierci, kosmologicznych, ontologicznych, czy też należących do teorii poznania. Pozwala to Platonowi ukazać duszę, jej znaczenie oraz funkcje z różnych perspektyw. Ten fragment obejmuje jedynie ogólne uwagi dotyczące pojęcia duszy, jej funkcji i podziałów, a także wątki o charakterze etycznym i eschatologicznym (a więc związane z pośmiertnymi losami duszy człowieka).
W Fajdrosie dusza jest określona jako to, co umożliwia samodzielny ruch ciała. Jak powiada Sokrates: „Bo każde ciało, które ruch bierze z zewnątrz jest bezduszne, martwe, a które z wnętrza, samo z siebie, to ma duszę, bo taka jest natura duszy”, zarazem dodając, że: „niczym innym nie jest to, co porusza samo siebie, jak tylko duszą”. Dusza jest zatem tutaj rozumiana jako samoistne źródło ruchu istoty żywej. Co więcej, w przywołanym tu fragmencie, to właśnie posiadanie duszy stanowi kryterium pozwalające odróżnić to, co żywe, od tego, co nieożywione. Przyjmując takie rozumienie duszy Platon wprost nawiązuje do współczesnych sobie tradycyjnych greckich przekonań i wyobrażeń na ten temat. Zdaniem Hendrika Lorenza: „W potocznej grece V w. [p.n.e.] posiadanie duszy oznacza po prostu bycie żywym”, zaś to, co świadczy o tym życiu, to możliwość samodzielnego poruszania się. Tym samym wszystko, co się jakoś porusza samo z siebie, jest żywe, a zatem posiada duszę, która ten ruch umożliwia. Tego rodzaju poglądy spotkać można już u Talesa.
Kolejno, w wielu dialogach Platon zdecydowanie podkreśla różnice jakie zachodzą pomiędzy duszą a ciałem. W Fedonie, przy okazji dyskusji nad dopuszczalnością samobójstwa, ciało zostaje określone jako więzienie duszy, z którego nie można samodzielnie się wyzwalać. W tradycji orfickiej ciało (soma) jest określane mianem grobu (sema) duszy, co podejmuje Platon. Ten wątek ciała jako czegoś, co ogranicza duszę, jest rozwinięty nieco dalej w tym samym dialogu. Sokrates stwierdza bowiem, że to właśnie ciało stanowi przeszkodę dla duszy w realizacji jej właściwej funkcji, jaką jest rozumowanie. Dusza:
„(...) wtedy najpiękniej rozumuje, kiedy jej nic z tych rzeczy oczu nie zasłania: ani słuch, ani wzrok, ani ból, ani rozkosz, kiedy się, ile możności, sama w sobie skupi, nie dbając wcale o ciało, kiedy, ile możności, wszelką wspólność, wszelki kontakt z ciałem zerwie, a sama ręce do bytu wyciągnie”.
Z kolei ciało zostaje określone „wielkim złem”, źródłem konfliktu i niepokoju, tym, co nieczyste. W Gorgiaszu ciało zostaje przez Sokratesa porównane do grobu, zaś życie na ziemi do śmierci. Zdaniem Giovanniego Reale, dla Platona dusza i ciało stanowią strukturalną opozycję. Przeciwstawienie to ma swoje źródła w nurcie religijnym określanym mianem orfizmu. Jest to zatem drugi z tradycyjnych greckich sposobów myślenia o duszy, do którego nawiązał Platon w swej filozofii.
Dokonując wzajemnego przeciwstawienia duszy i ciała, Platon zarazem podkreślał, że oba te elementy nie są sobie równorzędne. Duszę uważał bowiem za coś lepszego i ważniejszego niż ciało, czemu dał wyraz zwłaszcza w Fedonie. W dialogu tym Sokrates tak charakteryzuje duszę:
„Kebesie, czy z tego wszystkiego, cośmy powiedzieli, nie to nam wychodzi, że do tego, co boskie i nieśmiertelne, i dla myśli tylko dostępne, i jedną tylko postać mające, i nierozkładalne, i zawsze samo w sobie jednakie, najpodobniejsza jest dusza; a do tego, co ludzkie i śmiertelne, i bezmyślne, i wielopostaciowe, i rozkładalne, i zawsze samo w sobie wielorakie, najpodobniejsze znowu jest ciało”.
W rezultacie, to dusza powinna rządzić i podporządkować sobie ciało, ponieważ jest ona tym, co boskie w człowieku: „(...) jak długo razem są dusza i ciało, jemu: służyć i podlegać nakazuje natura, a jej: panować i władać. Z tego względu, które z nich dwojga wydaje ci się podobnym do tego, co boskie, a które do tego, co śmiertelne? Czy nie zdaje ci się, że to, co boskie, jest zrodzone do władzy i rządu, a to, co śmiertelne, do podlegania i służby?”. Podobną myśl znajdujemy także w Fajdrosie.
Skoro dusza jest tym, co lepsze w człowieku, to również z nią należy łączyć to, czym człowiek wyróżnia się spośród pozostałych istot żywych. Platon zatem uważa, że to właśnie dusza jest odpowiedzialna za rozumowanie i poznawanie prawdy, a także za to, czy człowiek postępuje dobrze i cnotliwie, czy też przeciwnie – czyni nieprawość i jest niesprawiedliwy. Także w tym względzie Platon nawiązuje do współczesnych sobie intuicji i wyobrażeń na temat duszy. Zdaniem Hendrika Lorenza, na przełomie VI i V w. p.n.e. Grecy coraz częściej zaczynają postrzegać duszę jako coś, co wykonuje pewne aktywności i podejmuje określone działania, które mogą podlegać ocenie jako dobre lub złe. Jak podkreśla ten autor: „(…) emocje takie jak miłość i nienawiść, radość i smutek, gniew oraz wstyd są łączone z duszą”, dodając nieco dalej, że: „Dla świadomego użytkownika języka greckiego z V wieku [p.n.e.] było naturalne, aby myśleć o jakościach duszy jako odpowiedzialnych za lub przejawiających się w istotnym z moralnego punktu widzenia zachowaniu się człowieka”. Platon nie tylko nawiązuje do tych poglądów, ale także odpowiednio je rozwija dokonując wewnętrznego podziału duszy i przypisując jej poszczególnym częściom określone funkcje. W dialogach znajdujemy dwa podziały duszy: w Fajdrosie oraz w dialogu Państwo.

##### Podział duszy w dialoguFajdros

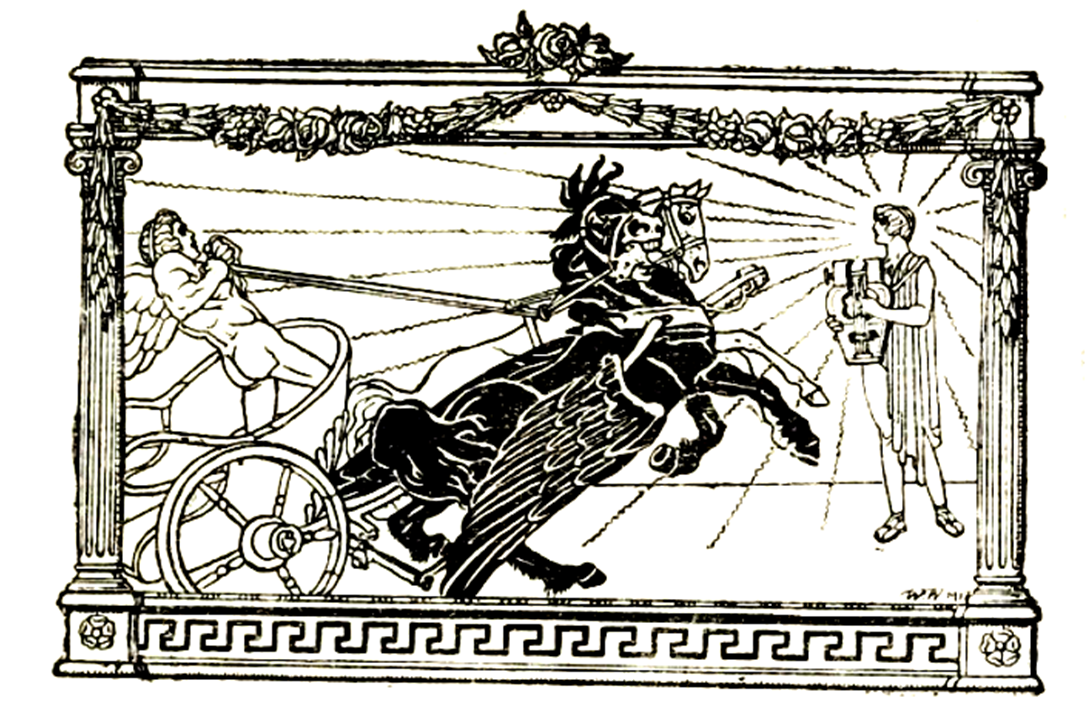
Metafora Duszy z Fajdrosa. Ilustracja autorstwa Władysława Witwickiego

Rozważania na temat duszy pojawiają się w ramach tzw. drugiej mowy Sokratesa, w której przedstawia się Erosa – a co za tym idzie również i miłość – jako coś boskiego, dobrego i godnego pochwały. Chcąc wykazać, że miłość jest „największym szczęściem” oraz „największym darem boskim” Sokrates rozpoczyna od bliższego przyjrzenia się duszy i stanom, w których może się ona znajdować. Rozważania te zostają wprowadzone za pomocą opowieści (mitu), w którym wykorzystuje się metaforę i porównanie. Platoński Sokrates stwierdza bowiem, że mówienie o duszy wprost wymagałoby obszernych i skomplikowanych rozważań, które są trudne do pojęcia dla człowieka. Z tego względu decyduje się na prostsze rozwiązanie polegające na wykorzystaniu metaforycznego obrazu duszy: „Jaką jest w ogóle i pod każdym względem, na to potrzeba boskich i długich wywodów, ale do czego jest podobna, na to wystarczą ludzkie i krótsze”.
Dusza zostaje przyrównana do skrzydlatego rydwanu ciągniętego przez dwa konie, którym przewodzi woźnica:
„Niechaj tedy będzie podobna do w jedno zrosłej siły skrzydlatego zaprzęgu i woźnicy. U bogów i konie, i woźnice, wszystko to dzielne i z dobrego rodu, a u innych mieszanina. I tak, naprzód parą musi powodzić nasz wódz, a potem konia ma jednego doskonałego, z pięknej i dobrej rasy, a drugiego z całkiem przeciwnej, rumaka zupełnie tamtemu przeciwnego”.
W ten sposób zostają wyróżnione trzy elementy składające się na duszę, które razem tworzą jedność: woźnica oraz dwa konie. Z przywołanego fragmentu wynika, że zaprezentowana struktura duszy jest właściwa zarówno bogom, jak i ludziom. Jedyna różnica pomiędzy nimi, na którą wskazuje Platon, zasadza się w jakości poszczególnych części duszy. U bogów zarówno woźnica, jak i oba konie są tego samego rodzaju – są tak samo dobre i doskonałe. Z kolei w przypadku ludzkiej duszy jeden koń jest przedstawiony jako przeciwieństwo drugiego. Platon następnie w bardzo obrazowy sposób charakteryzuje oba te konie:
„Z koni, zaś powiedzieliśmy, jeden dobry jest, a drugi nie. Ale na czym polega dobroć jednego, a złość drugiego, tegośmy nie przechodzili; więc powiedzmy teraz. Otóż ten z nich, który lepsze ma stanowisko, kształty ma proste a proporcjonalne i zgrabne; wysoko nosi kark, nos ma łagodnie zgarbiony, białą maść, czarne oczy; ma ambicję, ale ma i władzę nad sobą, i wstyd w oczach. Lubi zasłużoną chwałę; boga nie potrzebuje, dobre słowo mu wystarcza. A drugi krzywy, gruby i lada jako związany; twardy ma kark, krótką szyję, nos do góry zadarty, czarną sierść, ogień w krwią nabiegłych oczach; buta i bezczelność, to jego żywioł. Nie słyszy całkiem, bo ma kudły w uszach; ledwie że bicza i ościenia posłucha”.
Biały i czarny koń symbolizują zatem dwa przeciwne elementy w ludzkiej duszy – z jednej strony źródło dobra i umiarkowania, zaś z drugiej źródło zła i nieporządku. Z tej charakterystyki wynika także ich stosunek do trzeciego elementu, czyli woźnicy. Biały koń jest tym, który „zawsze słucha woźnicy (…), wstydem się kieruje i sam siebie zatrzymuje”, zaś koń czarny rwie się i chcę podążać w swoją własną stronę. W przedstawionym tu obrazie duszy woźnica jest więc elementem kierującym, tym, który za pomocą lejców jest w stanie powściągnąć oba konie i nadać im odpowiedni kierunek. Jak powiada Platon, kierownikiem tym jest rozum.
Konny zaprzęg kierowany przez woźnicę, stanowiący obraz duszy, jest zarazem zaprzęgiem skrzydlatym. Skrzydła odróżniają duszę od tego, co ziemskie i cielesne, jak i pozwalają jej górować nad tym: „A że doskonała jest i skrzydlata, więc po niebie lata i całym światem włada, i gospodaruje w nim jak u siebie w domu”. Pozwalają jej na wznoszenie się ku temu, co boskie:
„Przyrodzoną mają skrzydła siłę, to co ciężkie podnosić w górę, w niebo, gdzie bogów rodzina mieszka. Żadne ciało nie ma w sobie tyle boskiego pierwiastka, co skrzydła. A boski pierwiastek – to piękno, dobro, rozum i wszystkie tym podobne rzeczy. Takim pokarmem się żywią i z niego rosną najszybciej pióra duszy, a od bezeceństwa i zła marnieją i nikną”.
W tym względzie uwidacznia się ważna rola woźnicy – rozumu, gdyż czarny koń jest tym, „który ma w sobie zło, ciągnie w dół”, co prowadzi ostatecznie do utraty skrzydeł przez duszę i jej upadku. Naturalnym przeznaczeniem duszy jest bowiem dążenie do tego, co w górze, gdyż – jak powiada Platon: „tam, właśnie na tym łanie, rośnie pokarm, którego najlepsza część duszy potrzebuje; z niego nabierają siły skrzydła, które duszę unoszą do góry”. Tym zaś, co jest w górze, i do czego oglądania dążą dusze, jest ponadniebny świat tego, co prawdziwe i co istnieje naprawdę, który może być poznany tylko za pomocą rozumu.

##### Podział duszy w dialoguPaństwo
Platon przedstawia podział duszy w IV księdze dialogu Państwo. Tematem przewodnim dyskusji, ciągnącej się już od początku ks. I, jest pytanie o to, czym jest sprawiedliwość. Rozmówcy – Sokrates, Glaukon i Adejmantos – zgodzili się najpierw rozpatrzyć, czym jest sprawiedliwość w odniesieniu do państwa, aby na tej podstawie móc następnie ustalić, czym ona jest w odniesieniu do poszczególnej jednostki. Po dość długiej dyskusji dotyczącej sprawiedliwości w państwie, obejmującej treść ksiąg II–IV, rozmówcy stwierdzają, że wypracowali już wystarczające wnioski dotyczące sprawiedliwości w państwie i mogą już przejść do odpowiedzi na pytanie o to, czym jest sprawiedliwość w przypadku pojedynczego człowieka. W tym właśnie kontekście Platon wprowadza podział duszy.
Sprawiedliwość w państwie zostaje utożsamiona z sytuacją, w której każdy z trzech stanów obywateli (a więc rzemieślnicy, strażnicy i władcy) wykonuje to, co do niego należy. Tak samo zatem sprawa musi przedstawiać się w odniesieniu do jednostki. Rozmówcy uznają bowiem, że postać (eidos) sprawiedliwości jest taka sama zarówno w państwie, jak i w pojedynczym człowieku. Skoro zatem w państwie zostały wyróżnione trzy warstwy potrzebne dla jego sprawiedliwego funkcjonowania, podobnie należy sprawdzić, czy również w przypadku duszy możliwe będzie wyróżnienie takich „trzech postaci” lub „składników charakteru”. Podstawą dla wyróżnienia poszczególnych części duszy jest założenie, zgodnie z którym jeden i ten sam element nie może funkcjonować w sposób sprzeczny ze sobą. Jak powiada Sokrates:
„Jasna rzecz, że jedno i to samo nie zechce równocześnie ani działać, ani doznawać stanów przeciwnych z tego samego względu i w stosunku do tego samego przedmiotu. Zaczem, jeżeli znajdziemy gdzieś, że się to dzieje z tymi pierwiastkami w nas, będziemy wiedzieli, że to nie było jedno i to samo, tylko było tych pierwiastków więcej”.
W rezultacie dochodzi do wyróżnienia trzech następujących części duszy:
- intelektualnej, odpowiedzialnej za rozumowanie (to logistikon)[509],
- pożądliwej, za pomocą której dusza pragnie i pożąda (to epithymetikon)[509],
- gniewliwej, odpowiedzialnej za temperament człowieka (to thymoeides)[510].

Intelekt jest tą częścią, która powinna rządzić pozostałymi, w związku z czym temperament i pożądanie powinny być mu podległe:
„– (…) Intelektowi władać wypada, bo jest mądry i powinien myśleć z góry o całej duszy, a temperament powinien mu podlegać i być z nim w przymierzu?
– Tak jest (…).
– I te dwa pierwiastki tak prowadzone wyuczą się naprawdę robić to, co do nich należy; dobrze wychowane, będą władały pożądliwością, której jest najwięcej w duszy każdego, a taka już jej natura, że nie nasycą jej żadne skarby. Tamte dwa pierwiastki będą na nią uważały, żeby się nie syciła rozkoszami, które się nazywają cielesne, bo jak się przez to rozrośnie i wzmoże na siłach, to przestanie robić swoje, a zacznie brać za łeb i będzie próbowała rządzić tym, nad czym jej żadna władza nie przypada z natury, i całe życie zbiorowe do góry wywróci”.

#### Cnoty duszy
Z każdą z wyróżnionych przez siebie części duszy Platon łączy odpowiadającą jej cnotę (dzielność). Zdaniem Platona, w przypadku każdej rzeczy oraz istoty żyjącej (w tym także człowieka), można wskazać właściwe jej działanie lub funkcję, które tylko ona jest w stanie wykonać najlepiej. Zapatrywanie to w dobry sposób ilustruje następujący fragment rozmowy Sokratesa z Glaukonem z dialogu Państwo:
„–(…) Powiedz mi, wydaje ci się coś robotą konia?
– Owszem.
– A czy nie to uważałbyś za robotę konia i czegokolwiek innego, czym ktoś działa wyłącznie albo najlepiej?
– Nie rozumiem – powiada.
– To tak: czy możesz widzieć czymś innym niż oczami.
– No nie, przecież.
– No cóż, a słyszeć potrafisz czymś innym niż uszami?
– W żaden sposób.
– Nieprawdaż, że słusznie moglibyśmy to nazwać robotą oczu i uszu?
– No, tak.
– No cóż – a mieczem potrafisz obcinać gałązki winne i scyzorykiem, i wielu innymi narzędziami?
– Jakżeby nie.
– Ale niczym innym tak pięknie, jak sierpem winniczym, który jest do tego celu zrobiony.
– Prawda.
– Więc nazwiemy to jego robotą?
– A nazwijmy.
– Otóż teraz, uważam, lepiej możesz zrozumieć, o co mi szło przed chwilą, kiedym się pytał, czy nie to będzie robotą każdego, co on albo wyłącznie, albo najlepiej ze wszystkich wykonywa”.

Cnotą jest to, dzięki czemu dana rzecz lub istota żywa może wykonywać właściwą sobie funkcję w najlepszy możliwy sposób:
„– No, dobrze – mówię. – A czy nie myślisz, że i dzielność swoją posiada wszystko, co ma jakąś robotę sobie przyporządkowaną? Wróćmy znowu do tego samego. Oczy, powiemy, mają swoją robotę? – Mają.
– A czy istnieje także dzielność oczu?
– Jest i dzielność.
– A cóż ze wszystkim innym? Nie tak samo?
– Tak samo.
– Trzymaj że. Czy mogłyby oczy swoją robotę pięknie wykonywać, gdyby nie miały dzielności sobie właściwej, ale zamiast dzielności wadę?
– Jakżeby tam? (…)”.
Cnota (dzielność) jest zatem tym, co umożliwia doskonałość działania w ramach przypisanych sobie celów i funkcji. To, co Platona szczególnie interesuje, to cnoty (dzielności) duszy człowieka. Ich znaczenie związane jest z tym, że działaniem właściwym dla duszy jest po prostu życie. Stąd pytanie o cnoty (dzielności) duszy, to zarazem pytanie o to, w jaki sposób osiągnąć dobre życie. W tym samym fragmencie ks. IV dialogu Państwo, w którym Platon dokonuje podziału duszy, znajdujemy także przypisanie każdej z wyróżnionych części odpowiadającej jej cnoty (dzielności). Są one następujące:
- cnotą części intelektualnej jest mądrość (sophia), która polega na panowaniu rozumu nad całą duszą oraz poszczególnymi jej częściami[s],
- cnotą części gniewliwej jest męstwo (andreia), która polega na trwaniu i stałości w tym, co wyznaczy rozum, pomimo wszelkich przeciwieństw[t],
- cnotą części pożądliwej jest rozwaga, umiarkowanie (sophrosyne), która polega na podporządkowaniu się czynnika pożądliwego panowaniu i kierowaniu rozumu[u].

Czwartą cnotą, związaną z duszą pojmowaną jako całość, jest sprawiedliwość (dikaiosyne). Polega ona na wewnętrznej harmonii pomiędzy wszystkimi władzami duszy. Jak powiada Platoński Sokrates w końcowym fragmencie ks. IV dialogu Państwo:
„A naprawdę sprawiedliwość jest, zdaje się, czymś w tym rodzaju, ale nie polega na zewnętrznym działaniu czynników wewnętrznych człowieka, tylko na tym, co się w nim samym z tymi czynnikami dzieje. Na tym, że on nie pozwala, żeby którykolwiek z nich robił mu w duszy to, co do niego nie należy, ani żeby spełniał kilka różnych funkcji naraz. Taki człowiek urządził sobie gospodarstwo wewnętrzne, jak się należy, panuje sam nad sobą, utrzymuje we własnym wnętrzu ład, jest dla samego siebie przyjacielem; zharmonizował swoje trzy czynniki wewnętrzne, jakby trzy struny dobrze współbrzmiące, najniższą, najwyższą i środkową, i jeżeli pomiędzy tymi są jeszcze jakieś inne, on je wszystkie związał i stał się ze wszech miar jedną jednostką, a nie jakimś zbiorem wielu jednostek. Opanowany i zharmonizowany postępuje też tak samo, kiedy coś robi, czy to gdy majątek zdobywa, czy o własne ciało dba, albo i w jakimś wystąpieniu publicznym, albo w prywatnych umowach, we wszystkich tych sprawach i dziedzinach on uważa i nazywa sprawiedliwym i pięknym każdy taki czyn, który tę jego równowagę zachowuj i do niej się przyczynia. Mądrością nazywa wiedzę, która takie czyny dyktuje. Niesprawiedliwym nazywa czyn, który tę jego harmonię wewnętrzną psuje, a głupotą nazywa mniemanie, które znowu takie czyny dyktuje”.
Tak sformułowana cnota sprawiedliwości polega zatem na wewnętrznym zharmonizowaniu własnej duszy. Człowiek, który dąży do sprawiedliwości, powinien w pierwszej kolejności zająć się samym sobą i zwrócić się do swojego wnętrza.
Zdaniem Marka Piechowiaka, jeśli uznać, że zasadniczym pytaniem leżącym u podstaw Platońskiej refleksji filozoficznej jest pytanie o to, jak być dobrym, jak być szczęśliwym, to problematyka sprawiedliwości będzie problematyką centralną filozofii Platona. Człowiek sprawiedliwy to człowiek doskonały, spełniony, szczęśliwy, dobry Sprawiedliwość jest najważniejszą spośród cnót kardynalnych. Nie jest ona po prostu sumą pozostałych. O ile mądrość jest doskonałością części rozumnej, męstwo – części bojowej a rozwaga doskonałością relacji między częściami duszy, to sprawiedliwość jest doskonałością duszy (człowieka) jako całości. Im więcej sprawiedliwości, tym więcej wewnętrznej jedności, integralności. Ponieważ jedność jest podstawą istnienia każdego bytu (brak jedności prowadzi do destrukcji), można powiedzieć, że im człowiek jest bardziej sprawiedliwy, tym mocniej, tym bardziej istnieje. Mówiąc językiem współczesnym, doskonałość moralna okazuje się być doskonałością w porządku „być”, a nie w porządku „mieć”. Sprawiedliwość, w odróżnieniu od innych cnót, jest doskonałością z porządku egzystencjalnego. Zyskiwanie na wewnętrznej jedności upodabnia człowieka sprawiedliwego do Dobra Samego, do Idei Dobra, która jest też ideą jedności – udzielając się, udzielając swoje doskonałości Dobro daje bytom jedność, a przez to i życie, i istnienie.
Przedstawiona tu koncepcja cnót została w późniejszym okresie przejęta przez chrześcijaństwo pod nazwą czterech cnót kardynalnych.

#### Nieśmiertelność duszy
Platon twierdził, iż „dusza jest nieśmiertelna i przyobleka się kolejno w wiele ciał [...], porusza się sama przez się [...], otacza ona ciało od środka we wszystkich kierunkach”. Rozważania i wzmianki na ten temat znaleźć można m.in. w dialogach: Fajdros, Timajos oraz Fedon.
W Timajosie dusza człowieka jest określona jako „nieśmiertelny pierwiastek”, którego stwórcą jest Demiurg. W Fajdrosie Platoński Sokrates stanowczo stwierdza, że: „Wszelka dusza jest nieśmiertelna. Bo co się wiecznie rusza, nie umiera”. Uzasadnieniem mającym przemawiać za takim charakterem duszy jest to, że stanowi ona sama dla siebie źródło ruchu:
„Jedynie tylko to, co samo siebie porusza, jako iż samo siebie nie opuści, nigdy się poruszać nie przestaje, ale jest dla wszystkich innych rzeczy, którym ruch nadaje, ruchu tego źródłem i początkiem. A początek nie ma chwili narodzin. Z niego się rodzić musi wszystko, co się tylko rodzi, ale on sam z niczego. Przecież, gdyby się rodził z czegoś, nie byłby początkiem. A skoro jest nie zrodzony, musi też być i niezniszczalny. Bo gdyby początek zginął, to aniby już on sam z czegokolwiek, aniby nic z niego nie powstało, skoro wszystko się musi z niego rodzić”.
Jednakże najobszerniejsze rozważania w tym przedmiocie zawiera dialog Fedon, któremu już starożytna tradycja przydała podtytuł: O duszy. Sokrates, oczekując na wykonanie wyroku śmierci poprzez podanie trucizny, odbywa ostatnią rozmowę z przyjaciółmi i uczniami, która koncentruje się na problemie istnienia duszy oraz jej nieśmiertelności. W dialogu tym zostały przedstawione trzy obszerne rozumowania (od 70c do 84b), nazywane także dowodami na nieśmiertelność duszy.
Według Platona przymiot nieśmiertelności przysługuje każdej duszy, a więc nie tylko duszom ludzkim, ale także i boskim oraz duszy świata. Jak mowa o tym w Timajosie: „ten świat jest istotą żywą, ma duszę i rozum naprawdę”. Świat jest tak utworzony, że to, co duchowe, pokrywa się z tym, co cielesne. Platon bowiem stwierdza, że demiurg, tworząc świat, „wszystko, co jest natury cielesnej” włożył do duszy świata w taki sposób „żeby środek świata cielesnego wypadł w środku duszy”. Dusza świata zaś jest określona jako najlepsze z dzieł demiurga: „(…) a ona jest niewidzialna, ale rozum ma i harmonię w sobie, dusza – spośród przedmiotów myśli i z przedmiotów wiecznych najlepszy twór Najlepszego”. Świat jest bowiem całkowicie samowystarczalny:
„Bo nie odchodziło nic, ani do niego nic nie przychodziło skądkolwiek. Nie było skąd. Tak został urządzony misternie, że sam sobie na pożywienie dostarcza tego, co się w nim zepsuje. Wszystkiego doznaje sam od siebie i tak samo wszystko”.

#### Wędrówka duszy

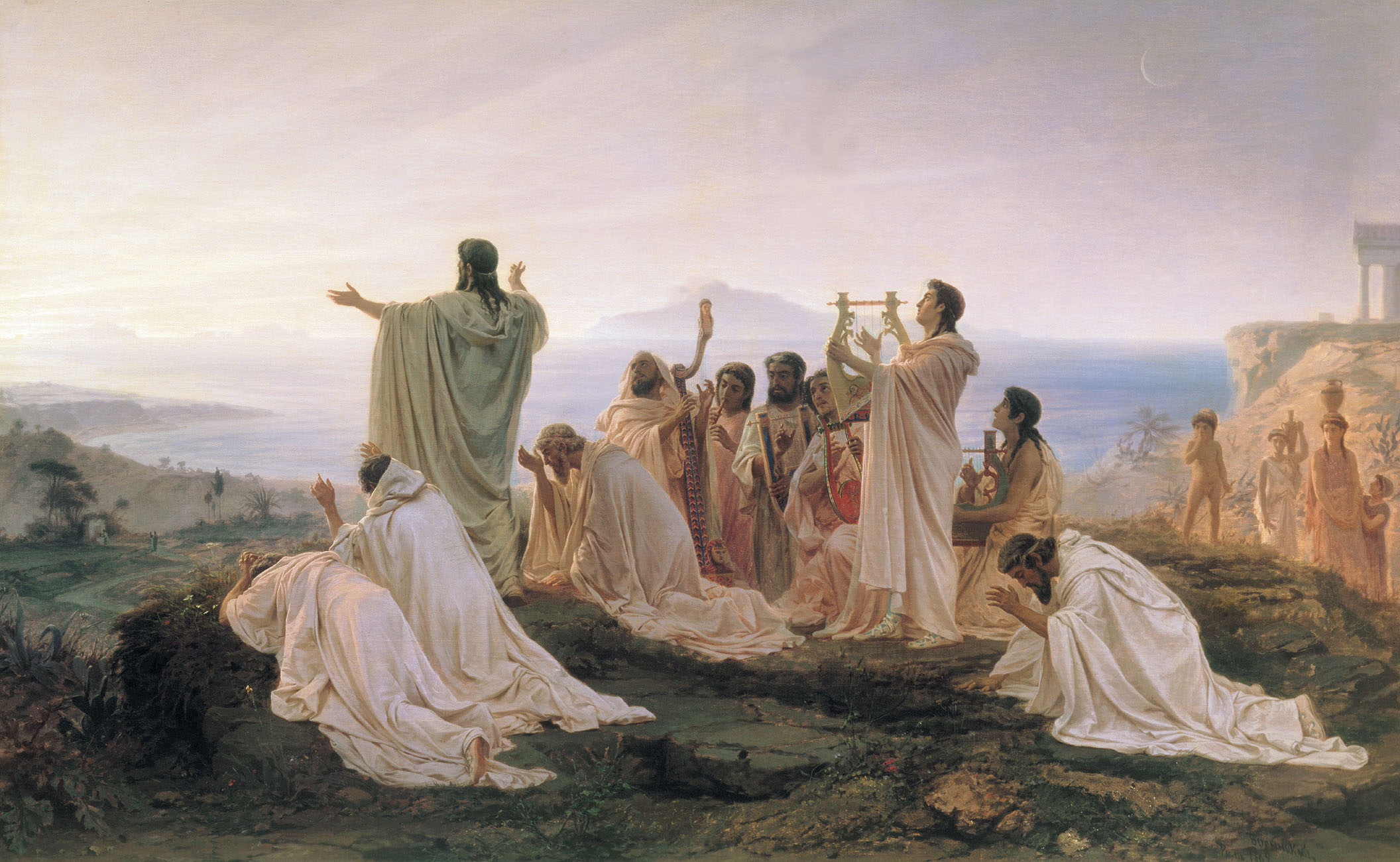
Fiodor Bronnikow, Pitagorejczycy świętujący wschód słońca (1869)

W dialogach Platona obecny jest także wątek metempsychozy, czyli wędrówki dusz. Zdaniem Giovanniego Reale, Platon zaczerpnął go z orfizmu i pitagoreizmu. Poglądy te nie tworzą jednak spójnego zestawu twierdzeń, w oparciu o które można byłoby mówić o jakiejś konkretnej wizji życia po śmierci lub eschatologii. Często sformułowania na ten temat podawane są w formie mitów, zasłyszanych opowieści lub ubrane w retoryczną formę. Pomimo tego można wyróżnić pewne stale powtarzające się wątki.
Platon w swych dialogach podkreśla cykliczność wędrówki: dusze po śmierci opuszczają ciała, przechodzą w zaświaty, gdzie otrzymują nagrodę lub doznają kary, zaś następnie dokonują ponownego wcielenia się. Ważnym elementem jest tutaj sąd, który czeka dusze po śmierci. Podstawą oceny jest życie, które wiodła dusza na ziemi. Jak powiada Platoński Sokrates w dialogu Państwo, istotne jest, aby było to dobre i sprawiedliwe życie. Wszelka niesprawiedliwość spotyka się bowiem z karą:
„za każdy grzech popełniony i za każdego pokrzywdzonego karę ponosili; za każdy punkt dziesięciokrotną – to znaczy: raz co sto lat, bo tak długo trwa życie człowieka – aby każdy dziesięciokrotną pokutą każdą zbrodnię odpłacił”.
Obraz sądu nad duszami został w szczególnie plastyczny sposób przedstawiony w zakończeniu ks. X dialogu Państwo zawierającej tzw. mit Era. Sokrates – streszczając zasłyszaną opowieść – powiada:
„(…) mówił, że gdy duch z niego wyszedł, zaczął iść wraz z wieloma innymi, aż przyszli do jakiegoś miejsca nadziemskiego, gdzie były w ziemi dwie przepaście, sąsiadujące z sobą, a w niebie, na górze, inne takie dwie rozpadliny naprzeciw. A między nimi siedzieli sędziowie. Ci rozdzielili duchy na dwie gromady i sprawiedliwym kazali pójść na prawo i na górę przez ten otwór w niebie, a każdemu przewiesili wyrok sądu z przodu. Niesprawiedliwym kazali iść na lewo i w dół. Ci mieli też – na plecach – świadectwo wszystkich swoich czynów.
Co warte podkreślenia, w przypadku „nieuleczalnych zbrodniarzy” – jak ich nazywa Sokrates – kara nie jest czasowa, lecz wieczna. Podobny wątek kary i nagrody jest obecny również w Fajdrosie:
„A oto prawo Konieczności: Jeśli która dusza, za bogiem w ślad idąc, zobaczy coś ze świata prawdy, nic się jej stać nie może aż do następnego obiegu i jeśliby to zawsze potrafiła, nigdy żadnej szkody nie poniesie. Ale jeśli nie zdoła dociągnąć do szczytu i nic nie zobaczy, a przypadkiem jakimś napije się niepamięci i złością się ciężką napełni, a ociężała pióra straci i na ziemię spadnie, nie wolno jej wtedy wejść w żaden organizm zwierzęcy przy tych pierwszych narodzinach”.
W tej wersji opowieści o wędrówce dusz karą nie jest zatem jakieś określone cierpienie w zaświatach, lecz gorszy los przy ponownym wcieleniu. Podobna kara jest wspomniana również w Timajosie:
„Kto czas odpowiedni przeżyje dobrze, ten znowu pójdzie mieszkać na gwieździe, do której prawnie przynależy, i życie będzie miał szczęśliwe i takie, do którego nawykł. A kto na tym punkcie pobłądzi, ten przy drugich narodzinach przybierze naturę kobiety. A kto się i w tych warunkach jeszcze zła nie pozbędzie, ten zależnie od tego, jak grzeszył, na podobieństwo tego, jak się jego charakter rozwijał, jakąś taką zawsze przyjmie naturę zwierzęcą (…)”.
O nieco odmiennym rodzaju kary mowa jest także w Fedonie. Jak powiada Sokrates:
„Toteż taka dusza nasiąkła tym, co cielesne, cięży i wlecze się znowu na miejsca widzialne, ze strachu przed tym, co niewidzialne, przed tamtym światem, i jak powiadają, włóczy się koło pomników i grobów, gdzie już nieraz widywano jakieś do cieniów podobne dusz widziała; (…) I to z pewnością nie są dusze ludzi dzielnych, tylko złych, które się po takich miejscach błąkać muszą, pokutując za pierwsze swoje życie: złe”.
Jak wyjaśnia Sokrates w Teajtecie, kara, którą ponoszą ludzie źli i niesprawiedliwi jest wynikiem tego, że swymi własnymi czynami upodobnili się do tego, co złe, w związku z czym nie mogą po śmierci przebywać pośród tego, co dobre:
„(…) dwa pierwowzory w łonie bytu rzeczywistego stoją: z jednej strony to, co boskie i najszczęśliwsze, a z drugiej to, co bezbożne i najnędzniejsze. (…) Nie dostrzegają, jak się do jednego z tych pierwowzorów zbliżają przez swoje postępki zbrodnicze, a oddalają się od drugiego. Ponoszą za to karę, bo wiodą życie podobne do swego pierwowzoru. (…) jeśli się swej złości nie pozbędą, to i po śmierci ich nie przyjmie tamten świat, czysty, wolny od wszelkiego zła, tylko tu zawsze będą nosili swoiste piętno swego postępowania i sami zbrodniarze ze zbrodniarzami będą poprzestawali (…)”.

#### Troska o duszę
Podstawową drogą ku realizacji celu, jakim jest szczęście, jest troska o duszę (epimeleia tes psyches). Platon przejmuje i rozwija naukę Sokratesa. Położenie nacisku na to, aby w pierwszej kolejności dbać i troszczyć się właśnie o duszę, a nie ciało, jest konsekwencją sposobu pojmowania duszy przez Platona.
Dla troski o duszę niezbędna jest znajomość samego siebie, zgodnie z delficką maksymą „poznaj samego siebie” (γνῶθι σεαυτόν, gnothi seauton). Samopoznanie możliwe jest dzięki samoobserwacji, którą Platon przyrównuje do oglądu własnej twarzy w lustrzanym odbiciu lub w oku drugiego człowieka:
„oko oglądając oko i wpatrując się w to, co jest w nim najszlachetniejsze i dzięki czemu widzi, w ten sposób widzi samo siebie”.
Poznanie własnej duszy oznacza poznanie samego siebie, w szczególności, gdy ogląd ten opiera się na mądrości i rozsądku. Powinno to stanowić ustawiczną aktywność samoświadomości: „Dusza nigdy siebie samej nie opuszcza”. Rozwaga utożsamiana jest przez Platona ze znajomością siebie samego, w której człowiek bada poszczególne aspekty własnej egzystencji: duchowość i moralność, cielesność oraz posiadane dobra. Ten proces jest dialektyczny, polegając na ważeniu poszczególnych części przynależnych ludzkiemu życiu w odniesieniu do jego całości, przez odróżnianie prawdy od fałszu, rzeczywistego od nierzeczywistego, dobrego od złego, dążąc do rozpoznania i utrzymania równowagi. Dlatego szkodliwa jest zarówno niedostateczna, jak i nadmierna troska o zdrowie, w obu przypadkach uniemożliwiająca pracę nad sobą przez ćwiczenia filozoficzne. Jak podkreśla Pierre Hadot, by odpowiednia terapia była możliwa, niezbędna jest zmiana sądów wartościujących, a w konsekwencji całego trybu myślenia i życia. Terapią taką jest platońska figura zwrotu (periagoge) duszy, od fałszywych poglądów (doxai) ku oglądowi idei dobra, w odniesieniu do której możliwa jest rozważna troska o duszę. Niezbędna do tego wiedza filozoficzna osiągalna jest dzięki pomocy z zewnątrz lub dzięki własnym dociekaniom. Kierowanie się opinią tzw. szerokich kół – rozpowszechnionymi, fałszywymi poglądami – prowadzi do poczucia wstydu. Uwolnić od niego może filozoficzny dialog, pozwalający na poznanie dobra oraz samego siebie, by dzięki temu w sprawach troski o siebie, jak i o sprawy publiczne kierować się własnym rozumem (Kriton).
„(...) kto się do Sokratesa najbardziej zbliży myślami – jakby krwią – kto do niego blisko podejdzie w rozmowie, ten już musi, choćby i o czym innym był rozmawiać zaczął, chodzić za nim bez ustanku myślami tam i sam, aż wpadnie, i musi zdawać rachunek z siebie samego, jakim trybem teraz żyje i jak minione życie przeżył. A jak już raz ktoś wpadł, nie prędzej go puści Sokrates, aż to wszystko z niego pięknie, ładnie wyżyłuje (...) Lubię przypominać sobie, cośmy złego zrobili albo dziś robimy. Człowiek, który tego nie unika, musi na przyszłość bystrzej myśleć o tym, co będzie, nabiera ochoty i uważa, że trzeba, według słów Solona, uczyć się pokąd się żyje (...)”.
Troska o siebie ma więc charakter procesualny i wymaga konsekwencji. Proces Sokratesa opisany jest przez Platona jako „sprawdzenie wytrwałości w badaniu siebie”. W tym sensie troska o siebie jest nieustannym „zdawaniem rachunku z samego siebie”, którego warunkiem jest prawda weryfikowana przez świadectwo życia: „obym nigdy nie stał się jak jakieś puste słowo”.
Troska o duszę jest zarazem dla Platona ćwiczeniem się w śmierci (melete thanatou), porzuceniem tego, co zmienne: „ci, którzy się z filozofią zetknęli, jak należy, niczym innym się nie zajmują, jak tylko tym, żeby umrzeć i nie żyć”. Śmierć nie jest bowiem dla filozofa czymś złym, wręcz przeciwnie, jest czymś najlepszym, tak dobrym, że nie można tego sobie samemu uczynić:
„Dlaczegóż to nie godzi się odbierać sobie życia samemu? Ponieważ nie godzi się robić dobrze samemu sobie. [...] Bo to bogowie nas utrzymują, a my, ludzie, jesteśmy jedną z prywatnych własności bogów. A przecież ty sam, gdyby któraś z twoich prywatnych własności chciała sobie sama życie odbierać, mimo że ty byś nie dał znaku, że chcesz, aby umarła, gniewałbyś się na nią i gdybyś miał jakąś karę do wymierzenia, wymierzyłbyś ją?”.
Samo wyjście filozofa z jaskini do słońca jest śmiercią: „kiedy duszy nic z tych rzeczy oczu nie zasłania: ani słuch, ani wzrok, ani ból, ani rozkosz, kiedy się, ile możności, sama w sobie skupi, nie dbając wcale o ciało, kiedy, ile możności, wszelką wspólność, wszelki kontakt z ciałem zerwie, a sama ręce do bytu wyciągnie”. Choć bowiem „to bardzo niewiarogodnie ludziom brzmi, że gdy się dusza oddzieli od ciała, to jeszcze gdzieś jest”, jednak dopiero po oddzieleniu duszy od ciała „będę jasno wiedział, kiedy znajdę się tam”, w miejscu, „które jest ponad niebem”, którego:
„nie oddał nigdy żaden z poetów ziemskich w pieśni, ani go nigdy oddać nie zdoła. Miejsce to zajmuje nie ubrana w barwy, ani w kształty, ani w słowa istota istotnie istniejąca, którą sam jeden tylko rozum (nous), duszy kierownik, oglądać może. Naokoło niej świat przedmiotów prawdziwej wiedzy”.
Wtedy dusza dochodzi do rozpoznania, które jest zwieńczeniem samopoznania, iż, mówiąc słowami Arystotelesa, „dusza jest w jakiś sposób wszystkim, co istnieje”, dokonując powrotu do samej siebie, odkrywając:
„jedno rozciągnięte poprzez wielość oddzielonych od siebie rzeczy, obejmujące je od zewnątrz, przechodzące przez nie, łączące je w jedno, wyróżniające je i określające z każdej strony”.

### Polityka

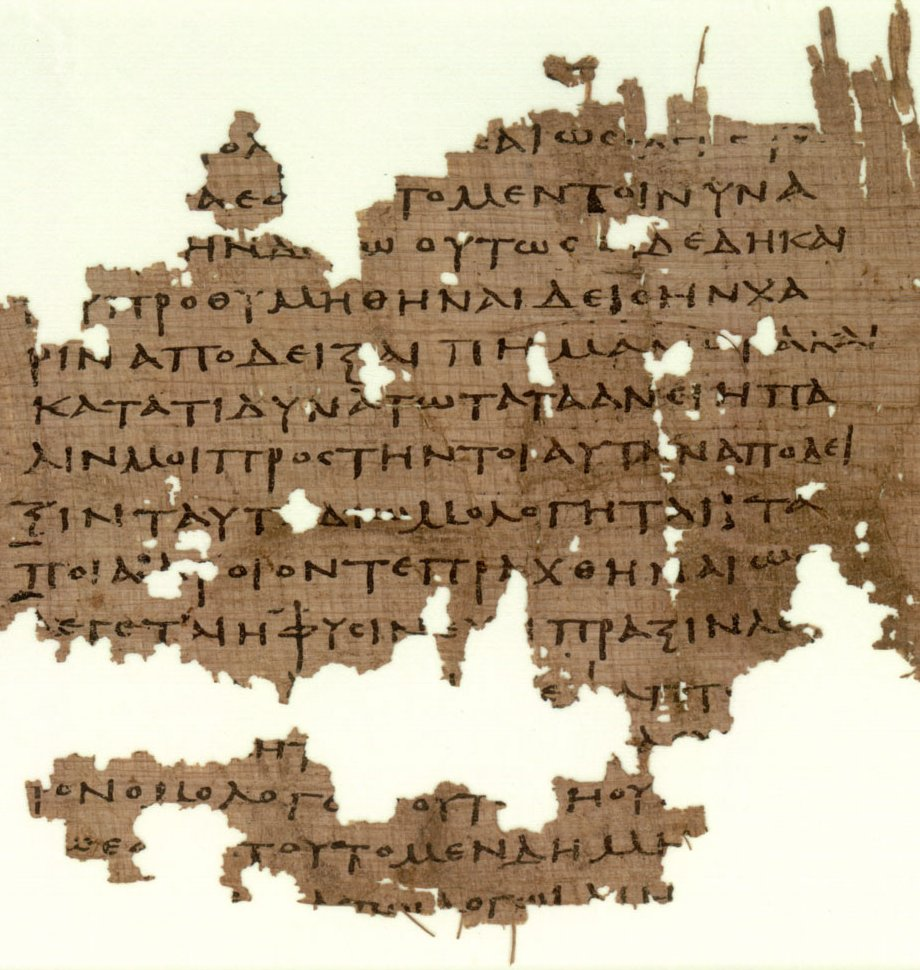
Papirus P.Oxy. 3679 z Oksyrynchos – fragment dialogu Państwo

Według Platona wzorcem prawdziwego polityka jest Sokrates, jest on wręcz „jedynym prawdziwym politykiem”. Polityka platońska jest więc swoistą antypolityką, co stanowi konsekwencję przemiany stosunku do świata i bliźnich wskutek zwrotu duszy, jaki na drodze dialektyki dokonuje się u filozofa. Filozof taki, jak mówi Platon w dialogu Państwo, nie będzie chciał uprawiać polityki rozumianej potocznie, a zatem trzeba go do tego skłonić, wyznaczyć karę, jeśli tego nie zrobi, albowiem skoro zna on dobro samo, argumentuje Sokrates, nie będzie on chciał być rządzony przez gorszych, toteż musi on ustanowić „państwo w duszy” zbudowane z logosu, to znaczy ukonstytuować ład rzeczywistości psychicznej w oparciu o dobro i prawdę jako zasad najwyższych. Dialog Państwo Platona jest próbą opisu takiego państwa. Wśród współczesnych badaczy toczą się spory o to, czy jest model ustroju państwa rzeczywistego, czy tylko ustroju wewnętrznego jednostkowej duszy, a także jaka jest relacja między nimi. Platon twierdzi, że opisywane przezeń państwo jest tylko metaforą doskonałego, tzn. sprawiedliwego państwa wewnętrznego, ludzkiej psychē, że chodzi mu o „dobry i piękny charakter, o wewnętrzną konstytucję duszy”, a przedstawiony przezeń model to tylko „państwo zbudowane w słowach”. Sam Platon nie pozostał odwróconym od świata polityki kontemplatykiem, lecz zaangażował się w działania polityczne w Syrakuzach na Sycylii, gdzie jednak nie odniósł powodzenia, a próba wcielenia w życie państwa filozofów zakończyła się porażką, doprowadzając niemalże do śmierci Platona, z czego szczegółowo zdaje sprawę w autobiograficznym Liście VII. Apolitycznej wykładni dialogu Państwo Platona przeczy jego wypowiedź na początku dialogu Timajos:
„A teraz posłuchajcie, jak się czułem usposobiony względem tego państwa, o którym rozprawialiśmy. Zdawało mi się, że jestem tak usposobiony, jak się czuje ten, który widząc w pewnym miejscu piękne zwierzęta, malowane czy żyjące, lecz w spoczynku, zapragnie widzieć je w ruchu, w jednej z tych walk, które zdają się odpowiadać ich ciałom; tak również ja się czuję względem państwa, o którym mówiliśmy. Chętnie bowiem słuchałbym [...] jak to państwo zachowuje się w walkach, które państwa prowadzą między sobą, [...] w działaniu, jak i w pertraktacjach z poszczególnymi państwami”.
W Sofiście z kolei Platon stwierdza, iż „nie tacy malowani, ale prawdziwi filozofowie, patrzą z góry, z wysoka, na to życie tutaj na dole [...] i raz zjawiają się jako politycy, raz jako sofiści, a zdarza się też, że mogą się komuś przedstawić jako skończeni obłąkańcy”. Filozof jest więc czymś więcej niż politykiem, stanowi swego rodzaju metafigurę, której oblicze może być również polityczne. W dialogu Państwo Platona zachodzi ścisła analogią między strukturą ustroju politycznego (państwa) a strukturą ustroju psychicznego (duszy), które mają strukturę trójdzielną. Allan Bloom przedstawia tę analogię tak oto:
„każda z części zapewnia odpowiednią motywację działaniom i ma właściwy sobie cel. Pożądliwość zmierza do przetrwania i wygody; duchowość do honoru, szczególnie w polityce; rozumność zaś do czystej wiedzy, czyli do kontemplacji bytu. Człowiekiem wykształconym jest ten, u którego wszystkie trzy elementy odpowiednio i całkowicie się rozwinęły, a także zostały harmonijnie zbalansowane, szczególnie pod względem ich oczywistego porządku hierarchicznego”.
Zachodzi jednak sprzężenie zwrotne, kształt całości ustroju jest efektem stosunków zachodzących między jego częściami, ale zarazem wpływa wtórnie na części składowe:
„poszczególne ustroje państwowe podsycają rozwój jednej części duszy kosztem pozostałych. Robią to przyznając władzę ludziom, których dominująca motywacja wywodzi się z jednej z owych części. Wpływają oni za sprawą swojej autorytarnej pozycji na edukację publiczną i promowane wzorce. Kształtując charakter życia publicznego, modyfikują oni pośrednio skłonności osób, na których wspiera się ustrój. W ten sposób konstytuowany jest ograniczony świat, którego horyzonty wykluczają lub zniekształcają inne możliwości w taki sposób, że przestają one stanowić realne alternatywy. Celem szkolnictwa wyższego – o ile ma ono po prostu kształcić człowieka, a nie dopasowywać do określonego czasu i miejsca – musi być przeciwdziałanie dominującej przywarze intelektualnej ustroju i pielęgnowanie tego, co usiłuje on zniszczyć”.
Paideia, w szczególności kształcenie myślenia krytycznego, dystansu wobec zastanego ładu świata i jaskini jako dziedziny cieni, w której „rządzą ci, co walki z sobą staczają o cienie i władzę, jak gdyby władza była jakimś wielkim dobrem”, jest więc centralnym elementem polityki platońskiej. Sytuacja filozofa, który odwrócił się od gry cieni, a następnie zdecydował się na powrót, czyli zaangażowanie polityczne, jest tragiczna: ci, do których wraca, „gdyby ich próbował wyzwalać i podprowadzać wyżej, to gdyby tylko mogli chwycić coś w garść i zabić go, na pewno by go zabili”.
Leo Strauss twierdzi, iż projekt platoński jest polityczny par excellence, a przy tym elitarystyczny i ezoteryczny, zaś zadaniem filozofa jest głoszenie „szlachetnego kłamstwa” (gennaion pseudos), tzn. utrzymywanie mas w nieświadomości po to, by trzymać w ryzach kierujący się niskimi popędami nieokiełznany motłoch, którego żadne działania pedagogiczno-oświatowe nie są w stanie wyciągnąć z umysłowej ciemnoty. Platoński filozof musi bowiem wbrew sobie dążyć do władzy, ażeby nie rządzili nim gorsi, choć zarazem naraża go to na wielkie niebezpieczeństwo. „Szlachetne kłamstwo” platońskiego filozofa jest więc zarazem zasłoną, która chroni go przed prześladowaniem, konieczną, by „nie sprowadzić na siebie zarzutu bezbożności” oraz „zażegnać grożące niebezpieczeństwo”. Tego rodzaju tzw. teologiczno-polityczna wykładnia ezoteryki platońskiej wiąże się z konstruktywizmem teologicznym i instrumentalnym wykorzystaniem konstruowanej ideologii na użytek władzy, która – wedle głoszonej ideologii – kieruje się dobrem, prawdą i sprawiedliwością. Ostatecznie jednak filozof wie, że prawo, które ustanawia, jest jego konstruktem, ustanawianym w imię dobra nomosem, który jest konieczny, albowiem samo prawo physis jest niewystarczające dla organizacji ustroju politycznego. Musi jednak powołać się na transcendentne źródło prawa, aby zamaskować swoją uzurpację. Platon nie jest zwolennikiem jedynowładztwa:
„Nie powinna Sycylia ani żadne państwo – głosi moje przekonanie – ulegać wszechwładztwu jakiegokolwiek człowieka, prawom podlegać winno jedynie”.
Temu, jakimi prawami winno się rządzić państwo, poświęcone są Prawa Platona. Traktują one o organizacji państwa, choć nie państwa doskonałego, opartego na przyjaźni i zamieszkałego przez bogów oraz bożych synów, lecz drugiego po nim (deutera politeia), najlepszego, jakie można stworzyć, mając przy tym to pierwsze nieustannie za wzorzec. Prawa są w nim konieczne właśnie przez ową niedoskonałość. Ich podstawową funkcją jest utrzymywanie obywateli w cnocie, pozwalającej im żyć w szczęściu, którego bez praw by nie zaznali. Ostatecznym celem życia politycznego, a zatem i państwa, jest wychowanie do cnoty. Państwo jest więc przede wszystkim instytucją pedagogiczną. Ponieważ władza państwowa naśladuje władzę boską, a warunkiem cnoty jest utrzymanie właściwej hierarchii, toteż bogom należy oddawać należną im cześć, zaś wiedza o nich jest najwyższą wiedzą i mądrością. Osnową ustroju, konieczną dla jego trwania, jest rada, której członkami mają zostać najlepsi, aby sprawować boskie rządy dzięki najwyższej wiedzy o ostatecznym celu państwa, któremu podporządkować należy wszystkie jego działania. Muszą zatem posiadać wiedzę o cnocie, jeżeli mają ją wdrażać swoim podwładnym, a także wiedzę o bogach, opierającą się na wiedzy o duszy, która „istniała zanim cokolwiek zrodziło się do życia, jest nieśmiertelna i rządzi wszystkimi ciałami”.
Idealne państwo polega na podziale zadań i tak jak trzem częściom duszy odpowiadają trzy cnoty, tak samo powinny odpowiadać im trzy stany społeczeństwa: stan uczonych (władców-filozofów) dbających o rozumne kierowanie państwem i umożliwiających prowadzenie przez pozostałych obywateli rozumnego i cnotliwego życia; stan strażników (wojskowych) dbających o wewnętrzne i zewnętrzne bezpieczeństwo państwa oraz stan żywicieli, zapewniających zaopatrzenie wspólnoty w potrzebne dobra materialne. Platon kładł ogromny nacisk na hierarchię społeczeństwa. Utożsamiał losy państwa z losem klasy rządzącej. Aby państwo było trwałe, potrzebna jest mu silna pozycja arystokracji. Osiągnąć ją należy przez swoisty kolektywizm. Jego istota polega na tym, że arystokraci muszą być względem siebie równi, aby nie zazdrościli sobie wzajemnie i nie dzielili się w ramach grupy. Każdy podział jest zmianą, a tej według Platona należy unikać. Głosił tzw. mit o krwi i ziemi, według którego ludzie z poszczególnych grup społecznych posiadają w sobie pewien metal. I tak filozofowie – złoto, strażnicy – żelazo, a żywiciele – brąz. Platon uważał, że klasa najwyższa musi pozostać „czysta”. Nie dopuszcza mieszania się różnych metali, ponieważ każda mieszanka jest zmianą i prowadzi do degeneracji.
Państwem powinni rządzić najmądrzejsi, a więc filozofowie, ponieważ jedynie oni posiadają prawdziwą wiedzę. Tylko oni potrafią odtworzyć w umyśle wizję idealnego państwa, do którego realizacji będą dążyć. Warto tu zaznaczyć istotną różnicę między tym, co przez miano filozofa rozumiał Sokrates i Platon. Dla Sokratesa filozof to osoba poszukująca wiedzy, dla Platona to dumny posiadacz wiedzy.
Nadrzędną wartością dla Platona jest sprawiedliwość. Aczkolwiek pojęcie to jest rozumiane całkiem inaczej niż to przez nas obecnie. Dla Platona najważniejsze było państwo i jego dobro. Wszystko, co prowadzi do dobra państwa, jest dobre. Nawet kłamstwo rządzących jest pozytywne, jeśli służy wyższemu celowi, czyli dobru państwa. Sprawiedliwe dla Platona jest to, aby każdy robił to, co do niego należy, aby oddawał każdemu to, co mu należne.
Podstawę państwowości stanowi wychowanie. Najzdolniejsi powinni kontynuować edukację przechodząc kolejne szczeble „wtajemniczenia” odpowiadające kolejnym etapom przypominania sobie świata idei. Stan filozofów powinien być produktem kształcenia oraz starannego doboru. Nauka ta obejmować powinna 10-letnie studia w zakresie matematyki, astronomii i teorii harmonii (muzyki), 5-letnie studia dialektyki oraz 15-letni okres praktycznej działalności politycznej. Dwa wyższe stany powinny całkowicie poświęcić się dobru wspólnoty, wyrzec egoizmu i własności prywatnej (także kobiet i dzieci). Platon nie chciał wtajemniczać zbyt młodych ludzi, ponieważ uważał, że mają zbyt wiele zapału i są skłonni reformom. A każda reforma jest zmianą, a więc czymś złym.
Platon przeprowadzał krytykę istniejących ustrojów państwowych. Jego zdaniem rządy najlepszych (arystokracja) wyradza się w rządy najdzielniejszych (timokrację), następnie w rządy bogatych (oligarchię), zmienionego w wyniku przewrotu przez demokrację, torującą drogę rządom jednostki (tyranii). Przejście od arystokracji do timokracji spowodowane jest niewiedzą strażników. Dalsza degeneracja powodowana jest już przez zepsucie moralne obywateli. Dopiero po doświadczeniu najgorszego ustroju obywatel jest w stanie dostrzec i docenić doskonałość arystokracji. Sam Platon bezskutecznie próbował wcielić w życie swoje idee na Sycylii. Następnie jego idee państwa stanowego stały się podstawą koncepcji średniowiecznych, w których filozofów zastąpili duchowni, a strażników – rycerze.

#### Krytyka modelu państwa Platona
Teoria polityki i model państwa Platona spotkały się z różnorodnym przyjęciem. Boecjusz, jego zdecydowany apologeta, pisał: „Przecież ty sama [Filozofio] własnymi usty uświęciłaś tę zasadę Platona: »Błogosławione się staną te rzeczypospolite, którymi albo będą rządzili miłośnicy mądrości, albo w których by tak się szczęśliwie złożyło, że ich władcy dążyć będą do umiłowania mądrości«”. Z kolei Cyceron twierdził, iż Platon stworzył:
„państwo raczej godne pożądania aniżeli rzeczywiście oczekiwane i bynajmniej nie takie, ażeby mogło istnieć, ale takie, iżby można było w nim dostrzec prawa rządzące zjawiskami politycznymi”.
Karl Marx uważał, że państwo opisane przez Platona wzorowane jest na modelu państwa egipskiego, co miał sparodiować Izokrates w dziele Busiris. Dwudziestowieczna krytyka, w szczególności wydane po II wojnie światowej dzieło Karla Poppera Społeczeństwo otwarte i jego wrogowie (1945), uznawała Platona za prekursora totalitaryzmu ze względu na postulowaną całkowitą reglamentację wszystkich aspektów życia. Hans-Georg Gadamer twierdzi, iż utopijne państwo Platona stanowi heurystyczną utopię, której nie należy wcielać w życie, ani nawet używać jako punktu odniesienia dla działań politycznych, gdyż jego celem jest wykazanie, w jaki sposób zorganizowane byłoby państwo zbudowane w oparciu o takie założenia teoretyczne jak nadrzędna rola pierwszej zasady (dobra). Podobnie twierdzi lewicowy intelektualista Nicola Chiaromonte:
„Żadna rzeczywistość nie byłaby bardziej potworna i groteskowa niż praktyczna realizacja państwa Platona”.
Zdaniem Karla Poppera Platon zdradził swego nauczyciela Sokratesa, który wyznawał humanitarne i demokratyczne ideały. Platon, zdaniem Poppera, traktuje klasę robotniczą niczym pozbawione podmiotowości bydło, co wiąże się z platońskim pojmowaniem sprawiedliwości jako czynienia tego, co do każdego należy.
Argumenty Poppera spotkały się z krytyką Leo Straussa i Erica Voegelina, którego zdaniem Popper jest:
„pozbawionym filozoficznego obycia, prymitywnym ideologicznym warchołem, tak iż nie jest w stanie nawet w przybliżeniu poprawnie zreferować treści jednej strony Platona. Czytanie jest dla niego stratą czasu; brakuje mu wiedzy, by zrozumieć autora, którego czyta”.
Zdaniem Straussa państwo Platona nie jest modelem doskonałego państwa, lecz ćwiczeniem dialektycznym dla młodzieńców, na co wskazują sprzeczności w modelu „miasta zbudowanego ze słów”, zastosowanie ironii sokratejskiej oraz alegorezy. Strauss powołuje się na Cycerona, twierdząc, że:
„dzieło Platona nie ukazuje najlepszego ustroju – przybliża raczej naturę tego, co polityczne – naturę miasta”.
Państwo Platona, zdaniem Straussa, nie jest czymś naturalnym, lecz ludzkim wytworem możliwym wyłącznie „dzięki abstrahowaniu od erosa”. W 1978 roku odbyła się dyskusja panelowa z udziałem Allana Blooma, Hansa-Georga Gadamera, Erica Voegelina i Fredericka Lawrence’a na temat Państwa Platona. Simon Blackburn wydał w 2006 roku „biografię” Państwa Platona.

### Fizyka

#### Timajos. Kosmos i Dusza

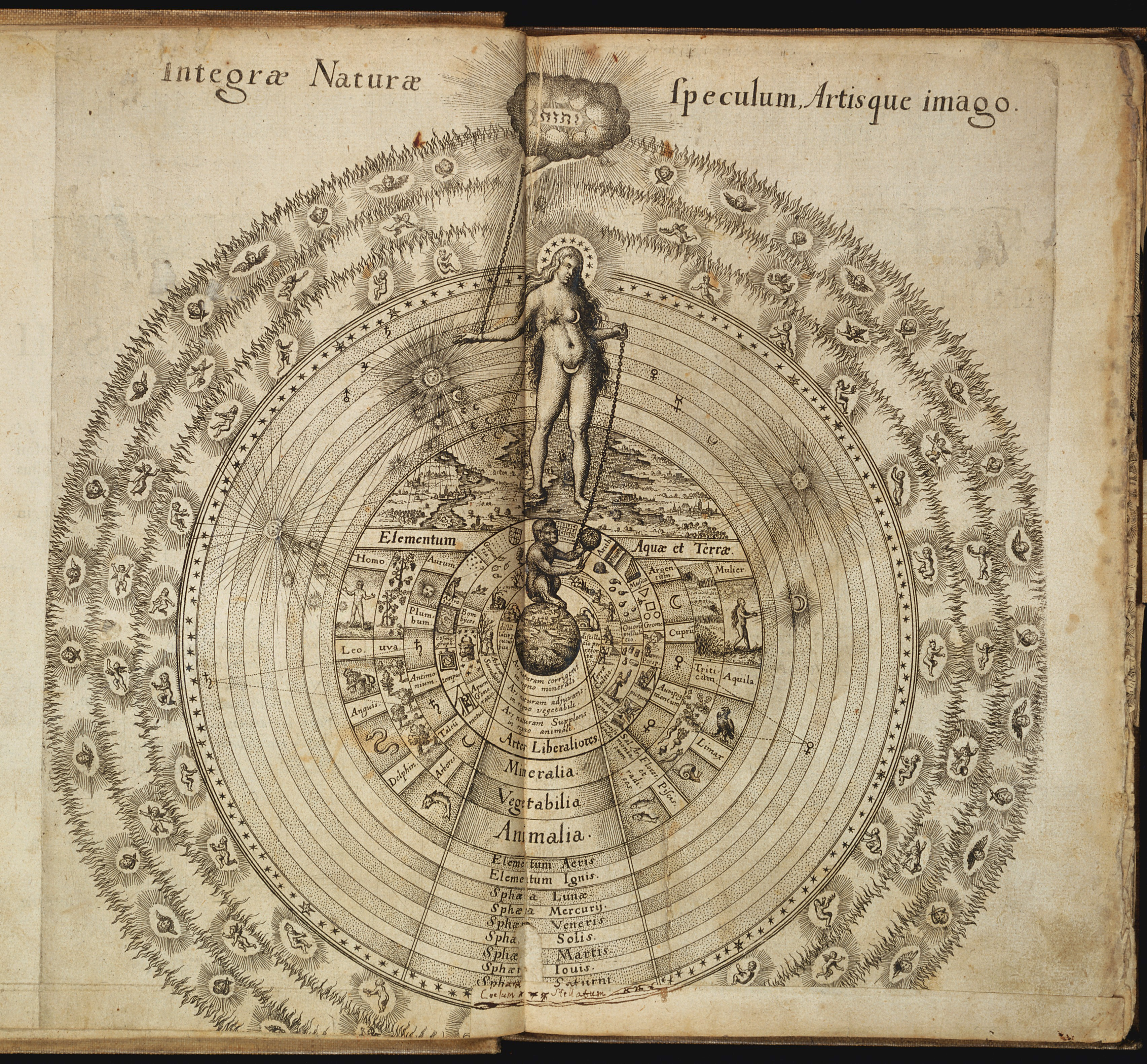
Dusza kosmiczna – XVII-wieczna rycina.
Robert Fludd, Utriusque cosmi maioris scilicet et minoris metaphysica, physica atqve technica historia (1617–1618)

Zasadniczy wykład kosmologii Platona znajduje się w dialogu Timajos, który traktuje „o naturze wszechrzeczy” (peri physeos tou pantos). Aspekt dramatyczny jest w Timajosie bardzo osłabiony; dzieło ma raczej charakter traktatu, a jego zasadniczą część stanowi mowa tytułowego bohatera, pitagorejczyka z Lokroj. Porządek wywodu zapowiada Kritias:
„Zdecydowaliśmy, żeby Timajos przemawiał pierwszy, zaczynając od pochodzenia kosmosu, a kończąc na naturze ludzkiej, bo on jest najlepszym astronomem spośród nas i najwięcej włożył trudu, aby zgłębić naturę świata”.
Powstanie kosmosu opisuje Platon słowami mitu, którego centralną figurę stanowi (s)twórca – demiurg, określany także mianem dobrego boga (theos agathos). Przynależne mu dobro staje się udziałem świata poprzez jego dobroczynną stwórczą działalność:
„Próbujmy wytłumaczyć, dlaczego Stwórca sprawił, że i ten świat się narodził. Odpowiadamy: był dobry! A kto jest dobry, nie odczuwa nigdy żadnej zazdrości wobec nikogo. Wolny zatem od niej bardzo pragnął, aby wszystko było, ile możności, podobne do niego. Jeśli ktoś przyjmuje od mądrych ludzi to zdanie za główną przyczynę powstania świata, postępuje bardzo rozumnie. Ponieważ Bóg chciał, aby wszystko było dobre, a nie było żadnego zła, o ile to możliwe, dlatego ujął cały zasób rzeczy widzialnych, które nie były w stanie pokoju, lecz w bezwładnym i chaotycznym ruchu, i wyprowadził je z nieporządku do porządku, bo uważał, że porządek jest bez porównania cenniejszy od nieporządku. Otóż nie było ani wówczas, ani kiedykolwiek dozwolone, aby najlepsza istota robiła coś, co nie jest najpiękniejsze. Po zastanowieniu się zauważył, że spośród rzeczy naturalnie widzialnych, rozpatrywanych w swej całości żadna rzecz pozbawiona rozumu nie może nigdy być piękniejsza od tej, która jest obdarzona rozumem; i że, z drugiej strony, jest niemożliwe, aby jakaś rzecz mogła mieć rozum bez duszy. Pod wpływem tej refleksji utworzył świat, łącząc rozum z duszą, a duszę z ciałem, aby dzieło przez niego dokonane było naturalnie najpiękniejsze i możliwie najlepsze. Konsekwentnie zatem w myśl rozumowania prawdopodobnego należy powiedzieć, że ten świat żyje, jest obdarzony duszą i rozumem, jest zrodzony przez Opatrzność Boga”.
Przytoczony fragment, przynależący do początkowych partii dialogu, zawiera podstawy kosmologii, które zostaną rozwinięte w dalszych partiach. Mityczny demiurg przekształca nieporządek (ataksia) w ład (taksis) dzięki swej opatrzności (pronoia). Uporządkowany zmysłowy świat – kosmos – jest obdarzonym umysłem i duszą żywym stworzeniem (dzoon empsychon ennoun). Kosmos stanowi odwzorowanie doskonałej i najpiękniejszej istoty żywej – Pierwowzoru (paradeigma). Ściślej rzecz biorąc, kosmos jest stworzony na podobieństwo owego Pierwowzoru, a jego stworzenie – zapośredniczane przez demiurga, który przez Francisa Cornforda uważany jest za symbol przynależący narracji mitologicznej, który dopiero w późniejszej tradycji medio- i neoplatońskiej urasta do rangi protoplasty monoteistycznego Boga-Stwórcy. Przedmiotem owego procesu – kształtowania kosmosu – nie jest jednak sam kosmos, ale nieuporządkowany wszechbyt, któremu stwórca zadaje ład – takie jest bowiem źródłowe znaczenie słowa kosmos (porządek, ozdoba).
Osobiście stwarza demiurg jedynie Duszę, bóstwa-współrządców oraz indywidualne dusze ludzkie. Reszta kosmosu zostaje stworzona pośrednio, przede wszystkim za sprawą nieśmiertelnej Duszy (w literaturze często określanym mianem „duszy świata” – Platon nazywa ją jednak po prostu psychē). Powstanie Duszy, zasady wszelkiego ruchu, jest opisane w Timajosie 34c–37c. Platon opisuje dialektyczne powstanie budulca Duszy:
„(...) bóg utworzył duszę jako pierwszą i starszą od ciała, i ze względu na pochodzenie jej i na dzielność jako panią, która władać miała nad tym, co jej poddane, a utworzył ją z tych pierwiastków i w ten sposób.
Z istoty niepodzielnej i zawsze jednakiej, i z podzielnej, która powstaje w ciałach, zmieszał trzeci rodzaj istoty, pośredniej pomiędzy tamtymi obiema; ona ma zarazem naturę tego, co zawsze jest tym samym i tego drugiego również. W ten sposób postawił ją pośrodku pomiędzy tym co niepodzielne i tym, co się dzieli na ciała. Wziął tedy te trzy istoty i zmieszał je wszystkie w jedną postać. Ta druga natura nie chciała się dać zmieszać z tym, co zawsze jest tym samym, więc spoił je gwałtem”.
Dusza stanowi więc zmieszanie przeciwieństw. Najpierw demiurg łączy istotę niepodzielną i zawsze taką samą z podzielną i powstającą z ciał. W ten sposób uzyskuje trzecią postać, stanowiącą zmieszanie i zjednoczenie wspomnianych przeciwieństw. Następnie wszystkie trzy postacie – przeciwieństwa i ich synteza – zostają zmieszanie w jedną ideę, która stanowi właściwy budulec Duszy. Następnie opisuje Platon geometryczne właściwości Duszy – posiada ona dynamiczną strukturę, na którą składają się dwa obracające się kręgi – zewnętrzny krąg tego samego i wewnętrzny krąg nietożsamego. Zewnętrzny krąg jest jednolity, podczas gdy krąg wewnętrzny składa się z siedmiu mniejszych kręgów. Ze względu na ową jedność, krąg zewnętrzny jest uważany za doskonalszy od wewnętrznego. Po opisie geometrii Duszy następuje omówienie związków ruchu Duszy z ludzkim poznaniem, a więc procesem, w którym poszczególne dusze jednostkowe rozpoznają swoje pokrewieństwo z Duszą kosmiczną.

#### Dusza ludzka wTimajosiei wPaństwie

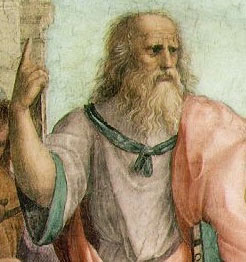
Portret imaginacyjny Platona – fragment fresku Szkoła Ateńska Rafaela Santiego

Wedle Platona nieśmiertelna dusza ludzka składa się z trzech części: rozumnej (to logistikon), mężnej (to thymoeides) i pożądliwej (to epithymetikon). Wspomniany trójpodział przedstawia Platon w dialogu Państwo, od razu wpisując go w problematykę polityczno-społeczną. Trzem poziomom duszy odpowiadają trzy rodzaje ludzi – miłujących mądrość, miłujących chwałę i miłujących zysk. Społeczeństwo projektowanego przez dyskutantów miasta Kallipolis ma się w zamierzeniu składać z trzech odpowiadających tym trzem rodzajom ludzi kast: władców, żołnierzy oraz rzemieślników i kupców. Sprawiedliwość jest rozumiana jako stan równowagi między trzema elementami, którzy odpowiadają trzem cnotom kardynalnym – mądrości, męstwu i roztropności.
„– Więc proszę cię – odpowiedziałem – słuchaj, czy ja mówię do rzeczy. To, cośmy na samym początku, przy zakładaniu miasta, przyjęli jako postulat bezwzględny, to właśnie – albo coś w tym rodzaju – jest sprawiedliwością, według mego zdania. A to przyjęliśmy przecież i częstośmy to mówili, jeżeli pamiętasz: że każdy obywatel powinien się zajmować czymś jednym, tym, do czego by miał największe dyspozycje wrodzone (...). I że robić swoje, a nie bawić się i tym, i owym, to jest sprawiedliwość, tośmy i od wielu innych słyszeli, i samiśmy to niejeden raz powiedzieli. (...) Więc (...) to właśnie dokonywane w pewnym sposobie, to gotowa być sprawiedliwość – robić swoje. A wiesz, na jakim się opieram świadectwie? (...) Zdaje mi się (...) że spośród tych rzeczy, któreśmy w państwie pod uwagę brali, po rozwadze, męstwie i mądrości zostało jeszcze to, co im wszystkim umożliwiało zakorzenienie się, a zakorzenionym zapewniało utrzymanie się, jak długo by trwało samo. Mówiliśmy przecież, że sprawiedliwością będzie to, co pozostanie po tamtych, gdybyśmy te trzy znaleźli”.
Tak zarysowana psychologia pozostaje w ścisłym związku nie tylko z polityką, ale także z kosmologią. Przedstawioną w Timajosie psychogenezę wieńczy bowiem powiązanie ludzkiego poznania z ruchem dwóch obracających się kręgów Duszy kosmicznej, w której uczestniczy jednostkowa dusza:
„A myśl staje się prawdziwa w obu wypadkach zarówno: jeżeli dotyczy tego drugiego i jeśli dotyczy tego, co identyczne z samym sobą; myśl biegnie w tym, co porusza samo siebie, a biegnie bez dźwięku i bez hałasu. I kiedy myśl dotyczy czegoś, co spostrzegalne, i to drugie koło równo biegnie i o swym ruchu donosi po całej duszy, wtedy powstają mniemania i wierzenia mocne i prawdziwe. A kiedy się myśl odnosi do przedmiotów myśli, a dobry bieg koła tożsamościowego potrafi to wskazać, wtedy się z konieczności dokonywa praca umysłu i powstaje wiedza. Gdyby ktoś powiedział, że umysł i wiedza tkwią w jakimkolwiek innym przedmiocie, a nie w duszy, ten wszystko inne raczej powie, niźli prawdę”.
Działanie epistemologiczne jednostki jest więc powiązane z harmonią w Duszy kosmicznej – prawidłowe postrzeżenie tego, co zmysłowe skutkuje tym, że krąg tego, co różne, toczy się równo. Analogicznie opisuje Platon rozumowanie dotyczącego tego, co należy do sfery czystej myśli – wiąże się ono z harmonijnym ruchem kręgu tego, co tożsame. Tak głębokie powiązanie ludzkiej rozumności z Duszą kosmiczną wydaje się uzasadnione tym, że posiadają wspólny budulec, będący owocem dialektycznej psychogenezy z Timajosa.

#### Nauki przyrodnicze i matematyka
Narracja mitologiczna urywa się w połowie Timajosa, by nieoczekiwanie ustąpić rozważaniom teoretycznym kładącym podwaliny pod uprawiane i rozwijane po dziś dzień nauki przyrodnicze oparte na aparacie matematycznym. Znawcy filozofii Platona twierdzą, że przełom ów wiąże się z rozpoznaniem faktu, że kosmosem rządzą dwa pryncypia – Rozum (nous) i Konieczność (ananke), która ulega „rozumnemu nakłanianiu”. Pierwsza część dialogu, skupiona wokół mitycznej postaci demiurga, koncentrowała się wyłącznie na działalności Rozumu, ignorując Konieczność. Rozpoznanie Konieczności jako przeciwważącego Rozum światotwórczego pryncypium splata się z pojawieniem się pojęcia chora. Chociaż pierwsze pojęcie materii sensu stricto (hyle) pojawiło się dopiero u Arystotelesa, platońska chora bez wątpienia stanowi jego prefigurację. Samo słowo chora oznacza w ówczesnej grece przynależną polis ziemię znajdującą się poza jego ścisłymi granicami. Chora jest określana przy użyciu kolejnych metafor: „schronu dla tego wszystkiego, co się rodzi” (pases geneseos hypodoche) i „piastunki” bądź „żywicielki” (tithene) „tego, co się rodzi, zwilżonej i rozpalonej”, które mają dotyczyć pewnej „rzeczy niewidzialnej, nie posiadającej formy, przyjmującej wszystko, uczestniczącej w tym, co się daje pojąć rozumem, w sposób bardzo ciemny i trudny do zrozumienia”. Zainteresowanie pojęciem chora wzmogło się szczególnie od czasu publikacji znanego komentarza Jacques’a Derridy; bywa ono interpretowane jako odnoszące się do materii, przestrzeni, materii identycznej z przestrzenią, a także – ze względu na swe niemal wyłącznie negatywne charakterystyki – jako Radykalnie Inne, tout autre, które przyjmuje wszystkie charakterystyki, nie przybierając zarazem żadnej postaci.
Następnie Platon formułuje teorię elementów pierwotnych. Czerpiąc z tradycji przyrodoznawstwa jońskiego oraz pitagoreizmu, Platon tworzy podwaliny pod matematyczny opis świata fizycznego. Choć już Pitagorejczycy powiązali matematykę z kosmologią, to dopiero u Platona możliwe było oddzielenie aparatu matematycznego od przedmiotu, do którego został on zastosowany, a to za sprawą różnicy ontologicznej między bytem (to on) a stawaniem się (genesis) – a zatem między ideami a zmysłowością, między tym, co matematycz, a tym, co przyrodnicze. Każdemu z pięciu elementów przysługuje odrębny wielościan foremny, tzw. bryła platońska, której swoistość zasadza się na możliwości jej konstrukcji z odpowiednio połączonych ze sobą trójkątów równobocznych oraz kwadratów. Platon korzysta tu także z atomizmu – konstrukcja geometryczna wielościanu ma być bowiem kształtem atomów danego pierwiastka. Atomy ognia są czworościanami, ziemi – sześcianami, powietrza – ośmiościanami, wody zaś – dwudziestościanami. Piąty element, któremu odpowiada dwunastościan – ostatni z pięciu wielościanów foremnych – miał zostać użyty przez (s)twórcę do „wymalowania wszechświata”. Arystoteles nazwał piąty element eterem.
|                                  |                       |                                     |                                     |                                       |
| Czworościan foremny (atom ognia) | Sześcian (atom ziemi) | Ośmiościan foremny (atom powietrza) | Dwudziestościan foremny (atom wody) | Dwunastościan foremny (piąty element) |

### Muzyka
Platon w Państwie określa muzykę jako służbę Muzom. W Fedonie zaś mówi, iż „filozofia to największa służba Muzom”. W dialogach Platona muzyka rozważana jest na kilku poziomach: technicznym, praktycznym, teoretycznym i duchowym. W Fedonie pojawia się rozróżnienie między „muzyką popularną” (mousike demodes) i „muzyką absolutną” (megiste mousike), gdzie druga utożsamiana jest z filozofią. Na podobieństwo między uprawianiem muzyki i filozofii Platon wskazuje w Uczcie, porównując działalność Marsjasza i Sokratesa.
W muzyce słyszalnej Platon wyróżnia: harmonię, rytm i słowo (logos). Empiryczna teoria muzyki dyskutowana jest w dialogu Państwo (ks. III) w kontekście jej społeczno-wychowawczego wpływu. Platon nawiązuje do koncepcji ethosu muzycznego autorstwa Damona, zgodnie z którą każdej skali muzycznej odpowiadał określony stan duszy. Filozof dopuszczał dwie (z prawdopodobnie siedmiu) tonacje muzyczne: dorycką („męską, energiczną”) i frygijską („prosząca, perswadującą”). Miały one wywierać pozytywne afekty, w odróżnieniu od modusów, które brzmiały „płaczliwie”, „pijacko” lub zbyt nisko – takich jak skale jońskie i lidyjskie (od dźwięku f) oraz skale miksolidyjskie (od dźwięku h) i syntonolidyjskie. W kwestii rytmu również zalecał zachowawczość, twierdząc, że „trzeba się wystrzegać przełomów i nowości w muzyce, bo to w ogóle rzecz niebezpieczna. Nigdy nie zmienia się styl w muzyce bez przewrotu w zasadniczych sprawach politycznych”. W przekonaniu Platona, harmonia i rytm najbardziej oddziaływały na duszę, dlatego „służbę Muzom” uznawał za najlepsze wychowanie. Platon przypisywał muzyce funkcję wychowawczą, także propedeutyczną. Muzyka w dialogu Państwo, to działalność należąca do paidei, rozumiana nie tylko jako wychowanie obywateli, również jako proces kształcenia dialektyków. W skład wychowania przygotowawczego przyszłych filozofów wchodziły: arytmetyka, geometria, astronomia i muzyka. Przy czym w szczególny sposób podkreślany był związek astronomii i muzyki:
„Bodaj że tak, jak oczy zostały zbudowane dla astronomii, ciągnąłem – to znowu uszy są zbudowane dla ruchu harmonicznego i te dwie gałęzie nauki są jak dwie siostry, jak mówią pitagorejczycy, a my się z nimi zgadzamy, Glaukonie”.
Myśl Platona wywarła wpływ na poglądy św. Augustyna i Boecjusza. Obaj podkreślali ścisły związek między naukami matematycznymi a muzyką. Boecjuszowi przypisuje się włączenie muzyki do sformułowanego przez siebie kanonu sztuk wyzwolonych, w którym stanowiła ona element quadrivium. Muzykę jako środek dyscyplinujący emocjonalność i służący podtrzymywaniu więzi społecznych pojmowali m.in. twórcy renesansowych utopii literackich Thomas More i Tommaso Campanella.

### Erotyka
Żaden filozof nie miał więcej niż Platon do powiedzenia o miłości, twierdzi Charles Kahn. Filozofią miłości Platon zajmuje się głównie w dwóch dialogach – pochodzących z tzw. dojrzałej epoki jego twórczości – a mianowicie w „Uczcie” i „Fajdrosie” . Podstawowy kontekst społeczny platońskiej erotologii stanowi homoseksualizm i pederastia. Pederastia w starożytnych Atenach była silnie nacechowana politycznie i pedagogicznie, a niektórzy badacze uważa ją wręcz za jedną z fundamentalnych relacji społecznych umożliwiającą zachować międzypokoleniową wspólnotę elit politycznych. W przeciwieństwie do pederastii, stosunki homoseksualne między mężczyznami o równym statusie społecznym, choć powszechne, były uznawane za wysoce problematyczne i spotykały się z napiętnowaniem. Kobiety ateńskie pozbawione były praw obywatelskich i cieszyły się niższą pozycją społeczną i kulturalną; stąd wszelkie stosunki heteroseksualne ceniono z zasady niżej niż homoseksualne, przypisując im na ogół wymiar jedynie higieniczny i prokreacyjny.

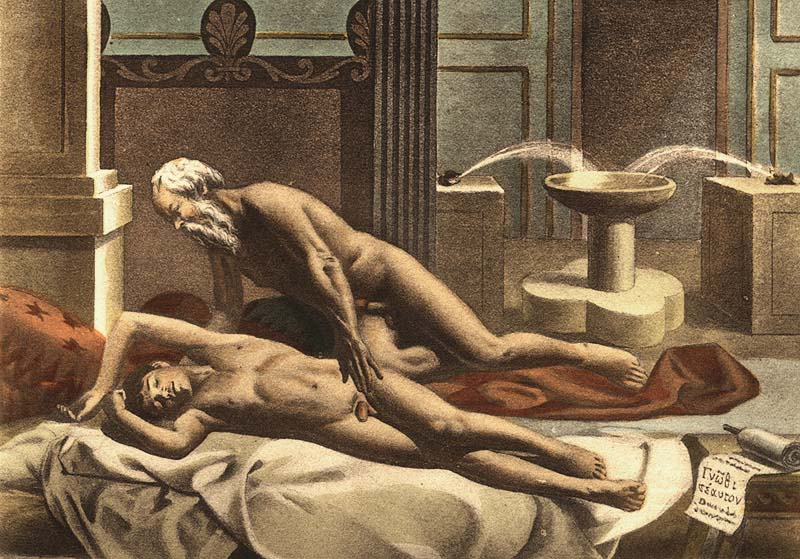
Édouard-Henri Avril, Marzenie Alkibiadesa (ok. 1860), ilustracja do „De Figuris Veneris” Friedricha Karla Forberga. Scena z Uczty Platona.

Współczesny idiom „miłość platoniczna” oznacza miłość czystą, niecielesną, idealną i pozbawioną zmysłowego spełnienia. Jednak co najmniej od czasu platoników renesansowych w kulturze europejskiej istnieje świadomość głębokiej problematyczności i złożoności erotologii platońskiej, której recepcja była szczególnie utrudniona jaskrawymi różnicami kulturowymi między światem Starożytnych Greków a chrześcijańską i postchrześcijańską Europą. Głoszony przez Platona filozoficzny sposób życia nie jest ascezą ani celibatem. W Fajdrosie Sokrates mówi, iż „nigdzie nie jest napisane, żeby się tylko źli ludzie musieli do siebie zbliżać, a ludzie dzielni nie mogli”. Sam Sokrates miał żonę Ksantypę, zaś do jego kochanków mieli należeć Arystodem, Apollodor, Agaton i Alkibiades oraz – wedle niektórych przekazów – Aspazja, stanowiąca pierwowzór dla opisanej przez Platona w Uczcie postaci Diotymy. Platon nazywa uczniów Sokratesa jego kochankami, np. w Uczcie Apollodor jest nazwany „najbardziej oddanym z kochanków Sokratesa”. Nie musi to jednak oznaczać relacji pederastycznej. Platon twierdzi wprawdzie, iż nie ma większego dobra dla młodzieńca „młodzieńca niż dobry kochanek (erastes) od najwcześniejszej młodości”, a „tym, co powinno prowadzić człowieka przez życie” jest Eros. Jednak postać Sokratesa pokazana jest w Uczcie przewrotnie, z aktywnej figury kochającego (erastes) przeistacza się on w bierną postać ukochanego (eromenos), odtrącając zaloty Charmidesa, Eutydema i Alkibiadesa, „których najpierw uwodził jako kochanek, aby ostatecznie okazać się ukochanym”, przedkładając nad tego ostatniego osobę Agatona, co może symbolizować zwrócenie się przez Sokratesa ku dobru samemu (gr. agathon). Jeśli chodzi o samego Platona, zachowały się przypisywane mu epigramaty miłosne kierowane do adresatów takich jak Agaton, Aster, Aleksis, Fajdros, a także do hetery Archeanassy oraz do Ksantypy. Arystyp z Cyreny w dziele O rozwiązłości starożytnych twierdzi, że Platon miał romans z położną Ksantypą zanim jeszcze została ona żoną Sokratesa. Ficino twierdzi wprawdzie, iż Platon żył w celibacie, a legendę o jego życiu erotycznym sfabrykował Arystyp, który zmyślił „wyuzdane pieśni do nierządnic i chłopców po to, by nieprawdziwym przykładem wielkich filozofów samemu sobie zapewnić swobodę występku”. Wszelako Walter Pater uważa, iż:
„Ten, który w Symposium opisuje tak żywo ścieżkę, czy drabinę miłości, musiał to wszystko znać – to wszystko, ta erotika [erotykę] – musiał niewątpliwie znać wszystkie obyczaje kochanków w dosłownem tego wyrazu znaczeniu. [...] W ten sposób właściwości osobistego obcowania formują jego pojęcie o niewidzialnym świecie idei. [...] Więc w tem mamy szukać tajemnicy [...] Platona: Platon jest kochankiem.”
W Prawach Platon problematyzuje stosunki seksualne z punktu widzenia prawodawstwa projektowanego w dialogu państwa. Probierzem określającym etyczno-społeczny charakter stosunku jest wstyd i ukrycie:
Robienie zatem takich rzeczy w ukryciu niech będzie u nich czymś pięknym, zwyczajem wprowadzonym przez nawyk i niespisane prawo, a robienie tych rzeczy nie w ukryciu – szpetnym, jednakże nie tak, żeby w ogóle tego nie robić.

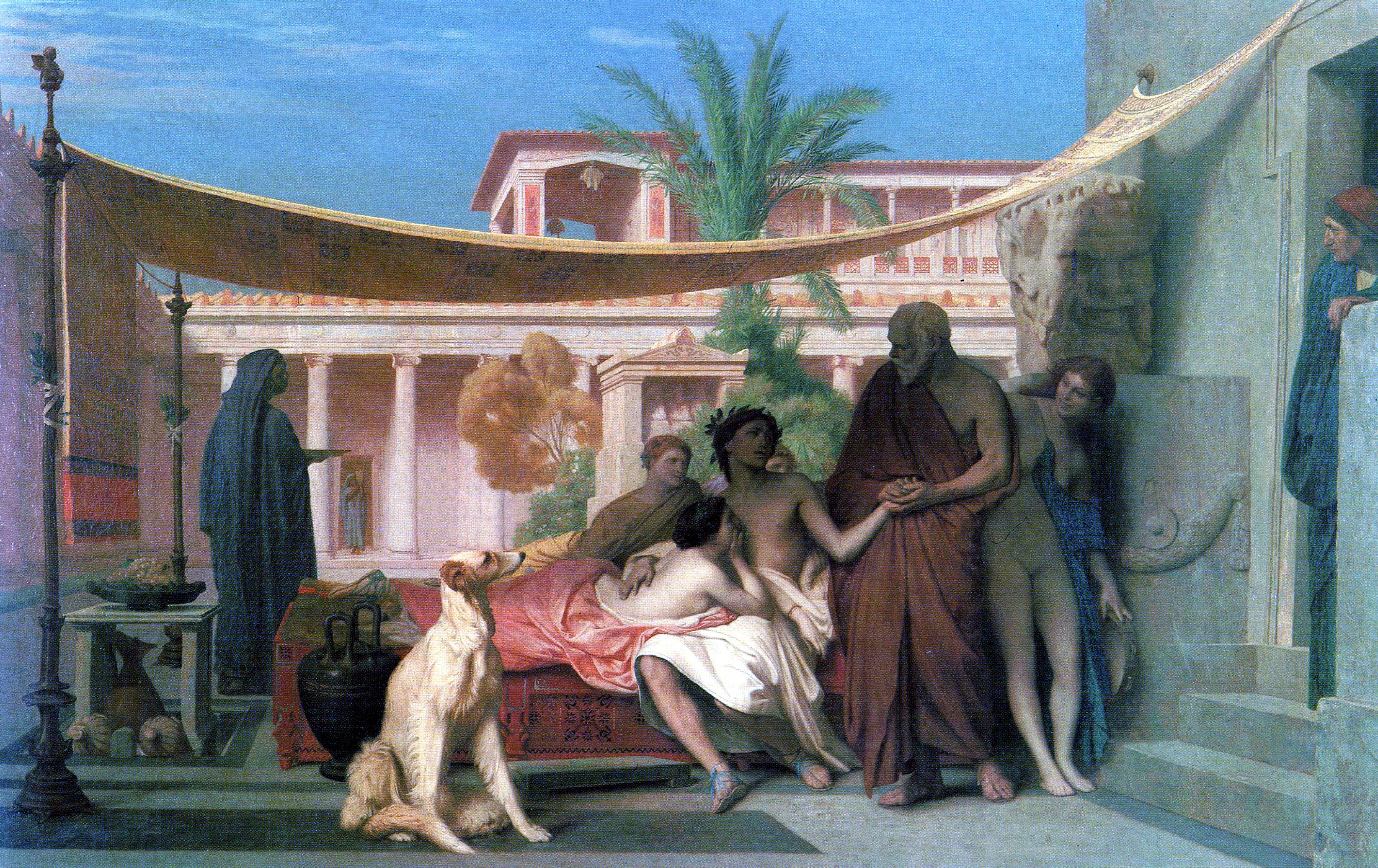
Jean-Léon Gérôme (1824–1904): Sokrates szukający Alkibiadesa w domu Aspazji, 1861

„Uczta” Platona opisuje sympozjon (gr. wspólne picie), a więc centralną praktyką greckiego życia towarzyskiego, następującą po wspólnym posiłku. Zgromadzeni mężczyźni wypowiadają mowy pochwalne na cześć Erosa w ramach prywatnego konkursu retorycznego, jednej z typowych rozrywek ówczesnych elit; ostatni przemawia Sokrates. Przedmówcy Sokratesa opisują 1) etyczno-polityczny, 2) kosmiczny i 3) henologiczny aspekt Erosa. Doświadczenie erotyczne okazuje się 1) drogą formacji etycznej, nauką rozróżniania dobra od zła i praktykowania cnoty (aretē); Eros jest opisany także jako 2) kosmiczna siła przenikająca całość przyrody. Arystofanes przedstawia słynny mit androgyna, opisujący ciała ludzkie jako połowice dawnych potężnych istot, grożących samym bogom olimpijskim, i dlatego rozciętym na dwoje. Erosa definiuje jako 3) powszechny popęd do uzupełnienia siebie i do całości – do utraconej pierwotnej jedności (to hen). Eros jest określony jako „jedno różniące się samo w sobie, zarazem się z sobą zgadzając”, co wydaje się zaczątkiem późniejszej henologii – nauki o jednym, rozwiniętej w Sofiście i Parmenidesie. Eros okazuje się więc figurą najwyższej zasady, nazywanej również przez Platona jednością i dobrem.
Sokrates, rozpoczynając swą mowę, podkreśla relacyjny aspekt Erosa, konieczność jego nakierowania na konkretny obiekt. Następnie przywołuje rozmowę z Diotymą, tajemniczą kapłanką z Mantinei, wtajemniczającej go w misteria Erosa. Literacki kontekst rozmowy z Diotymą, szczególnie użyta terminologia, świadczy o świadomym nawiązaniu do misteriów eleuzyńskich. Diotyma – jedyna kobieta zabierająca głos na kartach dialogów Platona – opisuje Erosa jako daimona, pośrednika między ludźmi a bogami, któremu na płaszczyźnie epistemologicznej odpowiada pośrednia rola mniemania między niewiedzą a wiedzą. Erosa cechuje dialektyczny charakter – zostaje zmitologizowany jako syn Dostatku i Biedy, zawsze coś już posiadający i zawsze czegoś jeszcze szukający, jako tułacz – wiecznie niezaspokojony, wciąż tracący to, co zdobywa. Jego funkcją jest zapładnianie tego, co piękne. W tym momencie rozpoczyna się kluczowe dla erotyki platońskiej powiązanie Erosa z teorią idei: Eros najpierw zwraca się ku pięknu w ciałach, potem ku pięknym czynom, pięknym naukom, a na koniec ku pięknu samemu – idei. Wiecznie niezaspokojony Eros, utożsamiony z filozofem, okazuje się czystym popędem ku wieczności i nieśmiertelności, wiodącym ku oglądowi idei „kochankiem bogów”.

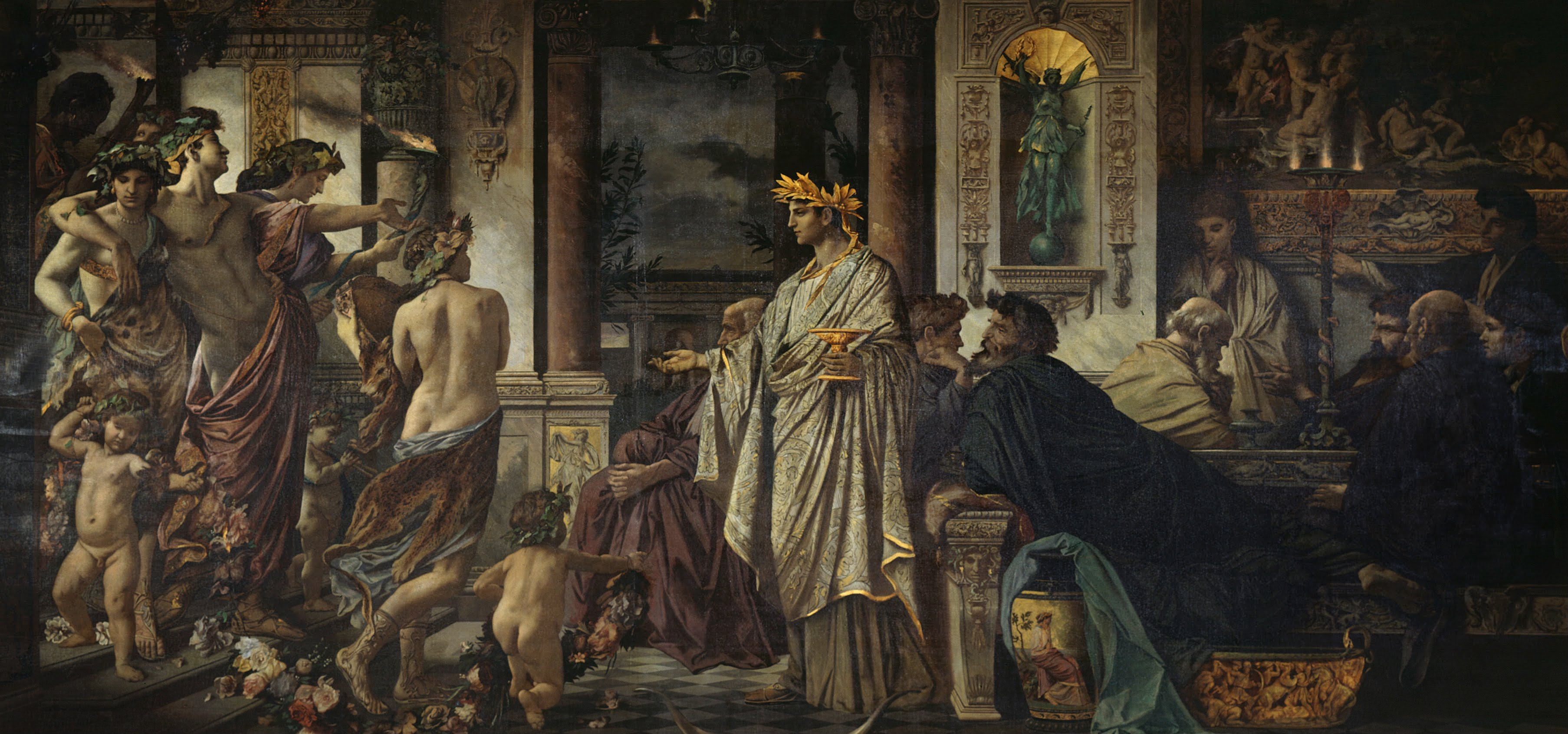
Anselm Feuerbach, Uczta (1874). Przybycie upojonego Alkibiadesa z towarzyszącym mu orszakiem.

Po mowie Sokratesa na sympozjon przybywa nieoczekiwanie pijany Alkibiades, jego młody kochanek, ambitny polityk i mówca, i wygłasza ostatnią, dodatkową mowę, w której chwali nie Erosa, a Sokratesa – jego powściągliwość, panowanie nad sobą, a także niewzruszoną odwagę na polu bitwy pod Potidają. Sokrates, opisany przez niego jako najbardziej erotyczny, miał odrzucić jego zaloty, odpowiadając: „zastanówmy się, co dla nas dobre, i tak następnie uczyńmy”. Nie rozstrzyga jednak, co ostatecznie miałoby być dobre.
Mowa Alkibiadesa stanowi jeden z głównych argumentów przeciwko interpretacji erotyki platońskiej jako radykalnie abstrahującej od cielesności i seksualności. Opisana przez Diotymę erotyczna inicjacja w teorię idei stanowi natomiast prefigurację mitu jaskini z dialogu Państwo – ruchu wyjścia ku Słońcu, po którym musi nastąpić powrót, będący odpowiednikiem dialektycznej syntezy. W dynamice „Uczty” znamieniem owego powrotu jest właśnie mowa Alkibiadesa, opisująca rzeczywiste doświadczenie erotyczne oraz Sokratesa jako ucieleśnienie idei Erosa. Sokrates jako najbardziej erotyczny okazuje się filozofem par excellence, figurą samego dobra i uosobieniem pierwszej zasady, która zrazu jawi się negatywnie, a dopiero później – w intymnej relacji – ujawnia swoje skryte wewnętrzne oblicze.

## Przekłady
- F. Kozłowski, Dzieła Platona (Apologia, Kriton, Phedon), Warszawa 1845
- H. Zathey, Powieść Era o życiu zagrobowem. Z dyalogu Platona „Rzeczpospolita”, Lwów 1865
- A. Bronikowski, Dzieła Platona, t. 1 (Fedros, Biesiada, Hippiasz większy, Lyzis, Charmides, Euthyfron, Jon, Menexenos), Poznań 1858, t. 2 (Alkibiades, Gorgias, Menon, Laches, Euthydemos, Protagoras), Poznań 1879, t. 3 (Rzeczpospolita), Poznań 1884
- S. Siedlecki, Gorgias, Kraków 1879, Laches, Apologia, Kryton, Kraków 1880, Protagoras, Eutyfron, Kraków 1881, Apologia Sokratesa, Kryton, Kraków 1910
- A. Maszewski, Obrona Sokratesa, Warszawa 1885, 1888
- B. Kąsinowski, Fileb, Warszawa 1888, „Kronos” 2 (6)/2008
- J. Świderski, Menon, Stanisławów 1888
- A. St. Jezierski, Eutyfron, Tarnopol 1890
- J. Biela, Biesiada, Drohobycz 1898
- Stefan Okołów, Fedon: djalog o nieśmiertelności duszy, Warszawa: skład główny w Księgarni E. Wende i Sp., 1907. Brak numerów stron w książce
- Stefan Okołów, Biesiada (Symposion): djalog o miłości, Warszawa: skład główny w Księgarni E. Wende i Sp., 1909. Brak numerów stron w książce
- S. Lisiecki, Rzeczpospolita, Kraków 1928
- W. Witwicki, Platona Uczta. Dyalog o miłości, Lwów 1909
- W. Witwicki, Platona Fajdros, Lwów 1918
- W. Witwicki, Platona Eutyfron, Obrona Sokratesa, Kryton, Lwów 1920
- W. Witwicki, Platona Hippiasz Mniejszy, Hippiasz Większy, Ijon, Lwów 1921
- W. Witwicki, Platona Gorgiasz, Lwów 1922
- W. Witwicki, Platona Protagoras, Lwów 1923
- W. Witwicki, Platona Fedon, Lwów 1925
- W. Witwicki, Platona Eutyfron, Lwów 1934
- W. Witwicki, Platona Menon, Warszawa 1935
- W. Witwicki, Platona Teajtet, Warszawa 1936
- W. Witwicki, Platona Charmides i Lyzis, Warszawa 1937
- W. Witwicki, Platona Laches, Warszawa 1937
- W. Witwicki, Platona Fileb, Warszawa 1938
- W. Witwicki, Platona Państwo, Warszawa 1948 (rękopis)
- W. Witwicki, Platon: Timajos, Kritias, Warszawa 1951
- W. Witwicki, Platon: Sofista, Polityk (oprac. D. Gromska), Warszawa 1956
- W. Witwicki, Platon: Eutydem (oprac. H. Elzenberg), Warszawa 1957
- W. Witwicki, Platon: Państwo z dodaniem siedmiu ksiąg Praw, Warszawa 1958
- W. Witwicki, Platon: Timaios, Warszawa 1960
- W. Witwicki, Platon: Parmenides, Warszawa 1961
- M. Maykowska, Listy, Warszawa 1938, Warszawa 1987
- M. Maykowska, Prawa, Warszawa 1960
- I. M. Bocheński, Eutyfron, Edinburgh 1944, Warszawa 2015
- Z. Brzostowska, Zimorodek, Roczniki Humanistyczne 3/1972
- Z. Brzostowska, O sprawiedliwości, Roczniki Humanistyczne 3/1974
- Z. Brzostowska, Kratylos, Lublin 1990
- L. Regner, Alkibiades I i inne dialogi oraz definicje (Pseudo-Platon), Warszawa 1973
- L. Regner, Zimorodek, Filomata 328/1978
- L. Regner, Zimorodek i inne dialogi (Pseudo-Platon), Warszawa 1985
- L. Regner, Faidros, Warszawa 1993, 2004
- L. Regner, Protagoras, Warszawa 1995, 2004
- L. Regner, O cnocie (Pseudo-Platon), Meander 3/1997
- P. Siwek, Timajos, Kritias albo Atlantyk, Warszawa 1986
- P. Siwek, Gorgias, Menon, Warszawa 1991
- J. Górniak, Parmenides, [w:] M. Gogacz (red.), Metafizyczne ujęcia jedności, Warszawa 1987
- W. Stefański, Kratylos, Wrocław 1990
- E. Zwolski, Biesiada, Kraków 1993
- E. Zwolski, Phaidros, Kraków 1996
- E. Zwolski, Phileb, Kraków 1999
- K. Tuszyńska-Maciejewska, Meneksenos, Wrocław 1994
- R. Legutko, Fedon, Kraków 1995
- R. Legutko, Eutyfron, Kraków 1998
- R. Legutko, Obrona Sokratesa, Kraków 2003
- R. Legutko, Kriton, Kraków–Warszawa 2017
- Z. Kubiak, Platona poezja i mądrość, Warszawa 1996
- J. Sowa, Lizys, Łodź 2007
- I. Kania, Parmenides, „Kronos” 2 (6)/2008
- A. Serafin, Uczta, Warszawa 2012[704]
- A. Serafin, Epinomis, „Kronos” 2 (21)/2012
- K. Osińska, M. Cieślikowka-Ryczko, Mowa Arystofanesa z Uczty Platona, Collectanea Philologica 17/2014
- M. Bizoń, Hippiasz Mniejszy, Kraków–Warszawa 2017
- D. Zygmuntowicz, Prawa, Kęty 2017
- E. Osek, Lysis, Warszawa 2019
- E. Osek, Jon, Warszawa 2021